# Skagerraki csata
A skagerraki csata vagy jütlandi csata (németül: Skagerrakschlacht; angolul: The Battle of Jutland) tengeri összecsapás volt az első világháború során a brit és a német főerőket felvonultató Nagy Flotta (Grand Fleet) és a Nyílttengeri Flotta (Hochseeflotte) között. Ez volt a háború legnagyobb tengeri csatája, az egyetlen nagyszabású ilyen jellegű ütközet a konfliktus során. Ez számít továbbá a hadtörténet legnagyobb tengeri csatájának, melyet csatahajók vívtak meg. A csatára 1916. május 31-én és június 1-jén került sor az Északi-tengeren a Skagerrak tengerszoros bejáratánál, a Jütland-félszigettől nyugatra. (Az antant terminológiája után nevezik jütlandi csatának is.)
A Norvégia irányába előretörő Nyílttengeri Flottának a tervről előzetesen értesülő britek csapdát állítottak, de a kibontakozó harc során – a túlerő ellenére – a németek jelentősen nagyobb veszteségeket okoztak a briteknek, és az éjszaka folyamán sikerült áttörniük az ellenség vonalain és visszatérniük a bázisaikra, így az összecsapást ők könyvelhették el sikerként.
A magas brit veszteségekhez jelentős mértékben járult hozzá a lőszerek kezelésére vonatkozó biztonsági szabályzat megszegése. A csata utáni brit vizsgálatok emellett arra az eredményre jutottak, hogy a hajóik védettsége nem megfelelő, az általuk használt lőszer pedig túl gyenge minőségű a német flotta ellen vívandó harchoz, így a további német előretörések alkalmával már kerülték az összecsapást, és ezért több csatára már nem került sor a szemben álló flották főereje között a háború során. Az erősen védett skóciai támaszpontokról a britek továbbra is fenn tudták tartani az Északi-tenger nemzetközi egyezményeket sértő blokádját, anélkül, hogy harcba bocsátkoztak volna.

## Rövid leírás

A csata főbb nappali hadmozdulatait ábrázoló térképek

A német Nyílttengeri Flotta (Hochseeflotte) Reinhard Scheer tengernagy vezetésével Norvégia déli partjai irányába tervezett végrehajtani előretörést az antant kereskedelmi forgalmának akadályozására és az útvonalakat biztosító kisebb brit csatacirkáló-kötelékek felkutatására. A Skagerrak ennek során alternatív visszavonulási irányt biztosított a Balti-tenger irányába. A brit hírszerzés tudomást szerzett a németek tervezett kihajózásáról, de a hadművelet pontos céljait nem ismerték. A brit admiralitás olyan tervet dolgozott ki, melyben a német flottát harapófogóba foghatta és ehhez szintén Norvégia déli partjainak közelébe küldte ki erőit.
A mindkét fél által felderítési célokra alkalmazott csatacirkáló-kötelékek május 31-én délután találkoztak össze. A csata ezen első szakaszában a Franz Hipper vezette öt német csatacirkáló déli irányba csalogatta maga után az egy csatahajórajjal megerősített brit kötelékeket (hat csatacirkáló és négy csatahajó David Beatty vezetésével). Ennek során két brit csatacirkálót (Indefatigable és Queen Mary) megsemmisítettek. A délről közelítő német főerők a csatacirkálókkal egyesülve vették üldözőbe az északi irányba forduló brit köteléket, melyek nagyobb sebességük révén próbálták kivonni magukat az ellenséges tűz alól. A brit elővéd igyekezett a Hochseeflotte erőit az északnyugatról John Jellicoe tengernagy parancsnoksága alatt közelítő és csatasorba rendeződő brit Nagy Flotta (Grand Fleet) ágyúi elé csalogatni.
A csata második szakaszában a félkörívbe rendeződött brit csatasorba belefutó németek gyors hátraarccal kivonták magukat az ellenség tüzéből, de az üldözéstől tartva Scheer ismét nekivezette a flottáját a brit csatasornak. Az újabb találkozás során a britek erős és már pontosabb tüzérségi össztüze miatt a német kötelékek ismét meghátrálásra kényszerültek, de a hajóik végzetes találatokat nem kaptak. Az összecsapás e szakaszának elején semmisült meg a brit Invincible csatacirkáló, fedélzetén Horace Hood tengernaggyal.
A csata harmadik szakaszában az éjszaka folyamán a Hochseeflotte harmadszor is keresztezte a brit flotta csatasorát. Ezúttal az annak végén biztosításul elhelyezett cirkálókkal valamint rombolókkal csaptak össze és azok vonalain áttörve sikerült kitörniük a csapdából. Másnap reggel a németek a dán partokhoz közelebb és már kedvezőbb taktikai helyzetben várták a harc folytatását, de a Grand Fleet nem fordult vissza, hanem visszahajózott a támaszpontjaira. Így a csata véget ért és a Scheer is a honi kikötők felé vette az útját. Június 1-én a korai órákban a súlyosan sérült Lützow csatacirkálót a németek maguk kényszerültek elsüllyeszteni, mely az egyetlen kapitális hajóveszteségük volt a csata során a három hasonló brit egységgel szemben.
A britek veszteségei jóval magasabbak voltak emberéletben és elveszített hajóktérben egyaránt, annak ellenére, hogy másfélszeres számbeli fölényben voltak és kedvező körülmények között olyan csatára tudták kényszeríteni a németeket, amelyet azok kerülni igyekeztek. Előzetes reményeikkel szemben nem tudtak megsemmisítő csapást mérni a németekre és így a Balti-tenger blokádját sem tudták feltörni. Stratégiai szempontból az összecsapás nem hozott jelentős változást. A németek az év folyamán még két alkalommal tettek kísérletet a brit flotta kisebb részeinek elszigetelésére és megsemmisítésére, de a hadműveletekről a britek mindkét esetben időben értesültek és vagy kihajóztak a teljes Grand Fleettel elrettentésként, vagy visszavonták a veszélyeztetett kötelékeiket. A brit passzivitás eredményeképpen 1917 tavaszától – a korlátlan tengeralattjáró-háború ismételt meghirdetése után – a felszíni flották közötti összecsapást a németek sem forszírozták és a háború hátralévő részében már nem került sor nagyobb tengeri összecsapásra az Északi-tengeren.

## Előzmények

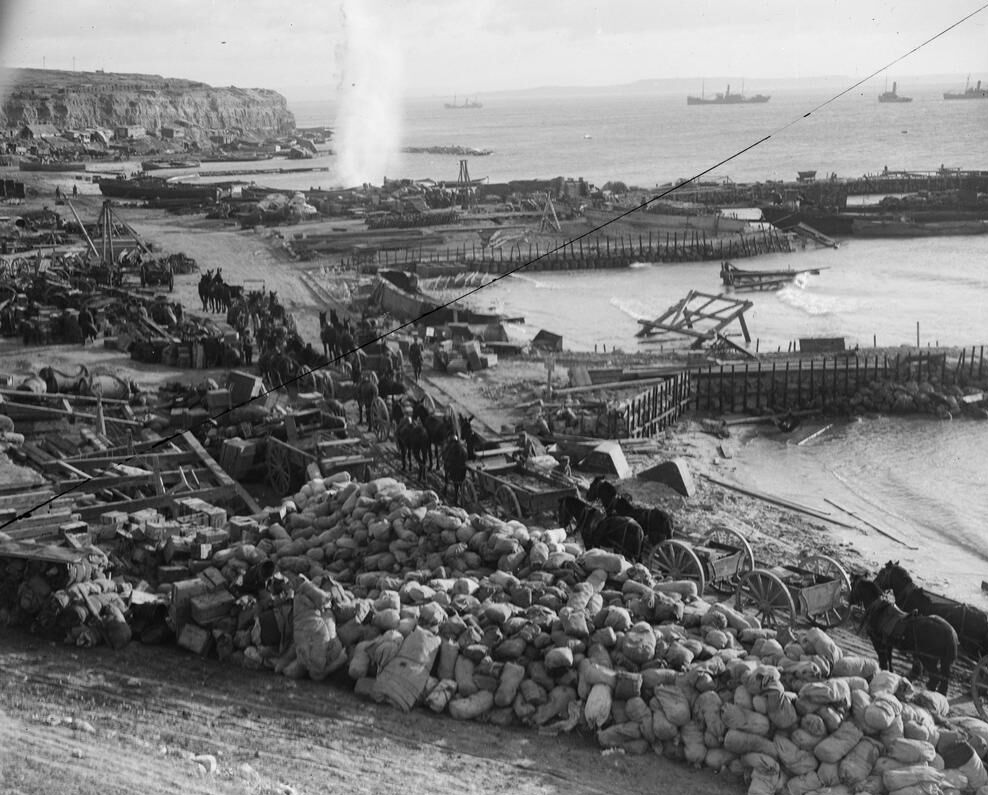
Brit csapatok a Gallipoli-félsziget csúcsánál evakuálásra várakoznak (1916. január 7.)

Az első világháború elején az antant hatalmak blokád alá vonták a központi hatalmakat az Északi- és Adriai-tengeren, míg a központi hatalmak a gyenge gazdasági lábakon álló Oroszországot vágták el a külvilágtól: a Balti-tengert a németek, a Fekete-tengert pedig hadba lépésük után (1914. november 12.) a törökök zárták le. A transzszibériai vasútvonal és a déli irányból érkező utánpótlási útvonalak túl hosszúak és csekély kapacitásúak voltak, míg északon Arhangelszk télen nem tudott fogadni hajókat, mert a Fehér-tenger befagyott, a jégmentes Barents-tenger irányába pedig ekkor még nem volt vasúti összeköttetés. Ezt brit javaslatra csak a háború alatt kezdték kiépíteni és teljesen nem sikerült befejezni annak végéig.
A britek és franciák a háború elején terveket készítettek a balti-tengeri blokád feltörésére. Az angolok tervei között szerepelt egy új front nyitása Schleswig-Holsteinban illetve egy Bréma ellen intézett támadás is. A török hadba lépést követően a fekete-tengeri útvonal újramegnyitása került előtérbe, de a Dardanellák ostroma (1915. február 19. – 1916. január 9.) nem hozott sikert.
A brit blokádra válaszul a németek tengeralattjárók bevetésével próbálták blokád alá venni Nagy-Britanniát, ám a korlátlan tengeralattjáró-háborúval a semleges országok – kiváltképp az Egyesült Államok – tiltakozása miatt felhagytak (1916. április 25.). A Balti-tengerre 1915-ben a britek tengeralattjárókat helyeztek át, hogy a Skandináviával folytatott német kereskedelmet ellehetetlenítsék, de nem váltották be a hozzájuk fűzött reményeket.
Ezek után az Északi-tenger, ahol a két szemben álló szövetségi rendszer fő tengeri ereje állomásozott, ismét nagyobb figyelmet kapott. A németek a brit blokádot akarták minden áron feltörni, míg a britek elsődleges célja annak fenntartása volt, viszont a kínálkozó lehetőséget kihasználva végzetes csapást akartak mérni a német flottára, mert csak így tudtak volna bejutni a Balti-tengerre és Oroszország kimerülését megakadályozni. Ezzel meggátolhatták volna a háború alatt szinte zavartalanul folyó kereskedelmet Németország és Skandinávia között, ami a skandináv államokat az antant oldalán való hadbalépésre is késztethette volna.
Az Északi-tengeren már korábban sor került két jelentősebb összecsapásra (helgolandi illetve doggerbanki csata), melyek bár az erősebb kötelékekkel fellépő britek győzelmével végződtek, de ugyanakkor megmutatták a német flotta magasabb szintű szervezettségét és nagyobb hatékonyságát is.

## Fontos tényezők
A Grand Fleet hozzávetőlegesen 8:5 arányú fölényben volt a németekhez képest és általánosan elmondható, hogy nagyobb kaliberű lövegekkel rendelkeztek, melyek effektív hatótávolsága is nagyobb volt. A német lövegeknek viszont nagyobb volt a torkolati sebessége, ami a lövedékeknek stabilabb röppályát és nagyobb becsapódási energiát biztosított. A késő délutáni jó látási körülmények lehetővé tették a brit hajók számára a nagyobb hatótávolságú lövegeik adta előnyök kihasználását.
Akkoriban a hatékony tűzvezetés megkövetelte a kilőtt lövedékek becsapódásának vizuális megfigyelését, hogy ennek megfelelően tudják korrigálni a célzást. A britek ehhez egy teljes sortüzet lőttek, megfigyelték a becsapódásokat, majd egy 400 yardos (kb. 365 méteres) alapértékkel számolva végezték el újra a célzást. Így egy ideig eltartott, míg belőtték a célpontot (ez volt az ún. Bracket System). A németek ezzel szemben az első sortüzet három különböző távolságra adták le, így hamarabb belőtték maguknak a célpontot (Leitersystem). Ezt az eljárást a későbbiekben a britek is átvették.
A németek másik előnye a tengerészeti léghajók felderítésre való alkalmazása volt. A léghajók május 30-án a kedvezőtlen szélviszonyok miatt azonban nem tudtak útnak indulni és a május 31-én bevetett léghajók sem tudtak 30 mérföldnél közelebb kerülni a flottákhoz, így a csatában nem játszottak szerepet.
A Hochseeflotte vezetése az Északi-tengeren többnyire korlátozott – átlagosan kb. 7 km – látótávolságot vette figyelembe és a brit hajókkal egy időben épített hajóit valamivel kisebb űrméretű, rövidebb hatótávolságú ágyúkkal szerelte fel, így azok tűzgyorsasága nagyobb volt és teljes értékű közepes tüzérséggel is elláthatták őket.
A németek a kisebb űrméretű lövegeiket nagyobb páncélátütőképességgel, jobb minőségű távmérőkkel, magasabb fokú páncélvédettséggel és magasabb színvonalú egyéb védelmi berendezésekkel igyekeztek kompenzálni. Ebből adódott a német hajók jelentősen magasabb találati aránya (3,3% a brit 2,2%-kal szemben). A brit lövedékek csekélyebb átütőképességük mellett gyengébb konstrukciók is voltak, így sokszor ha át is ütötték a német hajók páncélzatát, fel már nem robbantak és nem veszélyeztették a hajót kitörő tüzek vagy másodlagos robbanások.

### Lőszer
A német és brit kivetőtöltetek különböző csomagolással rendelkeztek, eltérően kezelték őket és a vegyi összetételük is más volt. A britek kétfélét használtak: az MK1-et (Mark 1) és az MD-t. A Mark 1 jelzésű lőpor (kordit) 37%-ban nitrocellulózból, 58%-ban nitroglicerinből és 5%-ban vazelinből állt. Jó kivetőtöltetnek számított, de nagy hőmérsékleten égett és az ágyúcsőben korróziót okozott. A hozzáadott vazelin kenőanyagként és stabilizátorként is funkcionált. Az MD jelű lőpor (valójában összecsomózott, zsákba töltött korditrudacskák) bár megoldást jelentett a korróziós problémára, a tárolása ugyanúgy problémás volt, mint az MK1 esetében. Ez a lőpor nagyon érzékeny volt a hőmérsékleti változásokra és a savképződés illetve a lőpor minőségének romlása nagyon rövid idő alatt végbemehetett. Az MD-lőpor mikroszkopikus méretű nitrocellulóz és pirit szemcséket bocsátott ki. A brit lőpor könnyen kezelhető volt, de éber tüzértisztet és a lőportételek szigorú, rendszeres ellenőrzését követelte meg. A brit kivetőtöltet a tároló edényéből kivéve rendkívül gyúlékony volt, mivel már csak a selyemből készült zsák védte, ezért a közelben becsapódó lövedékek robbanásainak lángjai könnyen begyújthatták.
A németek által alkalmazott RP C/12 jelű rézhüvelyekben tárolt kivetőtöltetek összetétele stabilabb volt és nem volt annyira érzékeny a külső behatásokra. A német lőporok összetétele nem különbözött sokban a britek által használt kordittól, az egy centralitet leszámítva. Ez szimmetrikus dietil-defenil urea volt és stabilizálóként funkcionált. Szerepét jobban betöltötte, mint a britek által alkalmazott vazelin. Jobban lehetett tárolni és bár gyúlékony volt, nem volt robbanásveszélyes. Rézhüvelyekben tárolva a becsapódásokkor keletkező lángnyelvekkel szemben jóval kevésbé volt érzékeny. Az RP C/12 összetétele: 64,13% nitrocellulóz, 29,77% nitroglicerin, 5,75% centralit, 0,25% magnézium-oxid és 0,10% grafit.
A britek tisztában voltak a német flotta lőgyakorlatainak eredményeivel, így tudták, hogy gyorsabban képesek leadni sortüzeket és jóval pontosabb a célzásuk az övükénél. Ezért 1913-ban megfogalmazták a nagy tűzgyorsaság doktrínáját ("doctrine of a high rate of fire"). Eszerint csata esetén jelentős számbeli fölényüket kihasználva a németeket folyamatosan tűz alatt tartják, és így kitérő manőverekre kényszerítik őket, lehetetlenné téve számukra a pontos célzást. Ehhez azonban minél gyorsabban kellett leadniuk a sortüzeket, így a brit flottánál a gyorsaságot részesítették előnyben a meglévő biztonsági előírásokkal szemben a lőszer kezelése terén.

Így zajlott a brit 15 hüvelykes (381 mm) ágyúk betöltése és elsütése a csatahajókon

A brit kivetőtölteteket két selyemzsákban tárolták, melyeket fémtubusban tartottak egy 16 unciás lőporgyutaccsal együtt, melyet vastag papírral tömítettek. Minden lövedék kilövéséhez négy kivetőtöltetet használtak. A betöltéskor a kezelő személyzet kivette a fémtubusból a tölteteket, majd eltávolította a gyutacsot borító papírtömítést. Egy lövegtoronyban így nyolc csomag lőport tartottak készen, melyek 3600 kg-ot tettek ki összesen. A töltetek zsákjából kis mennyiségben mindig szivárgott a lőpor.
Mivel a britek a lőgyakorlatokon a lőport nem tudták a kívánt gyorsasággal az ágyúkhoz eljuttatni a felvonókon és biztonsági nyílásokon keresztül, több biztonsági ajtót nyitva hagytak, hogy a kivetőtölteteket a következő sortűzhöz időben fel tudják juttatni. Ezeket az ajtókat az előírások szerint be kellett volna zárni a becsapódó lövedékek okozta tűz elleni védekezésül. A lőport (korditot) tartalmazó zsákokat halmokba rakták és helyben tárolták, teljesen felrúgva így a biztonsági előírásokat. A lőszerraktár és a lövegtorony közti átrakodó helyiségekben felhalmozott töltetek révén a britek növelték a tűzgyorsaságukat, de egyben sérülékenyebbé is tették ezáltal a hajóikat. Sőt a nagy tűzgyorsaság doktrínája 1913-ban oda vezetett, hogy a lőszerhiánytól félve a brit hajók fő fegyverzetének lőszer-javadalmazását 50%-kal megnövelték (a nagy egységek esetében kb. 800-ról 1200-ra). Amennyiben így meghaladták a hajó lőszerkamráinak kapacitását, akkor a kivetőtölteteket a lőszerraktárakon kívüli biztonságosnak nem mondható helyeken tárolták. A lövegtorony és a lőszerraktár között végig álltak a tárolt robbanószerek, és így egyetlen lövegtornyon elért találattal meg lehetett semmisíteni egy brit hadihajót.
A német és brit kivetőtöltetek között különbség volt még az is, hogy a németeké bár égett, de nem robbant be. Az RP C/12-t a háború után a britek mélyrehatóan tanulmányozták és ez képezte alapját a későbbi SC jelű lőporuknak. Az egy sortűz során kilőhető lövedékek össztömege ("weight of a broadside") a Skagerraknál bevetett brit flotta esetében 150 760 kg volt, míg a németeknél 60 879 kg. Ez az adat nem számol azzal, hogy egyes hadihajók tűzgyorsasága eltérő lehetett.
Mindkét fél csatahajói és csatacirkálói rendelkeztek különböző méretű torpedókkal hasonlóan a könnyebb hajókhoz. A brit csatahajók 3–4 víz alatti torpedóvetőcsővel rendelkeztek, a csatacirkálók 2–5-tel. Ezek mind 457 vagy 533 mm-es (18 ill. 21 hüvelyk) átmérőjűek voltak. A német csatahajók 5–6 víz alatti torpedóvetőcsővel rendelkeztek, melyek három különböző átmérővel rendelkezhettek 457 mm és 533 mm között. A csatacirkálók 4-5 torpedóvetőcsővel rendelkeztek. A II. csatahajóraj gyenge fegyverzetű 6 régi csatahajójának (pre-dreadnoughtjának) alacsony sebessége visszafogta a német flottát, mely 18 csomós (33 km/h) maximális sebességgel haladhatott szemben a britek 21 csomós (39 km/h) sebességével. A britek oldalán a 8 páncélos cirkáló sebessége és páncélzata maradt el a többi egységétől. A két oldalon ezek voltak a legsérülékenyebb egységek a modern hajókkal szemben.

### Tűzvezetés
A Királyi Haditengerészet nagyobb hajói központi tűzvezetési rendszerrel rendelkeztek, melyet a hajó egy magasabban lévő pontjából irányítottak, ahonnan a lövedékek becsapódását jobban meg lehetett figyelni és ennek megfelelően lehetett korrigálni a célzást. A lövegtornyok adott irányba fordítását és a lövegek emelkedésének beállítását is innen irányították. A számításokat elvégző Dreyer-asztalon alapuló központosított brit tűzvezetési rendszer fejlettebbnek számított a németekénél és a háború előrehaladtával folyamatosan ellátták a brit hajókat ezzel a szerkezettel. A csata idejére két kivétellel a Grand Fleet összes nagyobb egysége kapott már ilyet.
A német csatacirkálókon ezzel szemben csak a célpont irányát adták meg központilag, a távolságot nem. Ebben a rendszerben az ágyúkat sem egyszerre sütötték el. A többi kapitális német hajó tűzvezetése még ezzel az újítással sem volt felszerelve. A német távolságmérők viszont fejlettebbek voltak a britek FT24 jelű 2,7 m bázistávolságú távolságmérőinél és a kezelőik is magasabb szintű képzést kaptak a Zeiss által gyártott 3 m bázistávolságú példányokhoz. A sztereoszkopikus kialakítása lehetővé tette, hogy bizonyos esetekben köd vagy füst által beborított homályosan látható célpontokat is be tudjanak mérni vele.
A német távmérők hatótávolsága nem haladta meg a brit Barr Stroud 4,6 m-es távmérőét, melyeket a legújabb nagy brit hajókon rendszeresítettek. A német távolságmérők kezelőit 30 percenként váltani kellett, mert a szemük ennyi idő alatt elfáradt és ez pontatlanná tette volna a mérést. A britek úgy vélték, hogy a csata a központi tűzvezetési rendszer hasznosságát támasztotta alá, ezért a cirkálóikra és a rombolóikra is telepítették ezt a rendszert valamint a nagy hadihajóik másodlagos tüzérségét is ellátták vele.
A német hadihajók hamarabb felmérték az ellenséges célpontok távolságát, ami a csata elején előnyt jelentett számukra. A britek a "bracket rendszert" ("Bracket system") használták, melynek során a legjobbnak ítélt távolságra lőttek egy sortüzet, megvárták a becsapódásokat majd egy 400 yardos alapértékkel számolva végezték el újra a célzást. Így egy ideig eltartott, míg belőtték a célpontot.
A németek ezzel szemben a "Leiter rendszert" ("Leitersystem") alkalmazták, melynek során a sortüzet három különböző távolságra lőtték ki, ezek közül a legpontosabbnak ítélt távolság volt a középső. A németek így egyetlen sortűzből is képesek voltak pontos információkat szerezni, míg a briteknek mindig ki kellett várniuk a lövedékek leérkezését és csak aztán helyesbíthettek. A későbbiek folyamán a britek átvették a német eljárást.
A britek arra jutottak, hogy a legtöbb hajójukon rendszeresített 2,7 méteres (9 lábas) távolságmérőjük nagy távolságban nem elég pontos és nem teljesített olyan jól, mint az újabb hajóikra telepített 4,6 méteresek (15 lábas). 1917-ben 7,6 méteres és 9,1 méteres (25 ill. 30 láb) bázistávolságú távmérőkkel látták el a csatahajóikat a nagyobb pontosság elérése érdekében.

### Kommunikáció
A csata teljes időtartama alatt a brit hajóknak kommunikációs problémáik adódtak, míg a németeknél ilyen jellegű nehézségek nem léptek fel. A britek a rádiójelek használatát igyekeztek kerülni és a hajók közötti kommunikációt zászlókkal és fényjelzésekkel próbálták megoldani. Ezzel szemben a németek a rádiót részesítették előnyben. A csata egyik tanulsága az volt, hogy a zászlók alkalmazása nem megfelelő módszer a flották vezénylésére. Emellett a fényjelek alkalmazása, különösen éjjel könnyen elárulhatta egy hajó pontos helyzetét, ráadásul az azonosításul szolgáló fényjeleket is átvehette az ellenfél.
A brit haditengerészetnél meghonosodott az a szokás, hogy nem cselekedtek parancs nélkül, ami végzetes lehetett olyan helyzetben, mikor nem volt lehetséges utasítások küldése vagy fogadása. A rádiójelekkel lehetett a leggyorsabban üzeneteket küldeni a flottának, de ezt kerülték, nehogy a hajóik helyzetét elárulják vele illetve azért is, nehogy felesleges jelentésekkel okozzanak zűrzavart.

## A német flottaparancsnok tervei

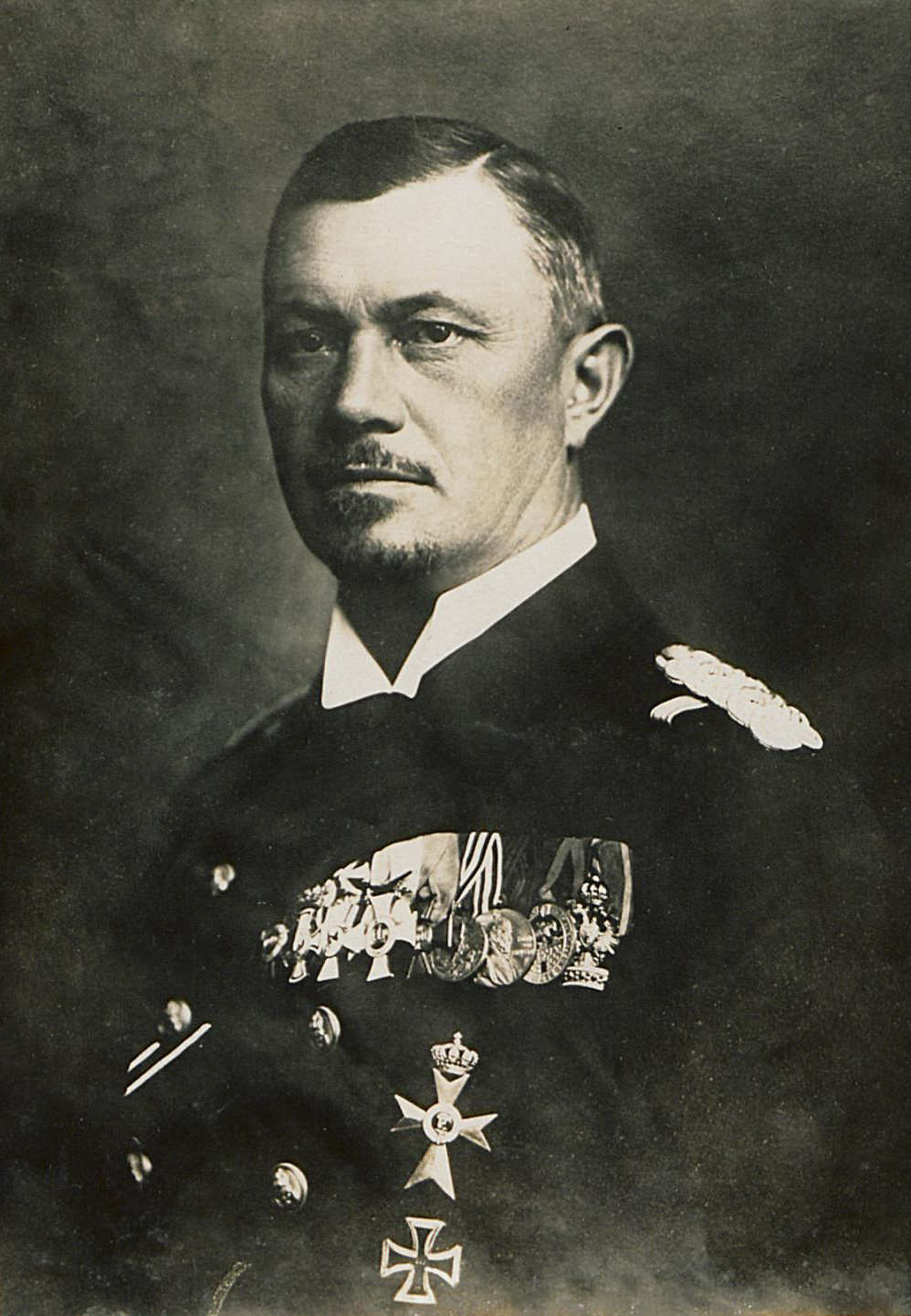
Reinhard Scheer, a Hochseeflotte főparancsnoka

A német Hochseeflotte 1916 januárjáig a számbeli hátrányából kifolyólag defenzívában maradt. A Hochseeflotte korábbi angol partokat támadó hadműveletei (Yarmouth, Scarborough, Hartlepool, Lowestoft) a brit flotta megosztására és egy kisebb részének harcra bírására irányultak. A Blücher doggerbanki csatában való elvesztése után (1915. január 24.) a németek defenzívebb hadviselést folytattak és a kapitális hajóikkal csak a Német-öbölben végeztek hadműveleteket, melyek során az időnként felbukkanó brit flottával nem kerültek harcérintkezésbe.
A megbetegedett Hugo von Pohl tengernagyot a flottaparancsnoki tisztségben 1916 januárjában váltó Reinhard Scheer altengernagy Vilmos császárnál elérte, hogy visszatérhessen a Hochseeflotte a korábban már alkalmazott támadóbb jellegű hadviseléshez, mellyel úgy vélte, hogy a tengeralattjárók harcát is támogatni tudja.
1916. április 25-én azonban politikai okokból a németek tovább korlátozták a tengeralattjáró-hadjáratukat. Ennek során kötelezték magukat a nemzetközi egyezményekben foglaltak szerinti eljárásra (figyelmeztetés leadása, legénység biztonságba helyezése, semleges hajók sérthetetlensége), bár nyilvánvaló volt, hogy az antant hatalmak továbbra is megsértik a hadviselés szabályait. Scheer a torpedók szakértőjének számított és hevesen ellenezte a tengeralattjárókkal folytatott kereskedelmi háború bárminemű korlátozását. Így azonban a felszabadult tengeralattjárókat a brit hadihajók ellen vethette be. Scheer úgy ítélte meg, hogy a német hajók jobb minőségűek, a német tengerészek pedig képzettebbek a brit ellenlábasaiknál, ezért a megfelelő stratégiával kivívható a győzelem a tengeren és feltörhető az Északi-tenger blokádja.
Reményei szerint egy sikeres tengeralattjáró támadás leköti a britek gyors kísérő egységeit (rombolóit), melyeket a tengeralattjáró-elhárítás feladata köt majd le, és ha megfelelő helyen tudnának harcba bocsátkozni a britekkel, akkor jó kilátással küzdhetnének meg velük. A brit flotta évszázados támadó felfogására alapozva a gyengébb kötelékeiket a Scheer vezette Hochseeflotte elé tervezték csalogatni és ott megsemmisítették volna azokat. Az akciókat a brit támaszpontok elé rendelt tengeralattjárókkal és itt elhelyezett aknamezőkkel támogatta volna. Az ilyen akciók révén elért erőegyensúly után már fel lehetett volna vállalni egy döntő tengeri ütközetet, melyben már mindkét fél a főerőit vonultatja fel.

### A tengeralattjárók bevetése
A németek a brit hadikikötők elé tengeralattjárókat terveztek elhelyezni, így az innen a felszíni flotta hadműveletei ellen kifutó ellenségre csapást mérhettek. A Seydlitz csatacirkáló egy korábbi bevetés során megsérült, de május közepére már rendbe tervezték hozni, így a hadművelet végrehajtását 1916. május 17-re tűzték ki. Május elején a 3. csatahajóraj egységeinek kondenzátoraival problémák adódtak, ezért a hadműveletet ismét el kellett halasztani május 23-ig. Tíz tengeralattjáró (U 24, U 32, U 43. U 44, UC 47, U 51, U 52, U 63, U 66 és U 70) előbb arra kapott parancsot, hogy az Északi-tenger középső részén cirkáljon május 17. és 22. között, majd az ellenséges kikötők előtt vegyen fel pozíciót. Az U 43 és az U 44 a Pentland Firth-nél foglalt lesállást, melyen a Scapa Flow-t elhagyó Grand Fleetnek keresztül kellett hajóznia, míg a többi tengeralattjáró a Forth folyó torkolata (Firth of Forth) előtt helyezkedett el a Rosytht elhagyó csatacirkálókra várva. Minden egyes tengeralattjárónak előre kijelölt körzete volt, melyben szabadon manőverezhetett az ellenség általi észlelést elkerülendő, ám el nem hagyhatta azt. A kezdeti Északi-tengeren végrehajtott járőrözések során a tengeralattjárók csak északi illetve déli irányban haladhattak, így az ellenség, még ha meg is látta őket, azt gondolhatta, hogy az Atlanti-óceánra indulnak bevetésre vagy onnan térnek vissza. Miután elfoglalták pozíciójukat, a tengeralattjáróknak szigorúan el kellett kerülniük, hogy észleljék őket, mert ez a hadművelet sikerét kockáztatta. A hadművelet kezdetének pontos időpontját rejtjelezett rádióüzenet tudatta a tengeralattjárókkal.
Rajtuk kívül az UB 27-et küldték ki azzal az utasítással, hogy hatoljon be a Forth torkolatába a May sziget mellett. Az U 46-nak az elterelő hadmozdulat célpontjául kijelölt Sunderland partjainál kellett volna járőröznie, de motorjainak meghibásodása miatt az U 47 lett kiküldve erre a feladatra. Május 13-án az U 72-t küldték a Forthhoz aknatelepítési feladatokkal, május 23-án az U 74 indult a Moray-öbölhöz (Moray Firth) hasonló megbízatással, majd május 24-én az U 75 lett kiküldve az Orkney-szigetektől nyugatra eső térségbe. Az UB 21 és UB 22 tengeralattjárókat a Humber folyóhoz küldték, melyben téves információk alapján brit hadihajókat sejtettek. Az U 22, U 46 és U 67 Terschellingtől északra foglalt állást, hogy a Harwichban állomásozó brit könnyű egységek közbelépését megakadályozhassa.
A május 22-én a Seydlitzet még mindig nem találták teljes mértékben harcra késznek és május 29. előtt nem volt várható, hogy bevethető állapotba tudják hozni. A lesben álló tengeralattjárók számos nehézségbe ütköztek: a part mentén gyengék voltak a látási viszonyok a köd miatt, a tenger pedig vagy olyan nyugodt volt, hogy a víztükrön a periszkóp keltette fodrozódások is elárulhatták a helyzetüket, vagy olyan erős hullámok voltak, hogy a tengeralattjárók adott helyen való tartása is nagy erőfeszítéseket igényelt. A briteknek feltűnt a szokatlan tengeralattjáró-aktivitás és felderítő egységeket küldtek ki, hogy elűzzék őket a veszélyes pozíciójukból. Az UB 27 május 23-án elhaladt Bell Rock mellett és behatolt a Forth torkolatába a terveknek megfelelően, de ekkor motorhibák léptek fel nála. A javítások elvégzése után kereskedelmi hajókat követve folytatta az útját és május 25-én elérte Largo Beach-et. A tengeralattjáró itt hálókba gabalyodott, melyek megrongálták az egyik hajócsavarját, ami miatt meg kellett szakítania küldetést és haza kellett indulnia. Az U 74-et négy felfegyverzett halászhajó támadta meg május 27-én és Peterheadtől 40 km-re délkeletre elsüllyedt. Az U 75 az Orkney-szigeteknél sikeresen telepített aknákat. Ezek nem játszottak szerepet a skagerraki csatában, de június 5-én az Oroszországból hazatérő Hampshire cirkáló az egyik U 75 által ekkor telepített aknára futott és fedélzetén Herbert Kitchener brit hadügyminiszterrel elsüllyedt. Az U 72 nem tudott aknákat telepíteni és félbe kellett szakítania a küldetését olajszivárgás miatt, mely a vízfelszínen látható nyomot hagyott.

### Léghajók bevetése

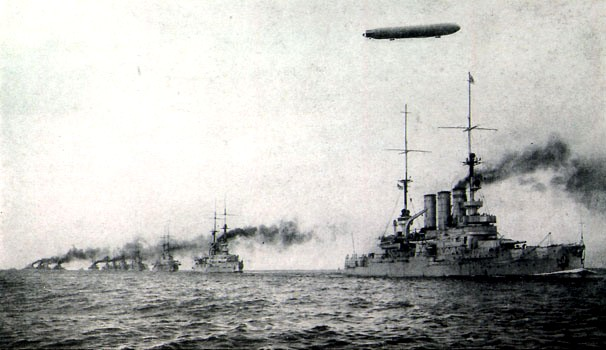
Léghajó kíséri a Hochseeflotte egységeit, 1917

A németek rendelkeztek egy léghajó-flottával is, melyet légi felderítésre és esetenként bombatámadásokkor vetettek be. A Sunderland ellen tervezett rajtaütésben a léghajókkal az északról várható brit flottát kívánták szemmel tartani, mely meglephette volna a partot támadó német hajókat.
Május 28-án az erős északkeleti szelek miatt nem tudták útra indítani a léghajókat, ezért az akciót ismét el kellett halasztani. A tengeralattjárók készletei csak június 1-ig tartottak ki, ekkor vissza kellett indulniuk. Ezért gyors döntést kellett hozni a hadművelet sorsáról.
Végül egy alternatív terv végrehajtása mellett döntöttek, melyben elvetették a Sunderland elleni támadást és helyette a Skagerrakhoz küldték ki a csatacirkálókat, ahol várható volt, hogy Angliába tartó kereskedelmi hajókat illetve járőröző brit cirkálókat találhatnak. Úgy gondolták, hogy ehhez a hadművelethez nélkülözhetők a léghajók, mivel Németországhoz jóval közelebb kerülne rá sor és a felderítést cirkálók és rombolók is elvégezhetik.
A módosított hadművelet végrehajtására május 28-án adták ki a parancsot, bár még reménykedtek abban, hogy az idő az utolsó pillanatban még kedvezően alakulhat és az eredeti tervek mellett maradhatnak. A német flotta Wilhelmshavenben és a közeli Jade folyó torkolatában gyülekezett és az utasításoknak megfelelően május 28-a éjféltől felfűtött kazánokkal bevetésre készen állt.
Május 30-án 14:00-kor a szél még mindig túl erős volt, ezért az alternatív terv mellett döntöttek. A "31 May G.G.2490" kódolt jelet küldték a flotta hajóinak, ami a hadművelet május 31-ei kezdését tudatta velük. A tengeralattjáróknak a bruges-i rádióadó és az Emdenben horgonyzó Arcona tengeralattjáró-ellátó hajó egész nap sugározta a hadművelet megkezdését jelző előre egyeztetett jelet. Az üzenet azonban csak két tengeralattjáróhoz jutott el (U 66 és U 32).

## A brit tervek
A Német Birodalommal ellentétben Nagy-Britannia rá volt utalva a flottájára a tengeri útvonalainak megvédéséhez, ezért egy vereséggel mindent kockára tett volna. Emellett avval is számoltak, hogy a németek tengeralattjárókat és aknákat vethetnek be a visszavonulási útvonalaik mentén, ezért a visszavonuló ellenség üldözését teljesen elvetették. Jellicoe – tévesen – úgy vélte, hogy ebből a célból minden német romboló szállít aknákat.
A britek állításuk szerint rendelkeztek a német haditengerészet kódkönyvének egy másolatával, melyet még az 1914-ben zátonyra futott Magdeburg könnyűcirkáló fedélzetéről szereztek meg az oroszok. Ennek segítségével a német rádiókommunikációt gyakran hamar meg tudták fejteni és a brit admiralitás rendszerint tudomást szerzett a német tervekről. Német részről kétségbe vonják a brit hírszerzés információszerzésének e módját. A hadbírósági eljárás során bizonyítottnak találták, hogy a Magdeburg tisztjei minden fontosabb rejtjelkulcsot megsemmisítettek az oroszok érkezése előtt. Másfelől a kódokat rendszeresen módosították. Német feltételezések szerint a britek kémhálózatuk révén szerezhették információikat a német flotta hadműveleteiről.
A britek május 28-án vettek egy üzenetet, mely kellő bizonyítékul szolgált arra, hogy a német flotta az Északi-tengeren tervez hadműveleteket végrehajtani. További üzeneteket is sikerült elfogniuk, és bár megfejteni nem tudták azokat, de a fokozott rádióforgalom is a hadművelet közeledtét erősítette meg.  Május 30-án 12:00-kor (11:00 GMT) figyelmeztették Jellicoe-t, hogy a német flotta készen áll a másnap reggeli kifutásra. Este 17:00-kor az admiralitás elfogta Scheer "31 May G.G.2490" üzenetét, melyből nyilvánvaló volt számukra, hogy közvetlenül az akció előtt állnak.
Jellicoe és stábja nem ismerte a németek pontos célját, ezért úgy döntött, hogy a flottával megakadályozza a németeket abban, hogy kijussanak az Atlanti-óceán északi részére vagy a Skagerrakon át behajózzanak a Balti-tengerre. Úgy tervezte, hogy a norvég partokhoz hajózik a flottával, mert innen mindkét irányt ellenőrizni tudja. Ettől nyugatra nem tartották indokoltnak a jelenlétet, mert ezt a területet szemmel tudták tartani felderítő léghajókkal és repülőgépekkel is.

## A szemben álló erők harcrendje
A Jellicoe vezette Grand Fleet két részre volt osztva. Az általa vezetett csatahajókból álló flotta alkotta a főerőt és 24 csatahajó valamint 3 csatacirkáló tartozott hozzá. A csatahajók három, egyenként nyolc egységből álló rajra voltak osztva, melyek további négy hajóból álló alegységekre voltak bontva külön-külön parancsnokokkal. Ehhez a flottához nyolc páncélos cirkálót (a Királyi Haditengerészetnél 1913-tól hivatalosan "cirkáló" a megjelölésük), nyolc könnyűcirkálót, négy felderítő cirkálót (gyorscirkálót), 52 rombolót osztottak be. A rombolók közül az egyik aknákat is szállított.
A britek felderítését a David Beatty vezette kötelék végezte, melybe 6 csatacirkáló, négy Queen Elisabeth-osztályú gyors csatahajó, 14 könnyűcirkáló és 27 romboló tartozott. A légi felderítést az Engadine repülőgép-anyahajó repülőgépei látták el. Beatty eredetileg mindhárom csatacirkálóraj felett rendelkezett, mivel azonban a Rosythból a tengeralattjáró-veszély miatt nem tudtak lőgyakorlatokra kihajózni, rotációs rendszerben felküldtek egy-egy rajt Scapa Flow-ba ezzel a céllal. A csata előtt röviddel Horace Hood ellentengernagy 3. csatacirkálórajára (3rd Battle Cruiser Squadron) került a sor, és az ő egységének pótlására küldték le Rosythba Hugh Evan-Thomas 5. csatahajóraját (5th Battle Squadron).
A Grand Fleet három csatahajója nélkül hajózott ki: az Emperor of India javítás alatt állt Invergordonban, a Queen Elisabeth Rosythban volt szárazdokkban, míg a Dreadnoughtot Portsmouthban javították. A még csak három hete szolgálatba állított vadonatúj Royal Sovereign sem tartott a flottával, mivel a legénységének képzése még folyamatban volt, és úgy ítélték meg, hogy nincs bevethető állapotban. Csatacirkálóik közül egyedül az Australia maradt távol karbantartás miatt. A britek a régebbi csatahajóikat (pre-dreadnoughtokat) nem vetették be a csatában.
A Reinhard Scheer vezette német flotta is két részre volt osztva, a főerőkre és egy felderítő csoportosításra. A Wilhelmshavenből induló főerőket Scheer vezette és 16 dreadnought mintájú modern csatahajó tartozott hozzá, melyekhez útközben csatlakozott az Elba torkolata felől érkező 6 pre-dreadnought mintájú régi csatahajó. Velük tartott még 6 könnyűcirkáló és 31 romboló (Torpedoboot) is.
A német felderítő köteléket Franz Hipper vezette és 5 csatacirkálóból (Aufklärungsgruppe I), 5 könnyűcirkálóból (Aufklärungsgruppe II) és 30 rombolóból állt. A németeknek nem voltak az Engadine-éhez hasonló repülőgépei, ellenben a támaszkodhattak volna a haditengerészeti léghajók felderítésére, de a kedvezőtlen szélviszonyok miatt egyik sem tudta megközelíteni a harcok helyszínét.
A német flottában nem volt ott a vadonatúj és még próbajáratait futó Bayern csatahajó, a kor legerősebb hadihajója és a König Albert csatahajó, melynek a kondenzátorait Wilhelmshavenben javították a csata idején. A német kapitális hajók háború előtti állományából hiányzott még a konfliktus kitörésekor Olaszországból Törökországba hajózó Goeben csatacirkáló.

## A flották felvonulása

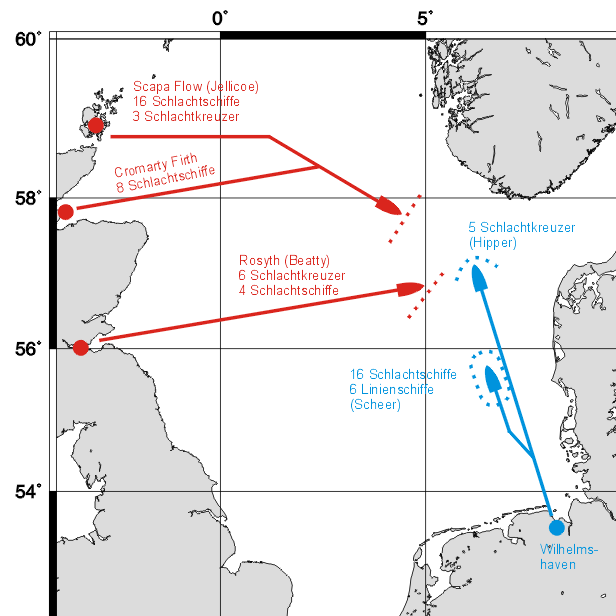
A flották felvonulásának útvonala

Jellicoe május 30-án 19:40-kor adta ki az indulási parancsot és 23:30-kor (KEI) a Grand Fleet 1. és 4. csatahajórajának 16 dreadnoughtját és a 3. csatacirkálóraj három csatacirkálóját Scapa Flow-t elhagyva keleti irányba vezette, még mielőtt a németek útnak indultak volna. Útközben csatlakozott hozzá Martyn Jerram altengernagy Cromartyból induló 2. csatahajórajának nyolc dreadnoughtja. Hipper hadműveletre kijelölt hajói a Jade-öblöt május 31-én 02:00 után hagyták el a Helgolandtól nyugatra lévő aknamentes folyosón keresztül északi irányba 16 csomós (30 km/h) sebességgel. A német flotta zömét képező I. és III.  csatahajóraj (Geschwader I und III) 16 dreadnoughtja 03:30-kor futott ki a Jade-öbölből és hajnali 05:00-kor csatlakozott hozzájuk az Elba felől érkező II. csatahajóraj 6 pre-dreadnoughtja.
Beatty 1. és 2. csatacirkálórajokból valamint az 5. csatahajórajból álló gyors köteléke másnap hajnalban hagyta el a Forth torkolatát. Jellicoe a Skagerrak bejáratánál, 140 km-re a Jütland-félszigettől tervezte a vele való egyesülést és itt várták volna a németek felbukkanását. Ez a helyezkedés biztosította számára a cselekvési lehetőségek legnagyobb spektrumát a németek bárminemű akciójával szemben.
A brit csatacirkálók útvonala az U 32 számára kijelölt területen át vezetett, amely észlelte a Forth-ot elhagyó Galatea és Phaeton cirkálókat. Hajnali 04:40-kor 910 méterről kilőtt egy torpedót az élen haladó cirkálóra, de a periszkópja beragadt és ez elárulta a helyzetét miközben pozíciót váltott az újabb támadáshoz. A célba vett cirkáló kitért a torpedó elől, közben a másik cirkáló megpróbálta legázolni a tengeralattjárót, mely így gyors merülésre kényszerült. Hajnali 05:10-kor délkeleti irányba tartó két csatacirkálót észlelt (a 2. csatacirkálórajt). A tengeralattjáró parancsnoka rádión jelentette a cirkálók észlelését.
Az U 66 is a Forth torkolata előtt vett fel pozíciót, de a brit járőrhajók miatt Peterheadtől 97 km-re északra kellett kitérnie. Itt észlelte az északi irányból a Moray Firth felől érkező 2.  csatahajórajt. 06:00-kor vészmerülést kellett végrehajtania, mikor a Duke of Edinburgh cirkáló a ködből előbukkant és pont feléje tartott, nyomában a Boadicea cirkálóval és 8 csatahajóval. Az U 66 320 méterre került a csatahajókhoz, de egy közeledő romboló ismét merülésre kényszerítette, így elszalasztotta a kínálkozó alkalmat. 07:35-kor jelentette az északi irányba tartó 8 csatahajót és a cirkálókat.
A brit hajók a tengeralattjárók elleni védekezésül cikk-cakkban haladtak, így a jelentett haladási irányokból a németek téves következtetéseket vontak le. Az éjszaka folyamán korábban elfogott brit rádióüzenetekből is arra jutott a német parancsnokság, hogy a brit flotta több részre vált külön és más-más irányba halad, épp ahogy azt ők szerették volna.
Jellicoe hajói sértetlenül és az ellenség tudta nélkül közelítettek a Beatty egységeivel kijelölt találkozási pont felé, viszont az admiralitástól félrevezető üzenetet kapott, miszerint a német flotta nagyja még nem futott ki. A műveleti osztály vezetőjének, Thomas Jackson ellentengernagynak azon kérdésére, hogy a Scheer által alkalmazott DK hívójelet honnan sugározzák, a hírszerző osztály (Room 40) azt válaszolta, hogy azt nemrég Wilhelmshavenből adták le. A hírszerző osztály munkatársai tudták, hogy Scheer más hívójelet használ mikor a tengeren van, de ezt az információt senki nem kérte tőlük vagy fejtette ki az érdeklődés okát, azt, hogy valójában a német flotta aktuális helyzete érdekelné őket.
A német I. felderítőcsoport (Aufklärungsgruppe I) 10:00-kor az Amrum szigetnél lévő aknamezőt kikerülve északnyugati irányba tartott és 56 km-re nyugatra haladt el a Horns Rev (Horn-zátony) világítótornyától a Skagerrak bejárata felé közeledve. A Hochseeflotte nagyja 80 km-rel lemaradva követte őket. A csatacirkálók egymás után sorban haladtak, a II.  felderítő csoport négy cirkálója és a kísérő rombolók pedig egy 13 km-es ívben haladtak előttük és mellettük. A IX. rombolóflottilla (Torpedoboot-Flottille IX) látta el a közelbiztosítást közvetlenül a csatacirkálók mellett haladva. A Hochseeflotte is hasonló formációban haladt, közvetlen rombolókísérettel és távolabb 5 cirkáló biztosított 8–13 km távolságban.
A szél lecsillapodása után 12:30-kor öt léghajót indítottak útnak: az L 14-et a Skagerrakhoz, az L 23-at a Pentland Firthhöz Noss Headtől 390 km-re keletre, az L 21-et Peterheadtől 190 km-re keletre, az L 9-et 160 km-re Sunderlandtől keletre és az L 16-ot Flamborough Headtől 130 km-re keletre küldték ki. A látótávolság azonban továbbra is csekély maradt 300 méteres felhőalappal.

## A csata menete

### Az első összecsapás

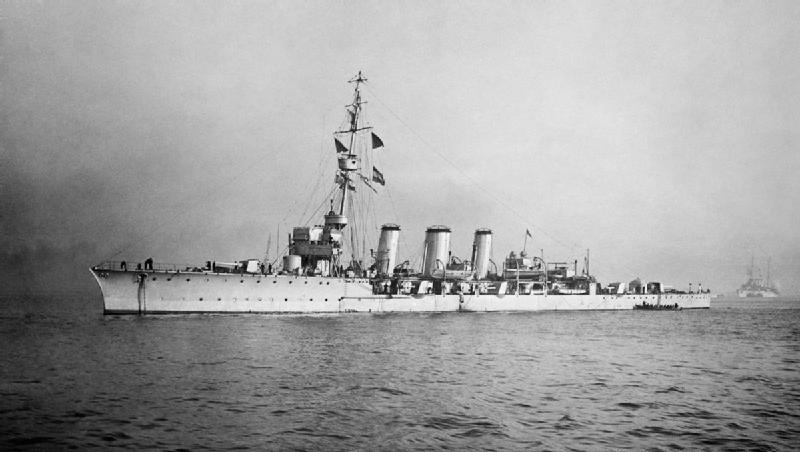
A Galatea adta le a csata első lövését – és szenvedte el az első találatot

15:00 körül Beatty hajói keleti irányban haladtak nagyjából azon a földrajzi szélességen, mint amelyiken Hipper hajóraja északnak tartott. Amennyiben nem változtattak volna irányt, akkor Beatty a két német flotta között – jó 60 km-rel Hipper csatacirkálói mögött és 30 km-rel a Hochseeflotte előtt – haladt volna el 16:30 körül és így flottájával csapdába került volna. Mikor 420 km-re voltak már Britanniától, Beatty a kapott parancsoknak engedelmeskedve a felderítő tevékenységet megszakította és északi irányba fordult, hogy csatlakozzon Jellicoe-hoz. Beatty a hajóit három oszlopra osztotta, melyben a két csatacirkálóraj vonalban egymással párhuzamosan haladt közel 5 km-re egymástól. Az 5. csatahajóraj 8 km-rel északnyugatra követte őket, az ellenség várható felbukkanásától legmesszebbre, míg a cirkáló- és romboló-kíséret egy része a csatacirkálóktól délnyugatra biztosított. A forduló után az 5. csatahajóraj került az élre a formáció nyugati szélén.
A brit felderítő kötelék északkeleti végén haladó 1. könnyűcirkálórajhoz (1st Light Cruiser Squadron) tartozó Galatea könnyűcirkáló 15:10-kor észlelt egy gőzöst (a dán N J Fjordot) és a Phaetonnal együtt ellenőrzés céljából közelítettek felé, de a hajót hasonló céllal már megállította két német romboló. A Galatea a Friedrich Boedicker ellentengernagy vezette II. felderítőcsoporthoz tartozó B 109 és B 110 jelű rombolókat tévesen cirkálókként azonosította és a csata első lövéseit leadva 15:28-kor tüzet nyitott rájuk, majd röviddel rá a Phaeton is követte ebben. A németek kitértek a támadás elől és jelentették az ellenséges kötelék felbukkanását az Elbing könnyűcirkálónak, mely a helyszínre érkezve azonnal tűzváltásba keveredett a Galateával. Az Elbing a pontosabb lövegei révén a nagy távolság ellenére 15:36-kor találatot ért el a Galateán – az elsőt a csata folyamán. A lövedék azonban nem robbant fel és nem okozott jelentős károkat. Ekkor a kötelék keleti felén haladó összes cirkáló visszavonult, azzal a szándékkal, hogy a németeket a csatacirkálók lövegei elé csalogassák.

### A csatacirkálók összecsapása

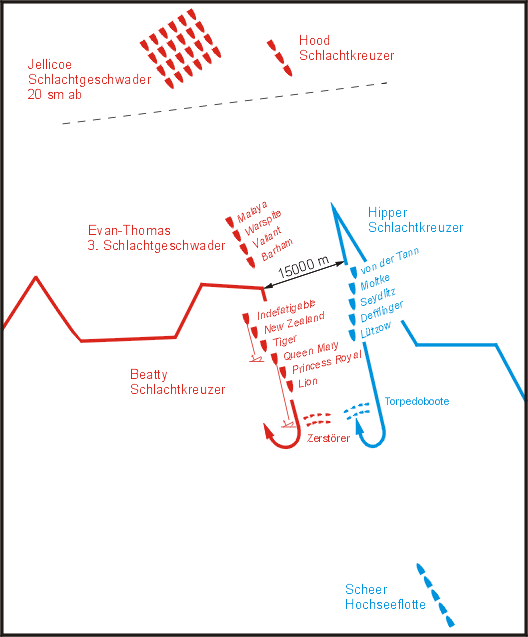
Hipper déli irányú visszavonulása

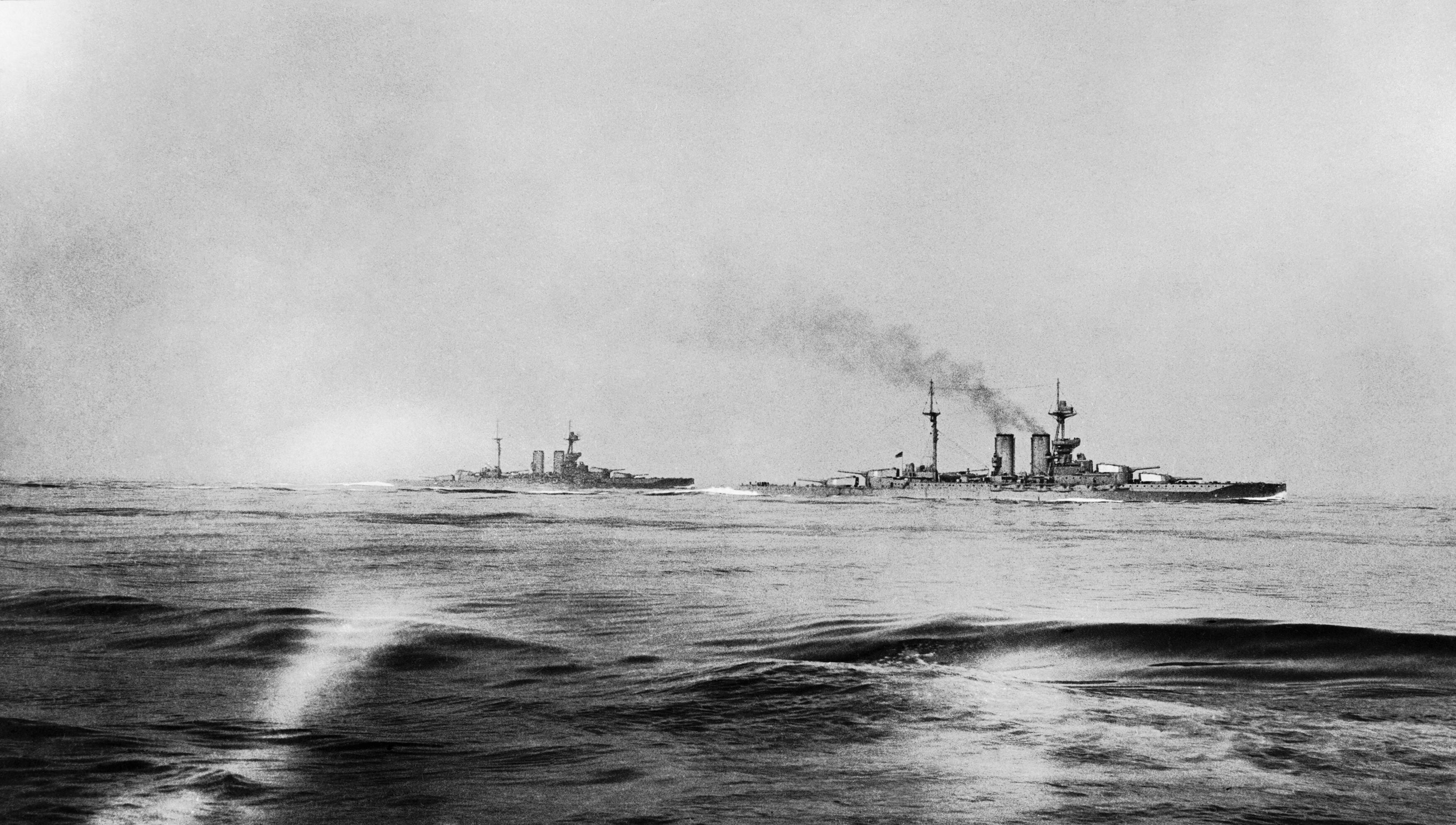
A brit 5. csatahajórajhoz tartozó Warspite és Malaya gyors csatahajók testvérhajójukról, a Valiantról fényképezve (1916. május 31. 14:00 körül

Beatty a csatacirkálóival és a támogató erőkkel délkeleti, majd keleti irányba fordult, hogy a német hajókat elvágja a kikötőjüktől és utasította az Engadine-t hidroplánok indítására a német erők méretének és helyzetének felderítésének érdekében. Ez volt az első alkalom, hogy egy hadihajóról repülőgépet indítottak légi felderítés céljából egy tengeri csata során. Az Engadine által kiküldött repülőgép meghatározta és jelentette néhány könnyűcirkáló helyzetét még 16:30 előtt, majd légelhárító tűzbe került. A repülőgép a jelentését sikertelenül próbálta célba juttatni.
Beatty 15:32-kor kiadott irányváltási parancsa Hugh Evan-Thomas 5. csatahajórajához nem jutott el, mivel a zászlókkal leadott utasítást a nagy távolság miatt nem lehetett kivenni és az oszlop végén haladó Tiger csatacirkáló sem volt már olyan pozícióban, ahonnan továbbíthatta volna a jeleket fényszórókkal Evan-Thomasnak, mint ahogy azt előzőleg meghagyták neki. Míg az északi irányú forduló előtt a Tiger volt a legközelebbi egység Evan-Thomas rajához, addig a forduló után távolabb került tőle, mint Beatty a Lionnal. A zavart tovább fokozta, hogy Evan-Thomassal nem ismertették Beatty rajának állandó érvényű utasításait, mivel az ő raja korábban a Grand Fleet Scapa Flow-ban állomásozó zöméhez tartozott. Jellicoe alatt pedig a beosztott egységeknek a kiadott hadmozdulati parancsokat szigorúan végre kellett hajtaniuk és nem térhettek el attól. Beatty állandó érvényű utasításai a tisztektől kezdeményezőkészséget vártak el valamint a zászlóshajóval való kapcsolat folyamatos fenntartását. Ennek eredményeképpen a négy Queen Elizabeth-osztályú csatahajó, melyek a kor leggyorsabb és legerősebb fegyverzettel rendelkező szolgálatban lévő hadihajói voltak – még percekig tartották a korábbi irányt, míg 16 km-re eltávolodtak a csatacirkálóktól a tartandó 8 km-es távolság helyett. Beattynek lehetősége volt a korábbi órák során az erői koncentrálására és semmi nem szólt amellett, hogy ne így tegyen, miközben teljes gőzzel haladt előre, gyorsabban, mint ahogyan a csatahajók haladni tudtak. Az erők ilyenforma megosztása súlyos következményekkel járt a britek számára, ami jelentős tűzerőtől fosztotta meg őket az összecsapás első fél órájában.
A nagyjából északnyugati irányba tartó Hipper csatacirkálói a számukra kedvező látási körülmények között 16:22-kor észlelték Beatty hajóraját 24 km távolságból, míg Beatty egységei csak 16:30-kor vették észre a németeket. Az észlelés után déli irányra álló Hipper 16:32-kor parancsot adott a sebesség 18 csomóra való mérséklésére, amit 16:39-kor megismétel, majd 16:45-kor délkeleti irányba fordult, hogy Beatty-t Scheer 75 km-re lévő flottája elé csalja. A kötelékének haladási sebességét a von der Tann-nak kiutalt alacsonyabb minőségű szén 22-23 csomóra korlátozta. Ennek és a Beatty csatacirkálóival kialakuló párharc miatti manőverezésnek köszönhetően a papíron lassabb brit csatahajók is fel tudtak zárkózni az üldözéshez.
Német visszavonulás déli irányba

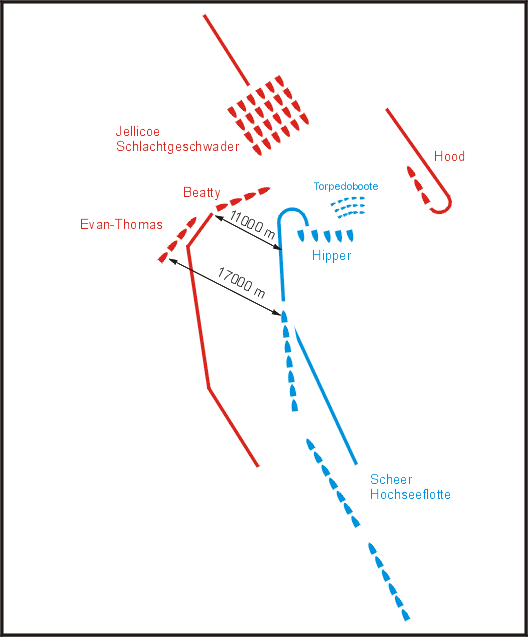
Beatty északi irányú visszavonulása

Beatty Hipper hajói üldözésére indult, de a következő 15 percben hozott döntéseit számos kritika érte, mivel annak ellenére, hogy a hajói lövegeinek hatótávolsága nagyobb volt a németekéinél és túlerőben is voltak, nem nyitott tüzet a már 10 perce lőtávolságán belül lévő német hajókra. A csatacirkálói csatarendbe állítására sem használta fel ezt az időt, így azok még mindig manővereztek a harc kezdetekor.

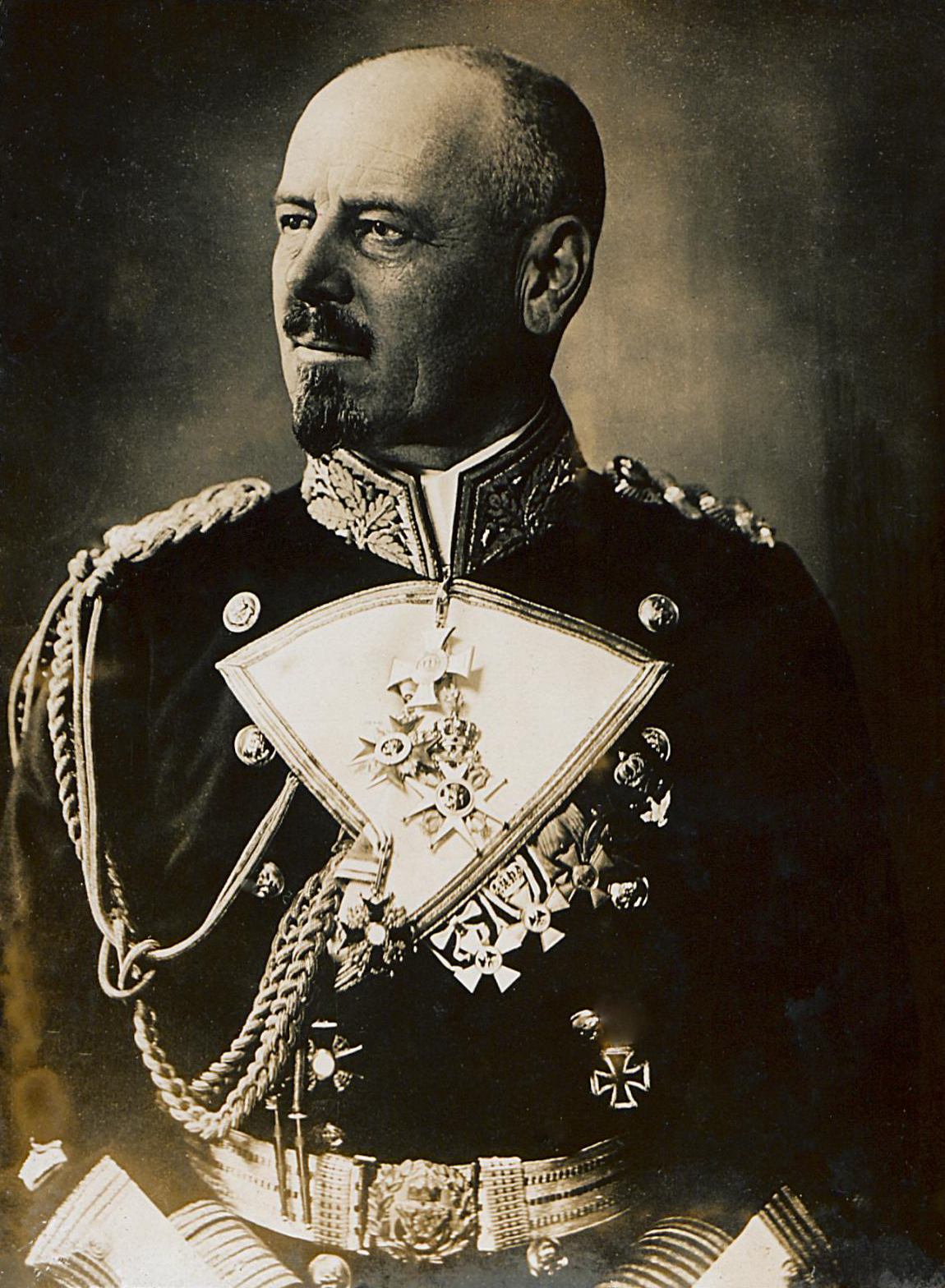
Franz Hipper altengernagy, a német felderítő erők parancsnoka

16:48-ra nagyjából párhuzamosan haladva a két ellenséges flotta 14 km-re került egymástól, a németektől nyugatra és kissé délre (a menetirány szerinti jobb oldalon) a britekkel, mikor Hipper a sebesség 21 csomóra való növelését rendelte el és ugyanakkor tűzparancsot adott ki. Ezzel kezdetét vette a csatacirkálók harca, melynek során a britek az őket Scheer flottája elé csalogatni próbáló Hipper hajóit üldözték déli irányba. A kibontakozó csata első perceiben a Princess Royalt leszámítva az összes brit hajó messze túllőtt a németeken. Ezt a számukra kedvezőtlen látási viszonyokkal (pára) magyarázzák, holott Beatty a jelentésében azt írta, hogy a Nappal a hátuk mögött a látási körülmények ekkor nekik kedveztek és csak 17:18-kor – fél órával az első lövések leadása után – említi, hogy a látási viszonyok kedvezőtlenné váltak számukra. A távolság téves felmérésének oka a távmérők kezelőinek gyakorlatlansága lehetett. A harc kezdetére a brit hajók közül csak a Lion és a Princess Royal vette fel a kialakítandó csatarendben kijelölt pozícióját, míg a többi hajó még fordulást végzett és ez akadályozta őket a célzásban. Beatty Hipper szélfelőli oldalán volt, így a hajókémények és a lőpor füstje elhomályosította számukra a célpontokat, míg Hipper hajóinak jobb oldaláról elfújta azt, így nem akadályozta őket. A keleti égbolt ráadásul beborult, így a szürke német hajókat nehezebb volt bemérni.

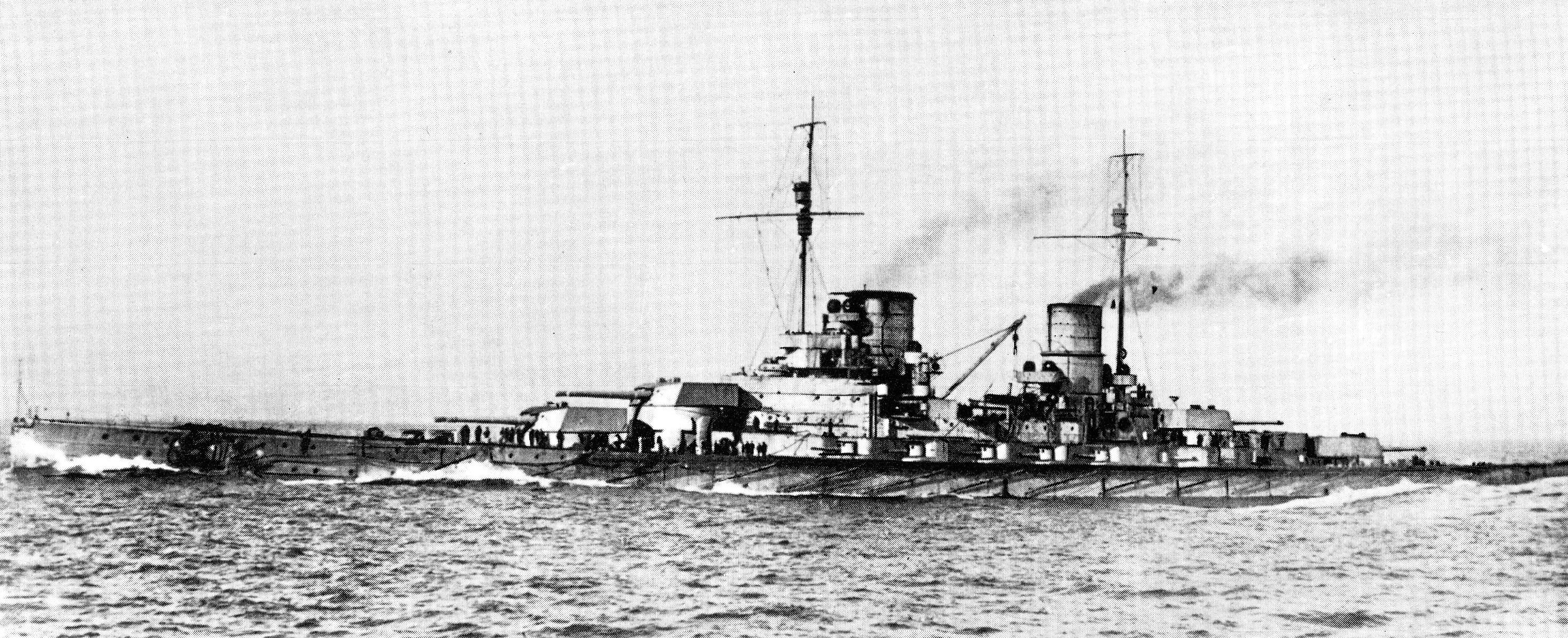
Hipper zászlóshajója, a Lützow csatacirkáló

Beatty parancsot adott hajóinak a vonalba rendeződéshez, úgy, hogy minden egyes brit hajóra jusson egy német célpont. Az így kialakuló párbajok során saját zászlóshajójának Hipper zászlóshajója, a Lützow jutott. Azonban a zászlókkal való jelzések leadásakor ejtett hiba folytán és talán azért is, mert a Queen Mary és a Tiger a nagy füstben nem észlelték az élen haladó német hajót, a sorban második Derfflinger csatacirkálóra nem tüzelt egyik brit egység sem. A Moltkét Beatty két hajója is tűz alá vette, de ennek ellenére is nagy pontossággal válaszolt a Tigeren kilenc találatot elérve az első 12 perc során. Ezek közül az egy kis híján megpecsételte a hajó sorsát, mikor a hajó oldalpáncélzatán áttörve a hajó belsejében robbant. A lövedék egy darabja a felső fedélzeten és a páncélfedélzeten áthatolva a fő gőzvezetékcső mellett haladt el. A csata első szakaszában egy 28 cm-es lövedék átütötte a Tiger X-jelű lövegtornyának 9 hüvelyk (229 mm) vastag barbettáját, de a lövedék egy emberrel végezve a torony közepében megállt anélkül, hogy felrobbant volna.
A németek a hat brit csatacirkálóból hamar hármat is megrongáltak. A britek az első találatukat csak hét perccel az első német találat után érték el.

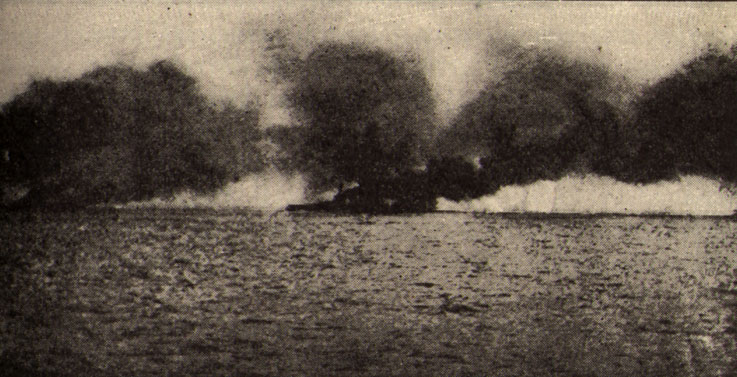
Beatty zászlóshajója, a Lion lángokban állva

17:00-kor a Lützow egyik 30,5 cm-es gránátja a Lion közepén lévő "Q" jelű tornyot megsemmisítette. Ez a találat kis híján végzetesnek bizonyult a brit csatacirkáló számára. A lövegtorony parancsnoka, a robbanásban két lábát elveszítő Francis Harvey őrnagy azonnal elrendelte a lőszerraktárak lezárását és vízzel való elárasztását. Ez mentette meg a hajót attól, hogy egy 17:28-kor becsapódó újabb gránát a lövegtorony alatt felhalmozott lőport begyújtva a levegőbe repítse. A lövedék becsapódása a "Q" torony melletti helységekben tartózkodókat mind megölte. A két találat következtében 99 fő veszítette életét, a torony személyzetéből csak három fő maradt életben.

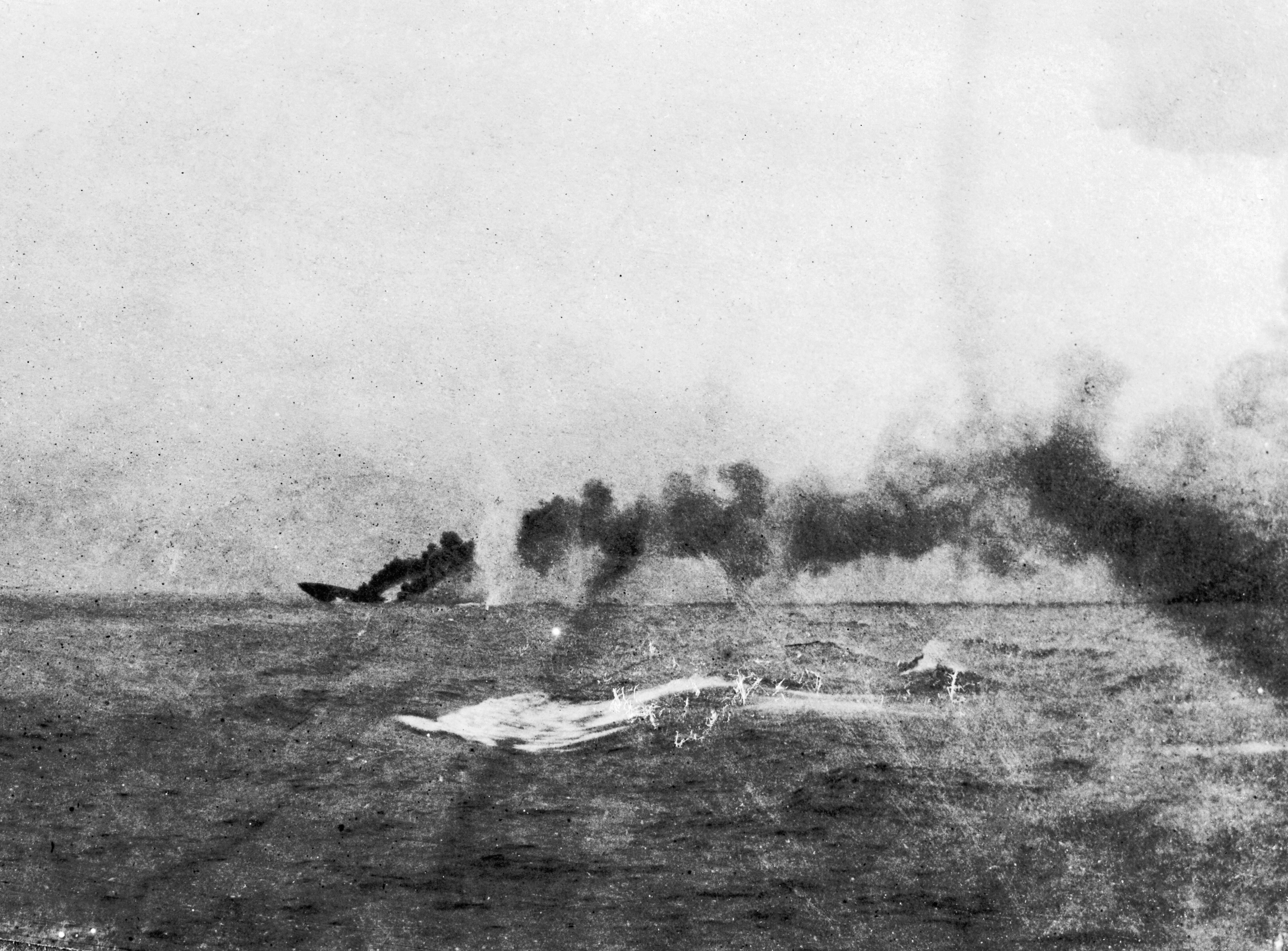
Az Indefatigable oldalára dőlve süllyed a von der Tann-nal folytatott tűzharc után

Az Indefatigable nem volt ilyen szerencsés. A tűzpárbaj kezdete után 14 perccel, 17:02-kor a von der Tann három 28 cm-es lövedéke találta el a hátsó részén és az egyik az "X" jelű lőszerraktárban robbanást idézett elő, amely leszakította a hajó tatrészét a hátsó lövegtoronnyal együtt, de a lassan süllyedő hajó még a felszínen volt, mikor a lőtávolsága határáról tüzelő von der Tann újabb 28 cm-es gránátja az "A" tornyot találta el a hajó elején. A becsapódó lövedék feltehetően a torony vékonyabb felülső páncélzatát szakította át és másodpercekkel később újabb lőszerraktár-robbanást idézett elő 17:04-kor, mely két részre szakította a csatacirkáló maradékát és rövid idő alatt elsüllyedt. Az 1019 fős legénységéből a később helyszínre érkező német rombolók csak két embert tudtak kimenteni.
Hipper helyzete 17:15-kor jelentősen romlott, miután az 5. csatahajóraj lőtávolon belülre került és így a hátulról közelítő négy csatahajóval és Beatty tőle jobbra lévő öt csatacirkálójával is meg kellett küzdenie, de a csali szerepe a Scheer erőihez való gyors közeledés miatt már a végéhez közeledett. 17:08-kor az 5. csatahajórajt vezető Barham csatahajó tüzet nyitott a von der Tannra a lőtávolságának határáról és egy percen belül az egyik 381 mm-es lövedéke eltalálta a német hajót. Azonban még 17:15-ig eltartott, míg az összes brit csatahajó becsatlakozott a küzdelembe.

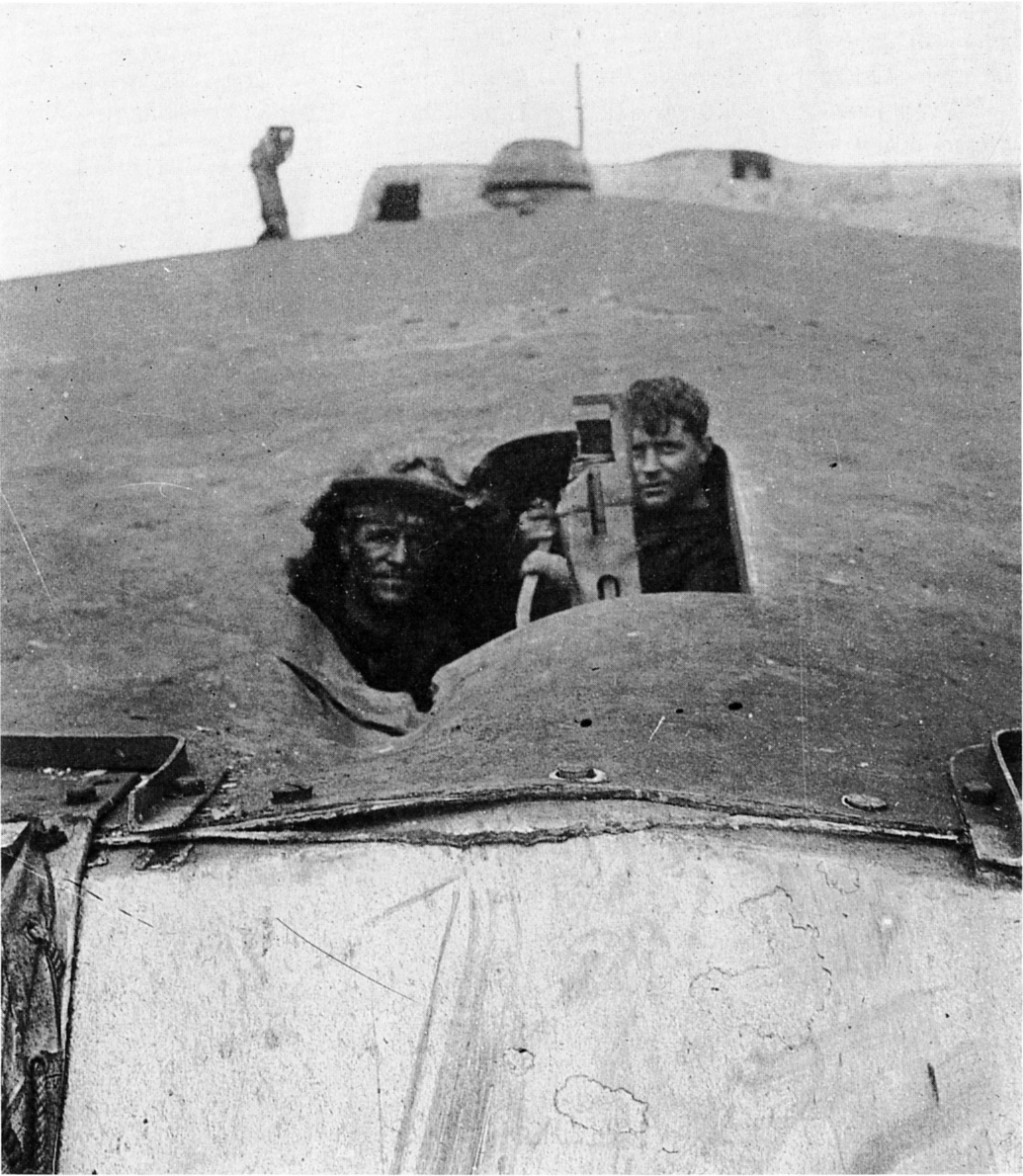
A csata elején a Tiger 'Q' lövegtornyát ért sérülés

A Royal Navy talán legkiválóbb tüzérségi teljesítményt nyújtó és ezért a flotta büszkeségének tartott Queen Mary-t 17:26-kor a Derfflinger és a Seydlitz által leadott sortűz érte, melynek következtében a két elülső lőporraktára felrobbant és a hajó kettészakadt. Az 1275 fős legénységéből életben maradt kilenc főt a németek mentették ki a vízből. A Derfflinger fedélzetén szolgáló Georg von Hase tüzértiszt erről a következőket jegyezte fel:
"Az ellenség nagyszerűen lőtt. A Derfflingert kétszer érte a pokoli lövedékzáporuk és mindkétszer érték találatok. De a Queen Mary-nek rossz napja volt; a Seydlitz-cel és a Derfflingerrel harcolva 17:26-kor érte el a végzete. Egy élénk vörös lángnyelv csapott fel az elülső részéből; majd egy robbanás következett be az orrában, melyet egy jóval erősebb robbanás követett a hajó közepén. Közvetlenül ezután egy iszonyatos robbanással a levegőbe repült, az árbocok befelé dőltek majd a füst beborított mindent."
A flották 16:48 és 17:54 közötti déli irányú haladása során a német csatacirkálók körülbelül 42 találatot értek el 28 és 30,5 cm-es lövedékekkel a csatacirkálókon (kilencet a Lionon, hatot a Princess Royalon, hetet a Queen Mary-n, tizennégyet a Tigeren, egyet a New Zealanden, ötöt az Indefatigable-n) és további kettőt a Barham csatahajón. A brit csatacirkálók ezzel szemben csak 11 találatot értek el 343 mm-es lövedékekkel (négyet-négyet a Lützow-n és a Seydlitzen, kettőt a Moltkén, egyet a von der Tannon) és 6 találatot a csatahajók 381 mm-es ágyúiból (egyet a Seydlitzen, négyet a Moltkén és egyet a von der Tannon).
Nem sokkal 17:26 után egy sortűz hullott a Princess Royal köré, melyet a felcsapódó víz és füst teljesen eltakart. Egy jelzőőr a Lion hídjára sietett és közölte, hogy: “A Princess Royal felrobbant, Uram!” Beatty ekkor a hajó parancsnokához fordult és a következő nevezetes mondatot mondta: “Chatfield, úgy tűnik, ma valami gond van az átkozott hajóinkkal.” (“Chatfield, there seems to be something wrong with our bloody ships today.”) A legendák szerint, Beatty (a Titanic kapitányához hasonlóan közvetlenül annak jégheggyel való ütközése előtt) azonnal elrendelt egy két pontos – 22,5°-os – fordulót balra, azaz az ellenség felé, de ezt semmilyen hivatalos feljegyzés vagy parancs nem támasztja alá és a hajók sem változtattak irányt. A levegő kitisztulása után a Princess Royal ismét előbukkant.

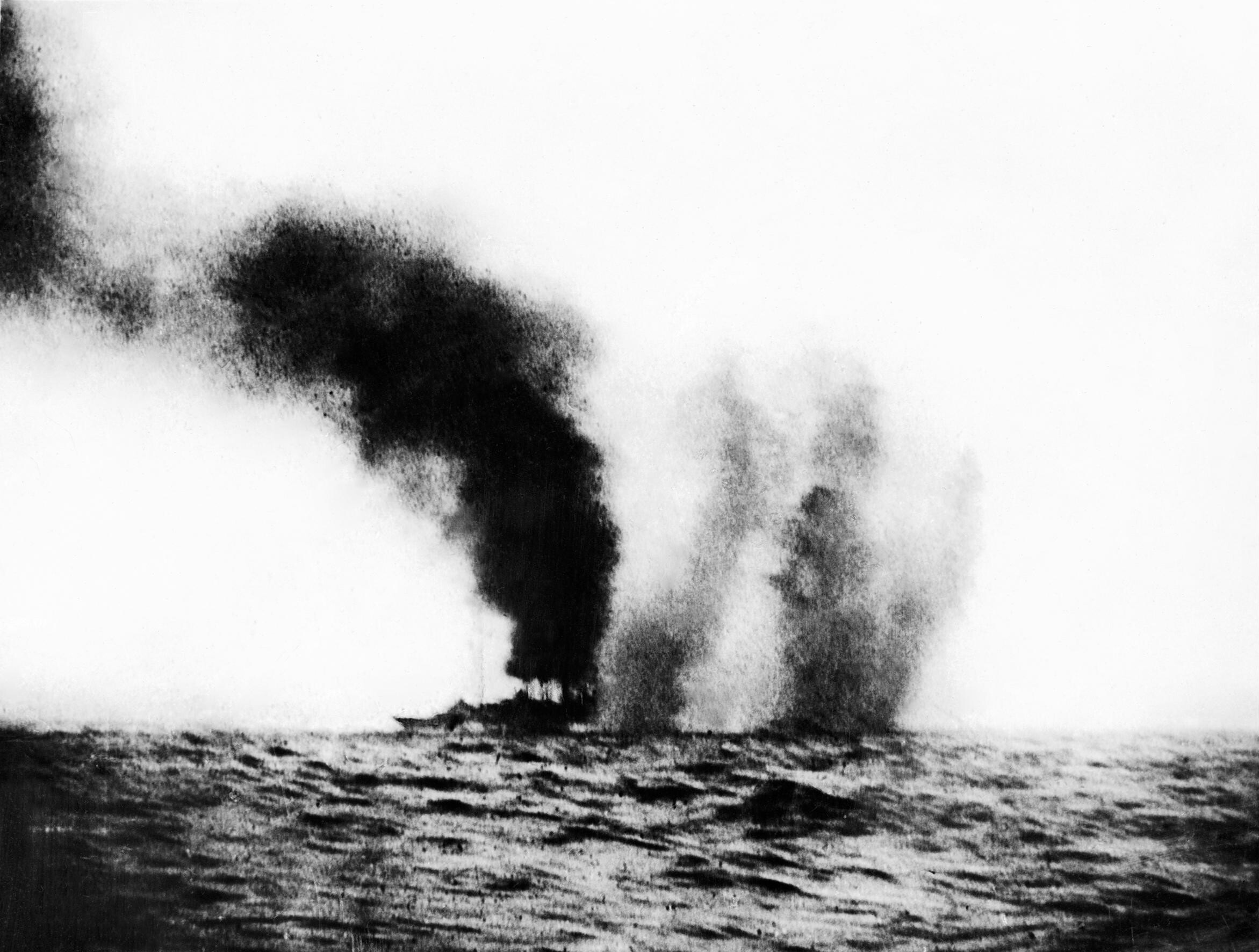
A Birmingham könnyűcirkáló mellette becsapódó lövedékekkel

A Scheer flottáját vezető csatahajókról már 17:30-kor észlelték a csatacirkálók harcát majd röviddel később a William Goodenough sorhajókapitány vezette 2. könnyűcirkálórajhoz tartozó Southampton is meglátta Scheer Hochseeflottéját és az őt ért erős ellenséges tűzben jelentette annak erejét 16 csatahajóban (dreadnoughtban) és 6 régebbi csatahajóban (pre-dreadnoughtban) megadva azt. Ez volt az első jelentés Jellicoe és Beatty számára a teljes Hochseeflotte jelenlétéről. Ezzel egyidőben a csatacirkálók között a rombolók csaptak össze amint a másik fél nagyobb hajóit igyekeztek megtorpedózni. Mindkét oldal számos torpedót lőtt ki, de a csatacirkálók ezek elől mind kitértek és sértetlenek maradtak az egy Seydlitzet leszámítva, melyet 17:57-kor a Petard egyik torpedója talált el az elülső részén. A betörő vízmennyiség ellenére a Seydlitz tudta tartani a sebességét. A támadást a Nestor romboló fedélzetéről Barry Bingham kapitány vezette. A britek mozgásképtelenné tették a V 27 rombolót, melyet a németek hamarosan elhagytak és elsüllyesztettek. A Petard ezt követően a V 29-et is megtorpedózta. Az S 35 és a V 26 vette fedélzetére a túlélőket. A Nestor és a Nomad mozgásképtelenné vált az őket ért lövedékek következtében és Scheer közeledő csatahajói a tenger fenekére küldték őket. A brit túlélőket német rombolók mentették ki, köztük Bingham kapitányt is, akit később a Viktória-kereszttel tüntették ki a rombolók akciója során tanúsított teljesítményéért.
Brit visszavonulás északi irányban

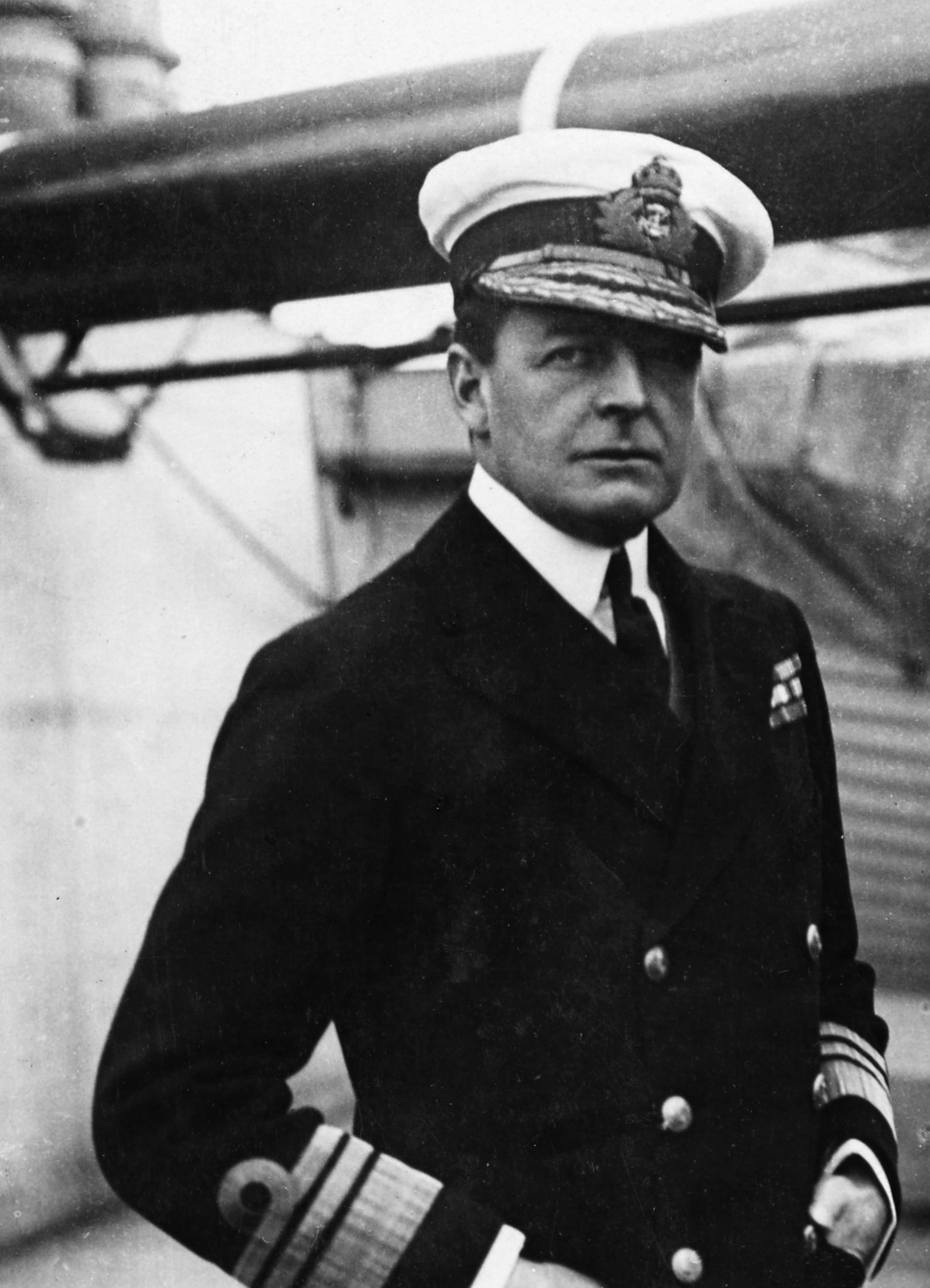
David Beatty altengernagy, a brit elővéd parancsnoka

Amint meglátta Scheer flottájának elővédjét a távolban mintegy közel 19 km (10 tmf) távolságban, Beatty 17:40-kor a csatacirkálóival megfordult és északi irányra állt azzal a szándékkal, hogy Scheer flottáját Jellicoe elé csalogassa. Azonban Beatty ismét elmulasztotta a szándékait megfelelően jelezni. A tőlük jelentősen lemaradva haladó 5. csatahajóraj egységeiről nem látták a zászlókkal kiadott parancsokat, így azok a fordulót végrehajtó csatacirkálók mellett elhaladva továbbra is tartották a déli irányt. 17:48-kor Scheer élen haladó csatahajói nagy távolságból tüzet nyitottak rájuk.
Ezzel egyidőben, 17:47-kor Goodenough üzenetét vételezve és tudva, hogy Beatty északra, az ő erői irányába csalogatja a német flottát, Jellicoe üzenetet küldött az erőinek, hogy közeleg a pillanat – az "Armageddon napja" ahogy a brit flottánál emlegették – melyre oly rég óta vártak. Erről 17:57-kor a londoni admiralitást is értesítette.
Az 5. csatahajóraj nehézségeit tovább fokozta, mikor 17:48-kor a mellette elhaladó csatahajókat Beatty egymás utáni fordulóra (turn in succession) utasította, ahelyett, hogy egyszerre végrehajtandó fordulót (turn together) adott volna parancsba. Evan-Thomas vételezte a parancsot, de Ralph Seymour korvettkapitány, Beatty szárnysegédje (flag lieutenant) pár percig nem vonatta be a zászlókat (ami a parancs végrehajtására utasított volna). 17:55-kor, mikor az 5. csatahajóraj az ellenség lőtávolságán belülre ért, Evan-Thomas zászlójelzésekkel figyelmeztette saját hajóit, hogy számítsanak hirtelen manőverekre és kövessék a parancsait, ahelyett, hogy saját kezdeményezésükre kezdenének manőverezni. Az egymás utáni forduló azt eredményezte volna, hogy a négy hadihajó mind a tenger egy adott pontján hajtotta volna végre a fordulót, ahogyan egymás után értek volna oda, nagyban megkönnyítve ezáltal a németeknek a célzást. A sorban hátul haladó Malaya kapitánya nem várta meg a további parancsokat és fordulóba kezdett a hajójával, hogy kitérjen az ellenséges lövedékek elől.
A következő órában az 5. csatahajóraj Beatty utóvédét képezte és az összes lőtávon belüli német hajó tüzét magára vonta. Beatty csatacirkálói 18:10-re Hipper hajóinak lőtávolságán kívülre kerültek. A látási viszonyok és a tűzerő is a németeknek kedvezett, így nem kockáztatta újabb csatacirkálók elveszítését. Beatty a német hajókat is szem elől veszítette egy időre és a csatacirkálói ez idő alatt egyetlen találatot sem értek el a német hajókon, egészen 18:45-ig, de ők hamar öt újabb találatot szenvedtek el (négyet a Lion, ebből hármat a Lützow-tól; egyet a Tiger a Seydlitztől). A németek számára csak az 5. csatahajóraj egységei maradtak lőtávon belül, melyeket Hipper tőlük keletre lévő csatacirkálói és a délre lévő német csatahajók egyidejűleg tartottak tűz alatt. Előbbiekkel a Barham és a Valiant, utóbbiakkal a Warspite és a Malaya vette fel a harcot. A négy brit hajó közül hármat is találat ért: a Barhamot a Derfflinger négy, a Warspite-ot a Seydlitz egy, a Malayát a német csatahajók hét találata érte. Egyedül a Valiant maradt sértetlen.
A négy csatahajó sokkal jobban bírta a találatokat, mint a csatacirkálók és egyikük sem veszett oda, bár a Malaya súlyos sérüléseket szenvedett a muníciójának egy részének robbanása miatt és sokan életüket veszítették a legénységéből. Ugyanakkor a brit hajók 381 mm-es ágyúinak tüze pontos volt. A teljes gőzzel északra haladó brit hajórajokat a teljes német flotta üldözte. A britek úgy vélték, hogy az új és gyors csatahajóik 25 csomós sebességükkel hamar a német csatahajók lőtávolán kívülre tudnak érni, de kellemetlen meglepetésként érte őket, hogy az élen haladó német egységektől csak nagy nehezen tudtak eltávolodni. A német rádiójeleket elemezve a britek megállapították, hogy az élen haladó német König-osztályú csatahajók a csata ezen szakaszában a 23 csomós sebességet is elérték, holott tudomásuk szerint a végsebességük mindössze 20,5 csomó volt. Az 5. csatahajóraj 13 találatot ért el az ellenséges csatacirkálókon (négyet a Lützow-n, hármat a Derfflingeren, hatot a Seydlitzen) és további 5 találatot a csatahajókon (de ezek közül csak a Markgrafot eltaláló lövedék okozott jelentősebb károkat).

### A brit erők egyesülése

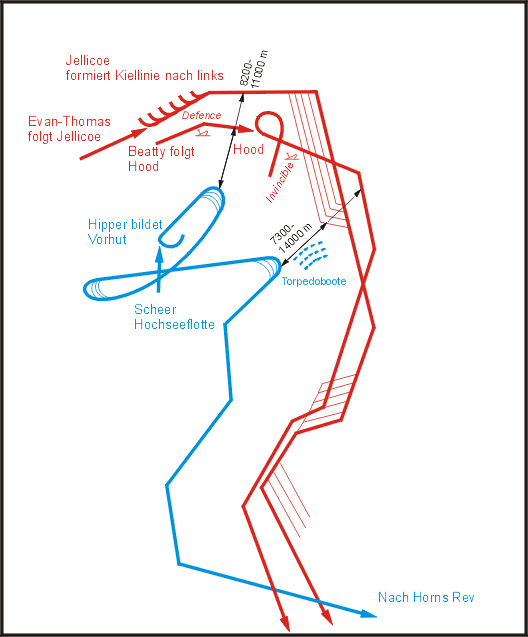
A főerők összecsapásának vázlata

Jellicoe tudta, hogy a két flotta össze fog csapni, de nem álltak rendelkezésére pontos információk a német flotta helyzetéről és irányáról, ezért 17:05-kor előreküldte Horace Hood ellentengernagy 3. csatacirkálóraját Beatty támogatására, így az dél-délkeletnek tartva levált Jellicoe erőiről. Robert Arbuthnot 1. cirkálóraja Jellicoe főerői előőrseként tevékenykedett délkeleti irányba tartva. Rajának egyik cirkálója, a Jellicoe flottájának legdélnyugatibb részén hajózó Black Prince 18:33-kor látótávolságon belülre került a Falmouth könnyűcirkálóhoz, ezzel létrejött a két brit hajóhad közötti vizuális kapcsolat. Ez utóbbi egység a Beatty kötelékéhez tartozó 3. könnyűcirkálórajhoz tartozott és a csatacirkálók előtt haladt 8 km távolságban. 18:38-kor a Hood által felderítésre előreküldött Chester cirkálóra lecsaptak Friedrich Boedicker ellentengernagy cirkálói.
A négy cirkáló tüze elől a Chester nyugatnak tért ki, hogy Hood nehéz egységei felmenthessék. Hood zászlóshajója, az Invincible mozgásképtelenné tette a felderítésre előreküldött Wiesbadent röviddel 18:56 után. Az egy helyben álló Wiesbaden a következő egy óra során a brit flotta nagy részének könnyű célpontot kínált, de még a felszínen maradt és néhány torpedót ki is lőtt a tőle nagy távolságra elhaladó brit csatahajókra. Egyik torpedója eltalálta a Marlborough csatahajót.
Boedicker többi hajója Hipper és Scheer erői felé vette az irányt, mivel tévesen azt gondolták, hogy Hood egy északról vagy keletről érkező nagyobb brit flotta élén halad. A homály és füst leple alatt a német rombolók az új ellenséges erők érkezésének megzavarására torpedótámadást intéztek Hood csatacirkálói ellen, de azok mindet sikeresen kikerülték. Ebben az akcióban az ellentámadást vezető Shark romboló mozgásképtelenné vált, de még egy óra hosszat tüzelt a közelben elhaladó német hajókra.
Eközben Beatty és Evan-Thomas folytatták a harcot Hipper csatacirkálóival és ezúttal a látási viszonyok is nekik kedveztek. Hipper 19:00 körül Scheer irányába kanyarodott, épp akkor, mikor Jellicoe zászlóshajójáról, az Iron Duke-ról meglátták a Liont. Jellicoe kétszer is rákérdezett a Hochseeflotte helyzetére Beatty-nél, de ő 19:14-ig nem tudott válaszolni, mivel ekkorre szem elől tévesztette a német hajókat. A csata utáni jelentésében Beatty erről nem tett jelentést és azt állította, hogy végig szemmel tartotta a német hajókat. A háború után már mint első tengeri lord a térképek módosítására adott utasítást, hogy a vizsgálatokon erre ne derülhessen fény. Időközben Jellicoe egymásnak ellentmondó jelentéseket kapott a formáció jobb oldalán (déli részén) haladó cirkálóktól és csatahajóktól.

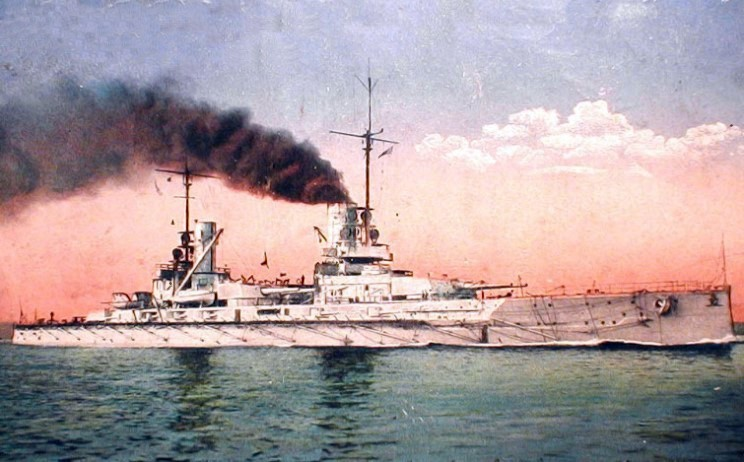
A Friedrich der Große, Scheer zászlóshajója Skagerraknál (képeslap, 1914)

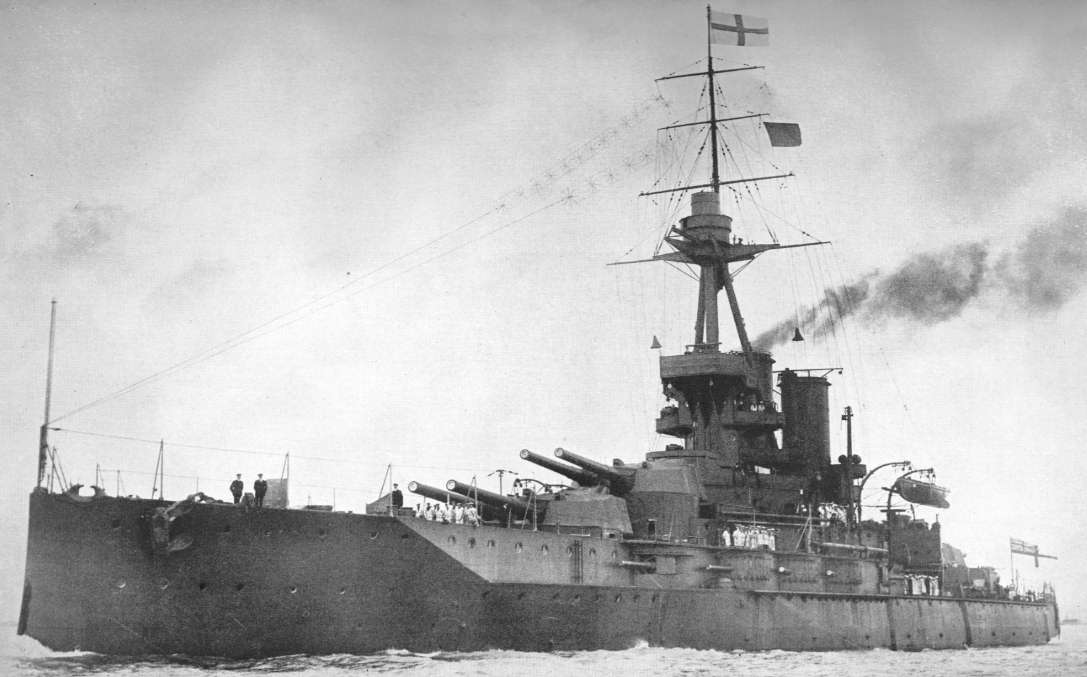
Jellicoe zászlóshajója, az Iron Duke 1912-ben

Jellicoe tudni akarta a német flotta helyzetét ahhoz, hogy mikor és hogyan állítsa fel a cirkáló formációban haladó flottáját (hat oszlop egyenként négy hajóval) egyetlen csatasorba. Erre sor kerülhetett volna a legkeletibb vagy a legnyugatibb oszlophoz igazodva is, de még az előtt végre kellett hajtani, hogy a németek felbukkantak volna. A túl korai átrendeződés a döntő összecsapás esélyének elszalasztását is jelenthette volna. A csatarend nyugati oszlop vonalán való kialakítása révén közelebb kerülhetett volna Scheerhez és így értékes időt nyerhettek volna a szürkület beállta előtt, de fennállt annak a veszélye, hogy a németek az előtt rajtuk ütnek, hogy a csatasort kialakítanák. A csatarend kialakítása a legkeletibb oszlop vonalán azt jelentette volna, hogy távolabb kerülnek Scheer erőitől, viszont merőlegesen keresztezhetik annak útvonalát és a látási viszonyok is jóval kedvezőbbek lettek volna számukra. Scheer hajóinak sziluettjét a lenyugvó Nap emelte volna ki, míg Jellicoe-éit alig lehetett volna kivenni a keleti és északi sötét égbolton. Jellicoe 19:15-kor az új formáció keleti irányban való felvételére adott parancsot, mely manőver 20 percet vett igénybe.
Ezzel egyidőben Hipper csatlakozott Scheerhez és az egyesült Hochseeflotte északnak tartott, egyenesen Jellicoe irányába. Scheernek nem volt tudomása a Grand Fleet jelenlétéről, leszámítva Hood csatacirkálóinak felbukkanását. Beatty megmaradt négy csatacirkálója csatlakozott Hood három csatacirkálójához, ugyanekkor Arbuthnot zászlóshajója, a Defence páncélos cirkáló és a rajához tartozó Warrior Beatty kanyarodó hajóinak vonalát keresztezte, melynek során a Lion épp csak elkerülte a Warriorral való ütközést.

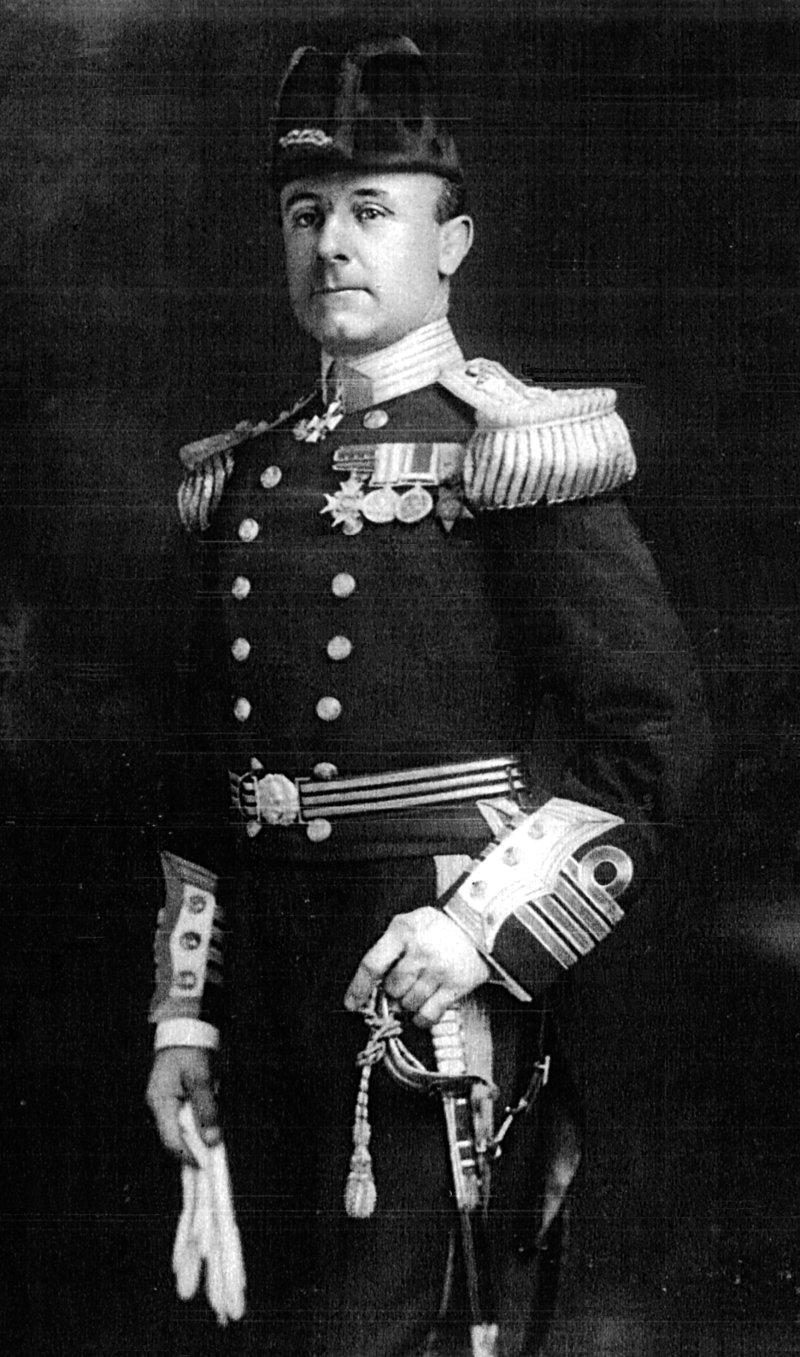
John Jellicoe, a Grand Fleet főparancsnoka

A csatasorba rendeződő csatahajók délnyugati szárnyán számos brit könnyűcirkáló és romboló keresztezte egymás útját, hogy elérhessék a számukra kijelölt pozíciót. A bonyolult flottamanőver során gyakran kevésen múlott, hogy a hajók ne ütközzenek össze, miközben több felbukkanó német hadihajó már tüzet nyitott rájuk. A brit erők e nagy veszélyekkel és sűrű forgalommal járó egyesülése és vonalba rendeződése később a Windy Corner nevet kapta az egyik forgalmas londoni kereszteződés után.
A mozgásképtelen Wiesbaden magára vonta Arbuthnot figyelmét. A Defence és a Warrior közelebb hajózott hozzá, hogy megadhassák neki a kegyelemdöfést, de ezzel a manőverrel a Lützow és a Derfflinger lőtávolságán belülre kerültek. A két német csatacirkáló 6000 méterről leadott összpontosított tüzében a Defence a levegőbe repült. A látványos detonációt a Grand Fleet egységeinek többségéről látták. A hajó teljes legénységével, 903 fővel veszett oda. A Warriort is súlyos találatok érték, de a közelben hajózó Warspite balszerencséje kimentette szorult helyzetéből. A Warspite kormányszerkezete ugyanis túlmelegedett és beragadt a nagy megterhelés következtében, mikor az 5. csatahajóraj nagy sebességű fordulót hajtott végre északi irányba 19:19-kor. A műszaki meghibásodás miatt a Warspite nagy ívben körbe-körbe járt, könnyű célpontot nyújtva a német csatahajóknak és 13 találatot kapott, akaratlanul is magára vonva a németek tüzét a Defence-ről. A hibát két kör megtétele után sikerült kiküszöbölni és a Warspite megmenekült, de veszített a sebességéből és olyan súlyos sérüléseket szerzett, hogy vissza kellett vonuljon északi irányba. 22:07-kor Evan-Thomas engedélyezte a flottából való kiválását és hazatérését. A Warriort az éjszaka folyamán 87 mérföldön (160 km) át vontatta az Engadine repülőgép-anyahajó, de végül az életben maradt 743 fős legénységének át kellett szállnia az Engadine-re és 08:25-kor elsüllyedt.
19:19 körül, mikor a Defence elsüllyedt és mikor a Warspite még a köreit rótta, Hipper a Jellicoe főerői előtt haladó Horace Hood 3. csatacirkálórajának lőtávolságán belülre került, miközben Beatty továbbra is elérhette őt. Kezdetben a látási viszonyok a briteknek kedveztek és az Indomitable három találatot is elért a Derfflingeren és egyet a Seydlitzen, miközben a Lützow tíz találatot kapott a Liontól, az Inflexible-től és az Invincible-től, melyek közül az Invincible két találata a vízvonal alatt érte a hajót az elülső torpedókamra közelében, ahol a víz alatti védelem konstrukciója gyengébb volt.

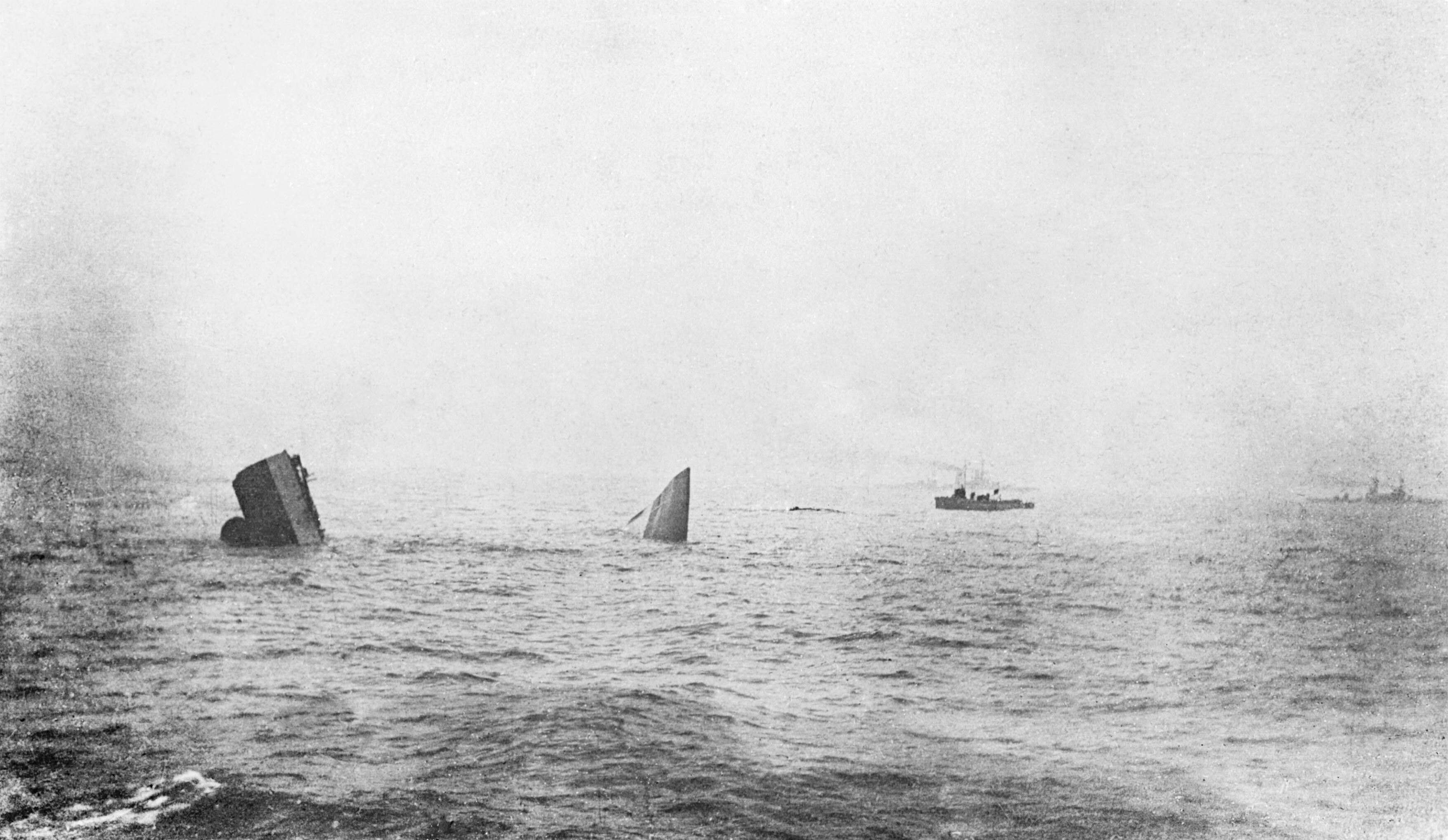
Az Invincible felrobbanása után a sekély vízből még fél órán át kiálló orra és tatja

19:30-kor az Invincible hirtelen tiszta célpontként bukkant fel a Lützow és a Derfflinger előtt és a két német hajó három-három sortüzet lőtt ki rá. A harmadik sortűz során a Lützow által kilőtt egyik 30,5 cm-es lövedék a csatacirkáló "Q" jelű tornyát találta telibe, ami az alatta lévő lőporraktár felrobbanását eredményezte. A hajó ennek következtében két részre szakadt, orrának és tatjának csúcsa még fél órán át kimeredt a mindössze 50 méter mély vízből. A közeledő brit hajókon örömujjongás tört ki, mivel először német hajóroncsoknak vélték a maradványokat, de a Jellicoe által azonosításra kiküldött Badger rombolóról a roncs közelébe érve még le tudták olvasni a hajó névtábláját. Az 1032 főnyi legénységéből mindössze hat embert tudtak kimenteni. Hood ellentengernagy, a 3. csatacirkálóraj parancsnoka is az elesettek között volt. A megmaradt brit csatacirkálók közül ekkor egyedül a Princess Royal szenvedett sérüléseket nagy kaliberű lövegektől, mikor a Markgraf két 30,5 cm-es lövedéke eltalálta. A Lützow sérült orr-részét egyre több víz öntötte el, aminek következtében alig bírt már haladni és ki kellett válnia a harcból. A rádiószobája és egyéb jeladó berendezései is használhatatlanná váltak. Így már nem tölthette be a zászlóshajó szerepét, ezért Hippernek el kellett hagynia azt. A G 39 jelű romboló segítségével szállt át a Moltkéra.

### A német csatasor keresztezése
19:30-kor került sor a két nagy flotta találkozására. Eddigre Jellicoe sikeresen állította fel úgy a flottáját, hogy annak vonalára a németek merőlegesen érkezzenek. A német tiszteket, köztük Scheert is meglepetésként érte, mikor a lőporfüst gomolygó félhomályából a Grand Fleet hosszan elnyúló hadrendje össztüzet zúdított rájuk, mivel nem volt értesülésük arról, hogy a teljes brit flotta kihajózott. Jellicoe zászlóshajója, az Iron Duke hamar hét találatot ért el a német formáció élén haladó König csatahajón, de a csupán percekig tartó összecsapás során a 24 brit csatahajóból csak 10 nyitott tüzet. A németeket akadályozták a számukra kedvezőtlen látási viszonyok, ráadásul a taktikai helyzetük is hátrányos volt, míg Jellicoe-é ideálisnak volt mondható. Scheer felismerte, hogy halálos csapdába tart, ezért 19:33-kor 180°-os fordulót rendelt el a teljes flotta számára és ezzel elszakadt az ellenségtől. A füst leple alatt Scheer hajói mesteri összhangban hajtották végre a jobb oldali irányú hátraarcot (Gefechtskehrtwendung nach Steuerbord), mely a Hochseeflotte által jól begyakorolt manőver volt végszükség esetére. Scheer erre így emlékszik vissza:
"Nyilvánvalóvá vált, hogy az angol flotta egy nagy részével kerültünk szembe. Az egész északról keleti irányba húzódó ív tűztengerré vált. Az ágyúk torkolattüze világosan kirajzolódott a horizonton a füstön és ködön keresztül, de a hajókat magukat nem lehetett kivenni."

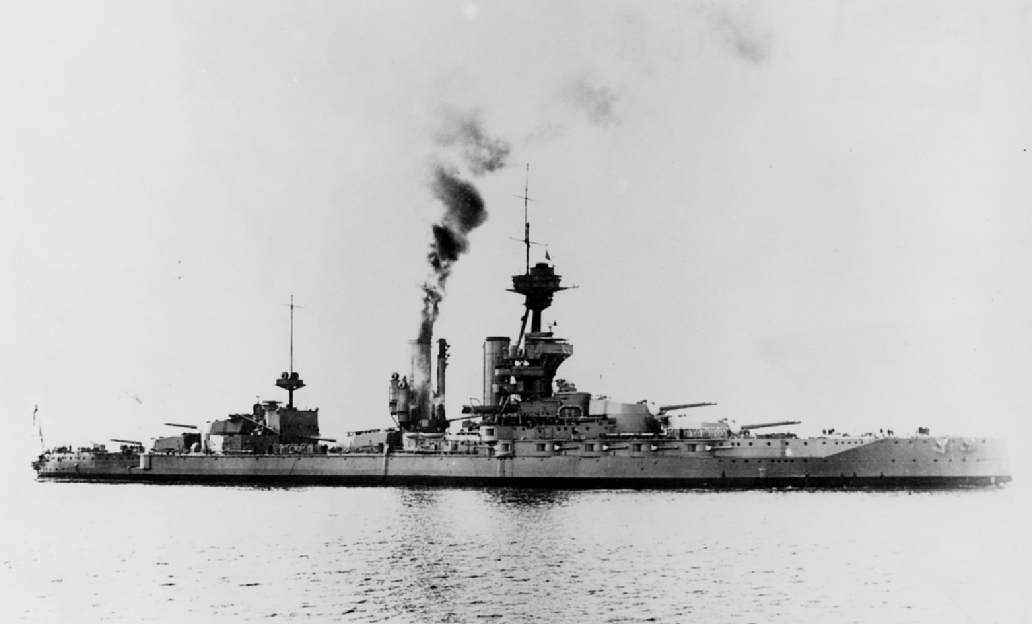
A Marlborough csatahajó

Jellicoe a német rombolók támadásától tartva nem vette üldözőbe őket, hanem délnek tartott, hogy a német flottát magától nyugatra tartsa. A Jellicoe formációjának végén lévő csatahajók 19:40 után valóban torpedók kikerülésére kényszerültek. Az Indomitable a felé tartó négy torpedó közül hármat sikeresen elkerült, míg egy a hajó haladt suhant el. 19:54-kor a Jellicoe után rangidős Cecil Burney altengernagy zászlóshajóját, a Marlborough-t torpedótalálat érte, melyet valószínűleg a sérült Wiesbaden lőtt ki még 19:45-kor. A brit hajót a torpedó a legvédettebb részén érte a parancsnoki híd magasságában, de ennek ellenére is egy 8,5 méteres rést ütött a hajótesten és negyven vízzáró rekesz is megrongálódott. Egy ideig még részt tudott venni a harcokban, de hajnalban a több kazánt is elöntő víz miatt folyamatosan 11 csomóra esett vissza a sebessége és 7-8 fokkal megdőlt jobb oldalára. A fő lövegtornyok áramellátása is megszakadt átmenetileg, de félő volt, ha a nagy ágyúit elsütné, akkor a sérült vízzáró falak nem bírnának ellenállni a víz nyomásának. A meggyengült vízzáró rekeszek miatt a hazaúton már felkészültek a hajó elhagyására is, de végül sikerült hazatérnie.
Scheer tudatában annak, hogy még nincs elég sötét ahhoz, hogy teljesen elszakadjon és a flottája egy esetleges üldözést nagyon megszenvedne, 19:55-kor újra keletnek fordult. Könyvében erre így emlékezett vissza:
"A manővernek a meglepetés erejével kellett hatnia az ellenségre, keresztülhúzva a terveit a nap hátralévő részére és ha a rájuk mért csapás jól sikerül, akkor az megkönnyíthette volna az elszakadást az éjszaka folyamán."
Ezzel egyidőben a mozgásképtelenné vált Shark romboló elkeseredetten küzdött négy német rombolóval és a V 48 jelűt ő maga is mozgásképtelenné tette ágyúinak tüzével, 20:02-kor azonban az S 54 egy torpedótalálata következtében elsüllyedt. A Shark kapitányát, Loftus Jones-t a Viktória-kereszttel tüntették ki a jelentős túlerővel vívott küzdelemben tanúsított hősiességéért.
Goodenough sorhajókapitány 2. könnyűcirkálórajának másodszor kellett a német csatahajók lövedékeit kerülgetnie, hogy röviddel 20:00 után ismét megadhassa azok helyzetét. A kelet felé tartó Scheer 20:15-kor ismét merőlegesen érkezett Jellicoe harcrendjére. 
Ezúttal a hosszú ívben elnyúló brit kötelékek tüze még sűrűbb és pontosabb volt, mint előzőleg és több találatuk súlyos károkat okozott a német csatahajókban. Paul Behncke ellentengernagy élen haladó 3. csatahajórajából a König, a Großer Kurfürst, a Markgraf és a Kaiser találatokat kapott, mint ahogy az 1. csatahajórajhoz tartozó Helgoland is. Ekkor a brit oldalon egyedül a Colossus-t érte a Seydlitz két csekély kárt okozó lövedéke.

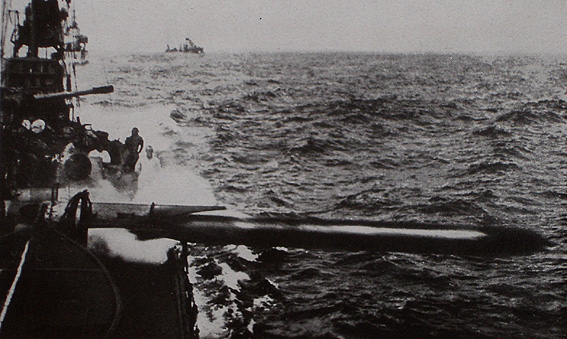
Torpedó kilövése egy német rombolóról

Scheer a számbeli hátrányban lévő flottájával 20:17-kor harmadik alkalommal hajtott végre 180°-os fordulót, de ezúttal csak nehézségek árán tudták ezt kivitelezni, mivel az élén haladó hajók formációja a heves összpontosított ellenséges tűzben fellazult. Scheer az üldözés elkerülése végett a rombolóinak torpedótámadásra, az I. felderítőcsoport négy csatacirkálójának pedig önfeláldozó rohamra adott parancsot, hogy így vonják magukra az ellenség tüzét a flotta kitérő manővere közben. Hipper ekkor még a G 39 jelű romboló fedélzetén tartózkodott, ezért helyette Johannes Hartog sorhajókapitány, a Derfflinger parancsnoka vezette a már így is számos találatot kapott csatacirkálókat. Az akció során 6,4 km-re is megközelítették a brit hajókat és eközben fergeteges ágyútüzet kaptak. A briteknél a ”csatacirkálók halállovaglásaként” elhíresült akcióban a Moltkét leszámítva az összes csatacirkáló találatokat kapott, miközben egyszerre 18 brit csatahajó tüzelt rájuk. Ennek során a Derfflinger két lövegtornyát is kilőtték. Az I. felderítőcsoport súlyos emberveszteségeket szenvedett, de túlélte a heves ágyúzást és ők is elszakadtak az ellenségtől amint Scheer már biztonságos távolságra került és a német rombolók torpedótámadásba nem kezdtek. A 20:05-től 20:30-ig tartó rövid, de heves összecsapás során a német hajókat 37 nagy kaliberű lövedék találta el (ebből 14 a Derfflingert), míg ők csak két találatot jegyezhettek.
Míg a csatacirkálók magukra vonták a brit flotta tüzét, Scheer a Hochseeflotte zömével elszakadt az ellenségtől mesterséges köd leple alatt. 20:16 és 20:40 között a brit csatahajók harcba keveredtek a német rombolókkal is, melyek több hullámban intéztek ellenük torpedótámadást a visszavonulás fedezésére. Jellicoe hajói kitértek a támadások elől és sikerrel kerülték el mind a 31 kilőtt torpedót, nem egyszer épp csak pár méterrel. Eközben a német S 35 jelű rombolót elsüllyesztették. A korábbi torpedótalálattól súlyosan sérült Marlborough-ról 20:33-kor három a hajó felé tartó torpedót észleltek. Kettő elől sikerült kitérni, de a hajó felé tartó harmadik elől már nem. Ez a torpedó azonban a hajó alatt haladt el.
A brit könnyű egységek elsüllyesztették a V 48 rombolót is, melyet még korábban a Shark tett mozgásképtelenné. A német rombolók támadása és az ez elől való ellentétes irányba (keletre) való kitérés a briteket értékes időtől és lőtávolságtól fosztotta meg a sötétség beállta előtti utolsó órában. Ennek köszönhetően Scheer a hajóit kivonhatta a közvetlen veszélyből.
A nagy hajóegységek közötti utolsó összecsapásra közvetlenül napnyugta után került sor, nagyjából 21:19 és 21:35 között, mikor a megmaradt brit csatacirkálók összecsaptak a német csatacirkálókkal, melyeket Franz Mauve ellentengernagy 2. csatahajórajának elavult pre-dreadnoughtjai is támogattak. A Princess Royal egy nagy kaliberű találatot kapott, de a britek öt találatot értek el a Seydlitzen és három továbbit a többi német hajón. Mikor a szürkület éjszakába fordult, a King George V és a Westfalen még vívott egy rövid tűzpárbajt egymással. Ez volt az utolsó összecsapás a háború során német és brit csatahajók között.

### Az éjszakai harcok és az áttörés

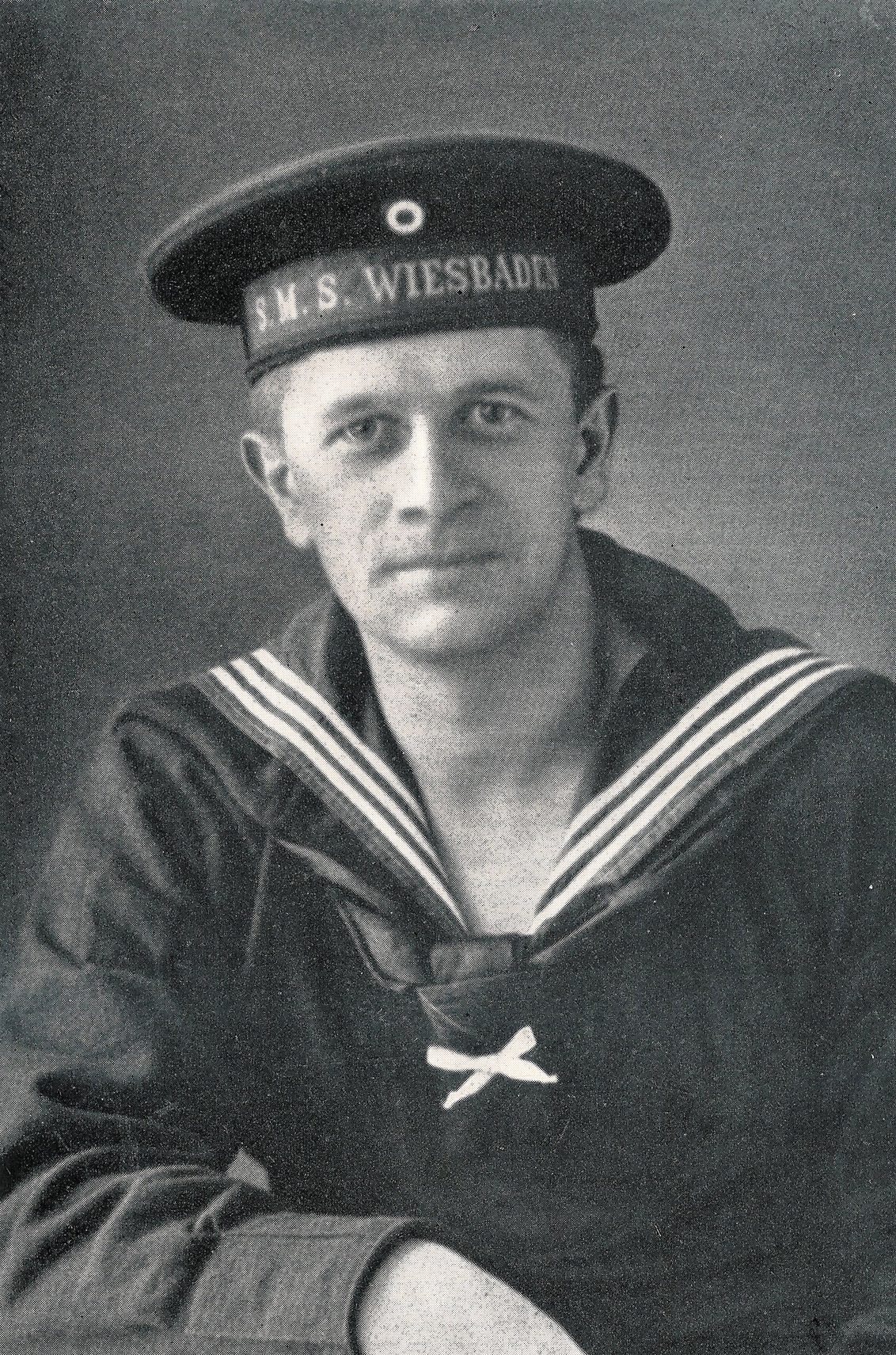
Gorch Fock halálának évében

Jellicoe 22:00-kor úgy határozott, hogy nem bocsátkozik harcba az éjszakai küzdelemre jobban felkészített német flottával és ezért hajnalig kerülni fogja az összecsapást. A flottája formációjától 8 km-re leszakadva egy cirkálókból és rombolókból álló köteléket helyezett el utóvéd gyanánt, miközben ő a flotta zömével déli irányba tartott, hogy a németek feltételezett visszavonulási irányát elvágja. Scheer előtt három lehetőség kínálkozott: egyenesen visszavonul Wilhelmshaven irányába délnek – mint ahogy a britek is várták, keleti irányban a Horns Rev felé tör át, és onnan már nagyobb biztonságban haladva délnek tér vissza Wilhelmshavenbe, avagy a Skagerrakon át a Balti-tengerra hajózik át. Scheer úgy döntött, hogy a Horns Rev felé vonul vissza, keresztezve a német rádiófelderítés értesülései szerint a brit hadrend végén elhelyezett könnyű brit erők vonalát. A brit utóvédet képező hajók többsége nem tudta értesíteni Jellicoe-t a németekkel az éjszaka folyamán megvívott hét külön összecsapásról. A kevés elküldött rádióüzenet nem ért célba valószínűleg azért, mert a németek sikeresen zavarták a britek által használt frekvenciákat. Számos romboló nem tudta kihasználni a kínálkozó lehetőségeket a felderített ellenséges hadihajók megtámadására, bár Jellicoe azzal számolt, hogy a rombolók ha szükséges, le tudják zárni a német flotta előtt az utat.
Jellicoe és a többi brit tiszt nem ismerte fel, hogy az északi irányban látható heves ágyútűz, melyet az összes csatahajóról láttak, a német flotta áttörését jelezte. Ehelyett úgy gondolták, a német rombolók éjszakai támadása zajlik a formáció végén. A legnagyobb tűzerővel rendelkező 5. csatahajóraj (381 mm-es ágyúkkal) közvetlen közelről szemlélte, amint a német csatahajók mögötte kb. 5 km távolságra összecsapnak a könnyű egységekkel. A Malaya tüzérei már tüzelésre is felkészültek, de a hajó kapitánya nem adta ki a tűzparancsot, mert ehhez Evan-Thomas ellentengernagy engedélyét várta. Egyikük sem jelentette az ellenséges hajók észlelését Jellicoe-nak, mivel feltételezték, hogy ő is látja azokat és a rádióüzenetekkel illetve torkolattüzekkel amúgy is csak felfednék a flotta pozícióját, ami a kárukra válhatna.

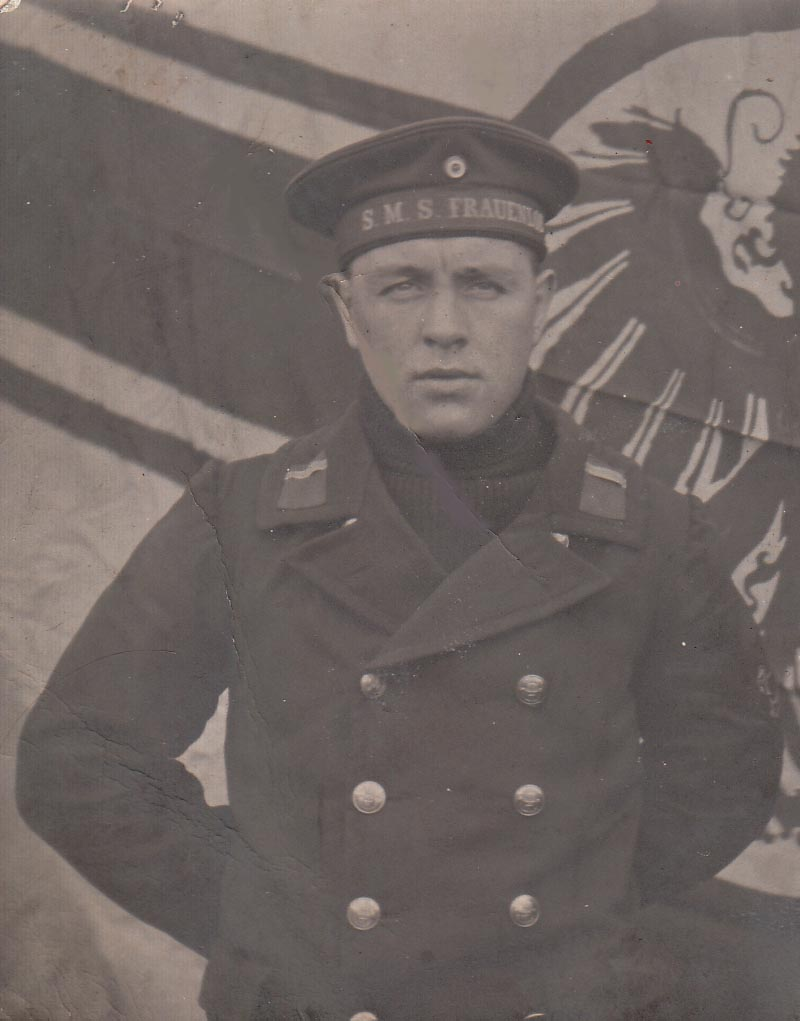
Anton Schmitt 1916-ban

Az első meglepetésszerű találkozásra akkor került sor, mikor a német IV. felderítő csoport könnyűcirkálói a britek 2. cirkálórajába botlott. A kialakult ütközetben előbb a Southampton és Dublin cirkálók súlyos sérüléseket szenvedtek, majd a Southampton 22:00-kor megtorpedózta a Frauenlobot, röviddel rá pedig a hajó hátsó részén előkészített lőszert érte találat. A Frauenlob ezt követően bal oldalára dőlt és süllyedni kezdett. A német hajó 23:23-kor merült el, legénységének 332 tagjából csak 9 fő maradt életben. A hajó egyik tüzére, Anton Schmitt súlyos sérülései ellenére is posztján maradt és még akkor is tüzelt ágyújával az ellenségre, mikor már vízben állt és a hajó átfordulásakor veszítette életét.

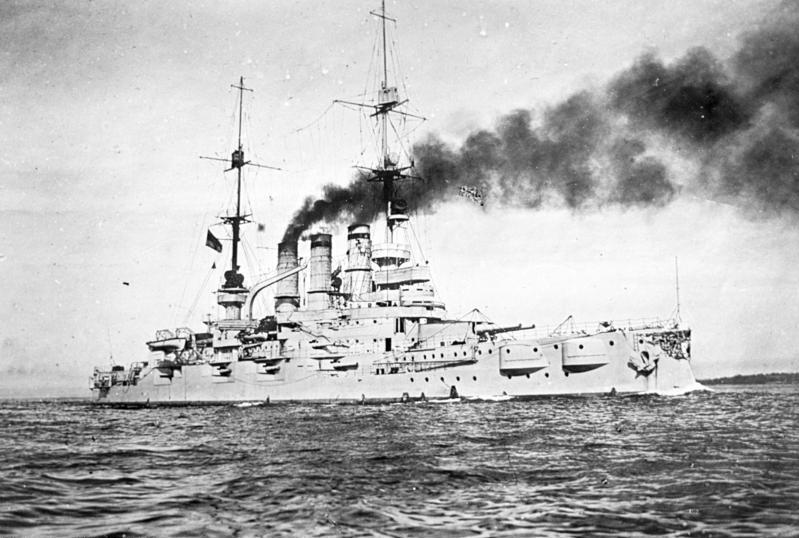
A Pommern pre-dreadnought csatahajó

00:20 és 03:15 között több brit rombolóflottilla is intézett torpedótámadást a német főerők ellen kis távolságból. A kaotikus és vad küzdelem során 800 méterre is megközelítették a német hajókat. Öt elsüllyedt és három megrongált romboló árán sikerült megtorpedózniuk a Rostock könnyűcirkálót, mely a kazántér és a fűtőtér magasságában elszenvedett találat következtében lelassult, majd mikor hajnali 04:45-kor brit cirkálók bukkantak fel a láthatáron torpedók segítségével a németek maguk süllyesztették el. Az utolsó hajnal beállta előtti ütközet során 04:10-kor a Pommern régi csatahajót (pre-dreadnoughtot) is torpedótalálat érte, aminek következtében felrobbant és legénységének 839 tagja mind odaveszett.

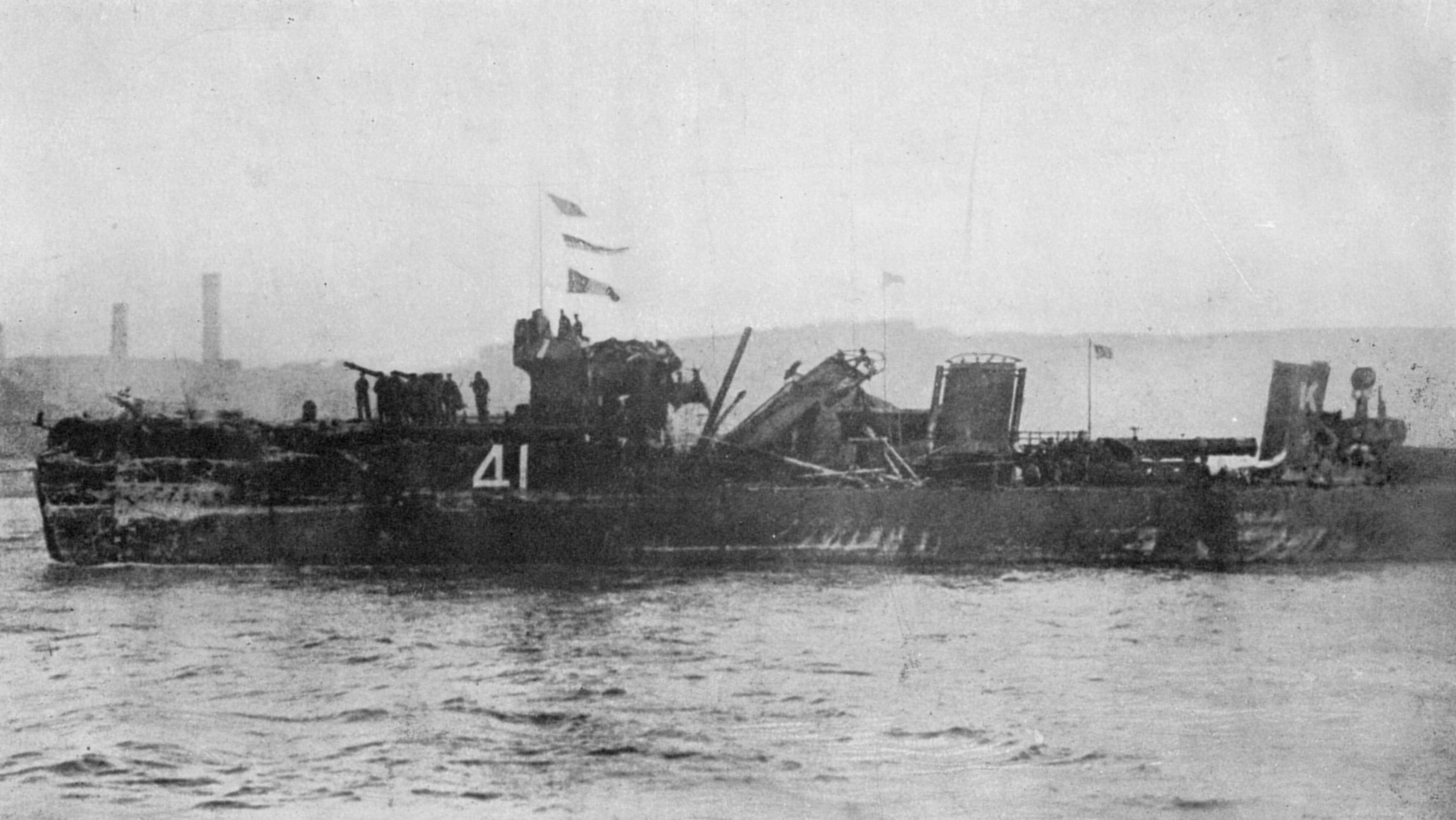
A sérült felépítményű Spitfire hazatértekor

A zűrzavarban három brit romboló összeütközött egymással, a Nassau csatahajó pedig kis híján legázolta a Spitfire-t és annak csaknem teljes felépítményét pusztán a fő tüzérségének torkolattüzével lefújta, mivel a nagy ágyúkkal nem lehetett olyan alacsony célpontokra tüzelni, mint egy közvetlen közelben elhaladó romboló. Az ütközés során a Nassau oldalán egy 3,4 méteres lyuk keletkezett, ami miatt a hajó sebességét 15 csomóra (28 km/h) kellett mérsékelni. A Spitfire a Nassauról leszakadt lemezzel a fedélzetén tért vissza a kikötőbe a csata után. Az Elbinget a Posen csatahajó gázolta le véletlenül lyukat ütve rajta a vízvonal alatt. A mozgásképtelenné vált hajót legénysége nagy része elhagyta, a parancsnoka pár tengerésszel megpróbálta egy rögtönzött vitorla segítségével partközelbe juttatni, de másnap hajnali 03:00-kor elsüllyesztették, mikor déli irányban brit rombolók bukkantak fel. Egy órával később a számos gránát- és egy torpedótalálatot is elszenvedő Wiesbaden könnyűcirkáló is elsüllyedt. Ekkor már csak 22 fő volt életben a legénységéből akik tutajokon hagyták el a süllyedő hajót. Két nappal későbbi megtalálásukkor már csak egy ember volt életben közülük.
Az éjszakai csatározások során az egyik brit rombolóflottilla vezérhajója, a Tipperary, valamint az Ardent, a Fortune, a Sparrowhawk és a Turbulent rombolók vesztek oda valamint három romboló sérült meg súlyosan. Előbbi hármat (Tipperary, Ardent, Fortune) 1000 méteres távolságból megtalálták a német Westfalen, Nassau és Rheinland csatahajók fényszórói és ágyútűzzel süllyesztették el őket.

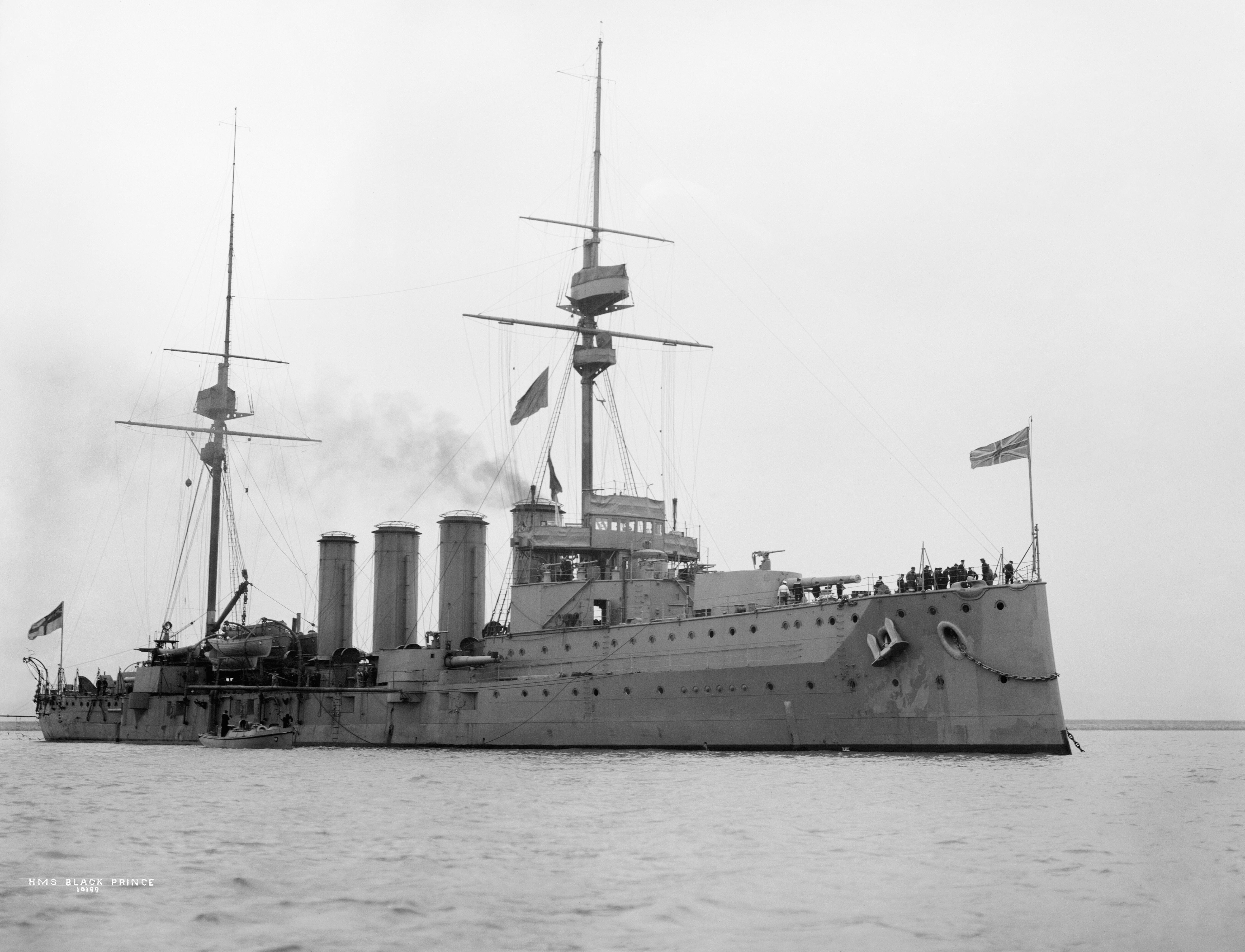
HMS Black Prince

Közvetlenül éjfél után a Thüringen csatahajó elsüllyesztette az 1. cirkálórajhoz tartozó Black Prince-t. Ez az eltévedt egység tévedésből akart besorolni a német formációba. A Black Prince-t a brit flotta előtt pár mérfölddel haladó elővédhez osztották be, de a sötétségben elveszítette a kapcsolatot a többi hajóval és britnek vélt elsötétített német hadihajókhoz kívánt csatlakozni. A németek hamarosan azonosították a jövevényt és tüzet nyitottak rá. A közvetlen közelről leadott lövések következtében a Black Prince felrobbant és 857 fős legénysége mind odaveszett, hasonlóan a rajának zászlóshajójának, a Defence-nek pár órával korábbi pusztulásához. A szintén a sötétségben eltévedt Moltke és Seydlitz csatacirkálók is közvetlen közelre kerültek a brit csatasorhoz és fel is ismerték őket, de a brit hajók kapitányai ismét nem nyitottak tüzet, nehogy a flotta pozícióját elárulják.
Az Invincible által súlyosan megrongált Lützow csatacirkálót kapitányának, Viktor von Hardernek parancsára 02:45-kor megtorpedózta a G 38 jelű romboló, miután legénységének életben maradt 1150 tagját az oldalához álló rombolók fedélzetükre vették. A V 4 jelű romboló orrát 03:15-kor egy nagy robbanás tépte le. A V 2 és a V 6 mellé hajózva fedélzetükre vették a túlélőket, majd a V 2 elsüllyesztette a súlyosan sérült hajót. Mivel a közelben nem tartózkodott ellenséges felszíni egység, feltételezték, hogy egy tengeralattjáró torpedózta meg vagy aknára futott.
A James Uchtred Farie kapitány vezette 13. rombolóflottilla egységei 03:15-kor soraikat rendezve délnek indultak és 03:25-kor észlelték a német csatasor hátsó részét. A Marksman megérdeklődte a formációt vezető Championtól, hogy a feltűnő hajók britek vagy németek-e. A Champion azt válaszolta, hogy úgy vélik németek, mire Farie keleti irányba hajózott eltávolodva a németektől. A hátul hajózó Moresby-t leszámítva az összes brit romboló így tett, míg a homályban négy pre-dreadnoughtot nem vélt felfedezni kb. 1,7 mérföldes távolságban (3,2 km). Zászlóval jelezte, hogy a német hajók nyugatra vannak, majd feléjük vette az irányt, hogy lőtávolon belülre kerülhessen. Egy torpedó kilövése után 03:37-kor elkanyarodott és visszatért a flottilla többi egységéhez. A négy észlelt hajó a Schleswig-Holstein és Schlesien régi csatahajók illetve a von der Tann és a Derfflinger csatacirkálók voltak. A von der Tann észlelte a közeledő torpedót és élesen jobbra kellett kanyarodnia, hogy kikerülje azt. Ennek ellenére a Moresby meg volt győződve arról, hogy a torpedója célba talált.
Scheer 06:20-kor már biztonságban tartott hazafelé, mikor az Ostfriesland csatahajó jobb oldalával brit aknára futott. A robbanásban egy ember meghalt és tizen megsebesültek, de a sérülései ellenére képes volt önerőből befutni a kikötőbe. A súlyosan sérült és már-már süllyedő Seydlitz nagy nehezen ért csak haza és tatjával előre kellett besegíteni a kikötőbe, ahol június 2-án 08:30-kor vetett horgonyt.
A német flotta áttörését a brit admiralitás mulasztása is segítette. Londonból ugyanis a tengerészeti hírszerzés által elfogott hét fontos német rádióüzenetet nem továbbítottak, melyekből kiderült volna a német flotta pontos helyzete, útiránya és szándékai az éjszaka folyamán. Jellicoe-nak küldtek egy üzenetet 00:15-kor, amelyben pontosan megadták a németek 22:14-kor tartott irányát és sebességét. Ő azonban elveszítette bizalmát a hírszerzés információival kapcsolatban miután téves jelentéseket kapott korábban arról, hogy a német flotta még a kikötőben van és 23:45-kor is egy valószínűtlen pozíciót adtak meg a németek tartózkodási helyeként. Amennyiben elküldték volna az információt megerősítő üzeneteket, vagy ha a brit hajók pontosan meg tudták volna adni az észleléseiket illetve a harcok helyszínét, akkor Jellicoe irányt változtathatott volna és a Horns Revnél keresztezhette volna Scheer útját. Az üzeneteket az éjszaka szolgálatban lévő altiszt továbbítás nélkül gondosan iktatta, mivel nem ismerte fel azok jelentőségét. Jellicoe 05:15-kor szerzett tudomást a németek helyzetéről, de ekkorra már túl messze voltak ahhoz, hogy utolérhessék őket és világossá vált, hogy a csatát nem lehet már folytatni.

## Veszteségek
A skagerraki csatában a 99 egységből álló német flotta által megsemmisített ellenséges hajók összvízkiszorítása 117 000 t, míg a 151 hajóból álló brit flotta 63 000 t veszteséget okozott a német flottának. A britek vesztesége halottakban 6094 fő, a németeké 2551 fő volt. A németek ejtettek továbbá 177 hadifoglyot is. Számos hadihajó súlyosan megsérült, mint például a nagyobb egységek közül a Lion vagy a Seydlitz.

### AHochseeflotteveszteségei

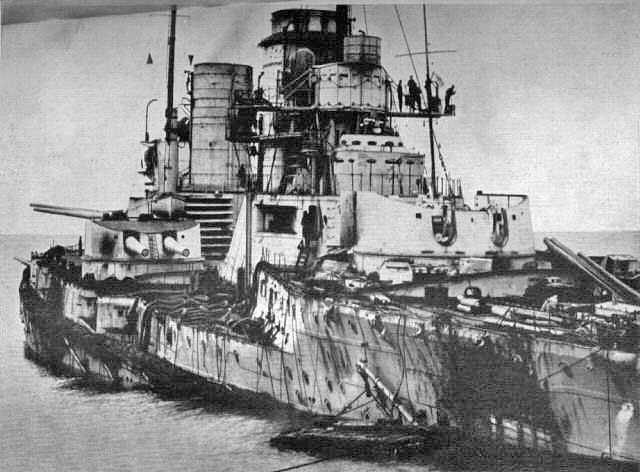
A súlyosan sérült Seydlitz

A németek a nagy egységeik közül egyedül a Lützowot veszítették el. Az elöntött orr-rész kímélése érdekében a hajót a tatjánál fogva vontatták, de az már olyan mértékben kiemelkedett a vízből, hogy a hajócsavarjai is a víz fölé kerültek. A kísérő rombolók vontatási próbálkozásai a megerősödő hullámzás miatt nem jártak sikerrel. A Lützow legénysége átszállt a rombolókra és közülük a G 38 jelzésű két torpedóval elsüllyesztette a csatacirkálót, hogy az ne kerülhessen az ellenség kezére. A csata nehezét magára vállaló többi csatacirkáló is súlyos sérüléseket szenvedett, közülük a Seydlitz csak nagy nehezen tudott hazaevickélni.
A Lützow-n kívül a Wiesbaden, Frauenlob, Elbing, Rostock könnyűcirkálók valamint az elavultnak számító Pommern régi csatahajó (pre-dreadnought) és öt romboló (V 4, V 27, V 29, V 48 és S 35) került veszteséglistára. Élőerőben a veszteség 2.551 halottat és eltűntet valamint 507 sebesültet tett ki. Az elesettek között volt Gorch Fock, az ismert német író, aki a Wiesbadenen teljesített szolgálatot. A sérült hajók többségét egy hónapon belül helyrehozták. Még a Seydlitzet, a csatában legjobban megrongálódott hajót is kijavították októberre, és novemberben már ismét szolgálatba állt.

### AGrand Fleetveszteségei

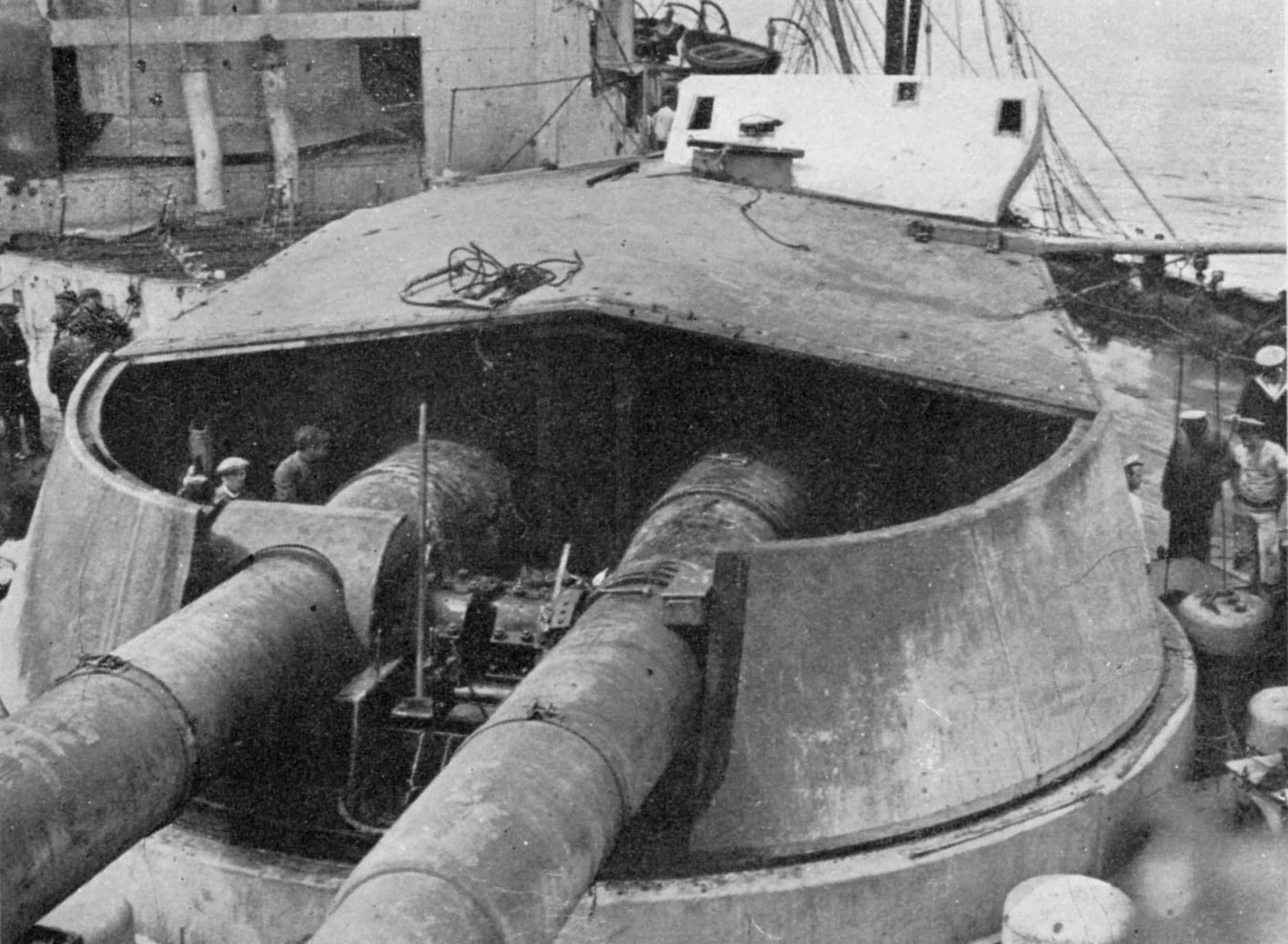
A Lion csatacirkáló kilőtt Q jelű lövegtornya, melyet a Lützow egyik 30,5 cm-es gránátja talált el

A csatacirkálók terén a brit flotta érzékeny veszteségeket volt kénytelen elkönyvelni. A Queen Mary, az Indefatigable és az Invincible mind ellenséges tűzben vesztek oda. A páncélzatuk nem volt megfelelő mértékű és a belső tűzvédelmük sem volt megfelelően kialakítva, így a becsapódó német gránátok a lőszerraktárak felrobbanását idézték elő náluk. Ezen felül a lövegtornyokat ért telitalálatokkor a felrobbanó gránátok tüze a kivetőtöltetek raktáráig is elért és az ott tárolt lőporral (kordittal) együtt az egész hajó felrobbant.
A páncélos cirkálók közül a Defence, a Warrior és a Black Prince veszett oda szintén ellenséges behatás következtében. Rajtuk kívül elsüllyedt még a flottilla-vezérhajójaként bevetett Tipperary romboló és hét további romboló is (Ardent, Fortune, Nestor, Nomad, Shark, Sparrowhawk és Turbulent). Az elsüllyedt brit páncélos cirkálók (valamint a német Pommern régi csatahajó) elavult egységeknek számítottak már, így elsüllyedésük az erőviszonyokra nem volt különösebb hatással. Annál inkább volt érzékeny veszteség a tapasztalt legénységük elvesztése.
Ennek ellenére egy hónappal a csata után a Grand Fleet erősebb volt, mint mikor kihajózott május 31-én. A Warspite Rosyth-ban szárazdokkba került javításra, de már július 22-én csatlakozhatott a flottához, míg a Malayát úszódokkban javították ki Invergordonban és július 11-én állt ismét szolgálatba. A Barham egy hónapig állt dokkban a (Plymouthhoz tartozó Devonportban mielőtt sebességi próbákat végeztek vele és július 8-án visszatérhetett Scapa Flow-ba. A Marlborough-t augusztus 2-ig javították Jarrow-ban. A Princess Royal előbb Rosyth-ban állomásozott, majd Portsmouth-ba került szárazdokkba. A javítások elvégzése után július 21-én ismét Rosyth-ban állt szolgálatba. A Tiger Rosyth-ban került szárazdokkba és július 2-ára már szolgálatkész állapotba hozták.
Brit oldalon az elesettek száma 6094 fő volt, a sebesülteké 674. A németek további 177 brit hajótöröttet mentettek ki a vízből. Az elesettek között volt két ellentengernagy is (Horace Hood és Robert Arbuthnot).
A brit hajók felrobbanása két tényezőnek köszönhető: a csatacirkálók elégtelen páncélzatának, valamint annak, hogy a parancsnokok a tűzgyorsaságot a pontosság elé helyezték. Ezért a lövegtornyokban a kivetőtölteteket nagy mennyiségben felhalmozva tárolták és a biztonsági ajtókat nyitva tartották. Ezenkívül elégtelenül védett helyeken halmoztak fel nagy erejű gránátokat, hogy így is növeljék a lőszerkészletet. Míg a német hajók kivetőtölteteinek rézből készült hüvelyei voltak, addig a britek ezeket henger alakú selyemzsákokba töltötték, melyek nem védtek a tűztől és a lövegekben is meggyulladhattak, ha ott izzó lőpormaradékokkal érintkeztek. Bár a korditot tartalmazó hajtótöltetek nem voltak annyira robbanásveszélyesek, mint a gránátok robbanótöltetei, ez mégis óvatlan kezelésükhez vezetett. A csata után a tapasztalatoknak megfelelően megváltoztatták a biztonsági előírásokat és megerősítették a biztonsági ajtókat.
A csatában elsüllyedt hajók
Brit veszteség
- Csatacirkálók: Indefatigable, Queen Mary, Invincible
- Páncélos cirkálók: Black Prince, Warrior, Defence
- Flottillavezető romboló:[m 4] Tipperary
- Rombolók: Shark, Sparrowhawk, Turbulent, Ardent, Fortune, Nomad, Nestor

Német veszteség
- Csatacirkáló: Lützow
- Régi csatahajó: Pommern
- Könnyűcirkálók: Frauenlob, Elbing, Rostock, Wiesbaden
- Rombolók (torpedónaszádok): V 48, S 35, V 27, V 4, V 29

### Jelentések a csata után
Június 2-án délben a német hatóságok sajtóközleményt bocsátottak ki, melyben a csatában aratott győzelmet tették közzé. Az írás szerint a német flotta egy csatahajót, két csatacirkálót, két páncélos cirkálót, egy könnyűcirkálót, egy tengeralattjárót és számos rombolót semmisített meg a Pommern és a Wiesbaden elvesztése árán. Ekkor még visszatartották azt az információt, hogy a Lützow, az Elbing és a Rostock is elveszett, mivel azokat a saját személyzetük süllyesztette el, így arról a britek nem tudhattak.
A német jelentés a brit veszteségekről meglehetősen pontosnak tekinthető, bár tengeralattjárók egyik fél részéről sem vettek részt a csatában. A skagerraki győzelmet megünnepelte a sajtó, a gyerekeknek iskolai szünnapot rendeltek el.
A császár június 5-ei, Wilhelmshavenben a csatát megjárt tengerészek előtt a következő győzelmi beszédet tartotta:

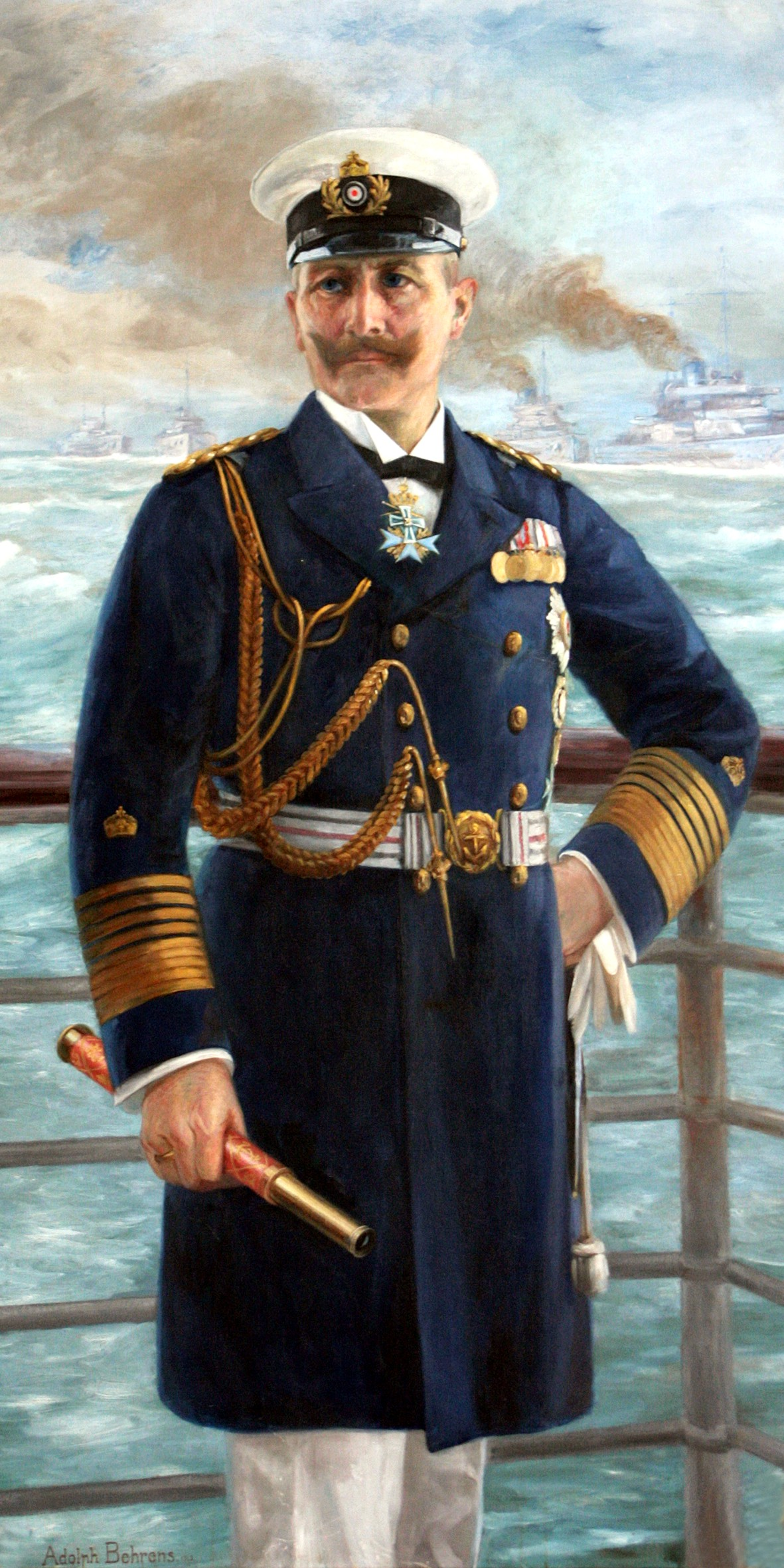
Vilmos császár vezértengernagyi egyenruhában
(Adolph Behrens festménye, 1913)

"Akárhányszor is látogattam meg az elmúlt évek során a Haditengerészetemet Wilhelmshavenben, minden alkalommal örömöt okozott lelkem mélyén a fejlődő flotta megpillantása a bővülő kikötőben. Jó érzéssel pihent meg szemem a fiatal legénységen, mely a gyakorlócsarnokban sorakozott fel, készen a zászlóra való felesküvésre. Közületek sok ezren néztek a legfőbb hadúr szemébe miközben letették az esküt. Ő felhívta a figyelmeteket a kötelességetekre, a feladatotokra. Mindenekelőtt arra, hogy amennyiben háborúra kerülne sor, a német flottának hatalmas túlerővel szemben kell harcolnia. Ez a tudat a flottában tradícióvá vált éppúgy, mint ahogy már Nagy Frigyes ideje óta a hadseregben: Poroszország, csakúgy, mint Németország mindig is túlerőben lévő ellenségekkel volt körülvéve. Ezért kellett a népünket egy blokkba összevonni, mely végtelen erőket halmozott fel, készen arra, hogy elszabadítsa azokat szükség esetén. De még soha ilyen lelkesedéssel nem utaztam hozzátok, mint a mai napon. Az évtizedek során minden német körzet adott embereket a flottába, akik a békeidőkben fáradságos munkával kovácsolódtak eggyé – mindig azzal az egy gondolattal: Ha sor kerül rá, akkor meg fogjuk mutatni, mit tudunk!
És akkor jött a háború nagy éve. Irigy ellenségek támadtak hazánkra. A hadsereg és a flotta készen állt. De a flotta számára a lemondás nehéz időszaka következett. Míg a hadsereg a túlerőben lévő ellenséget tüzes harcban fokozatosan tudta legyőzni, egyiket a másik után – addig a flotta hiába várta és áhította a harcot. A nektek rendelt sok egyedi tett egyértelműen tanúsította az azokat inspiráló hősi szellemiséget. De e tettek nem tudtak olyan hatást kifejteni, amilyen után vágyakoztak. Teltek-múltak a hónapok, a szárazföldön nagy győzelmeket vívtunk ki, de a flotta ideje még nem jött el. Hiába jöttek egymás után a javaslatok, hogy milyen módon lehetne az ellenséget harcra bírni.
Majd végül eljött a nap. A tengereket uraló Albion hatalmas flottája, mely a Trafalgar óta eltelt száz évben a legyőzhetetlenség nimbuszával az egész világra kiterjesztette tengeri zsarnokságát, most kifutott. A tengernagya a német flotta oly nagy tisztelője volt, mint kevesen mások. Bátor vezetővel az élén, kiváló hadianyaggal és bátor tengerészek felett rendelkezve – így közelített az angol armada, és a kisebb kiállt vele harcolni. És mi történt? Az angol flotta vereséget szenvedett! Az első hatalmas csapás ki lett mérve rá és az angol világuralom nimbusza szertefoszlott. Mint egy elektromos szikra, úgy terjedt el a világon a hír, és mindenütt, ahol német szívek dobognak, és a bátor szövetségeseink sorai között is páratlan ujjongást váltott ki. Ez az Északi-tengeren vívott csata sikere. A világtörténelem új fejezete lett megnyitva általatok. A német flotta képes volt arra, hogy a túlerőben lévő angol flottát legyőzze. A seregek vezére megacélozta karjaitokat, tisztán tartotta szemeteket. De én ma azért állok itt Főparancsnokként, hogy meghatott szívvel fejezzem ki nektek köszönetemet.
A Haza nevében és képviseletében állok itt, hogy a köszönetét kifejezzem nektek, és a hadseregem megbízásából és nevében a fegyvernem köszöntését átadjam. Mindegyikőtök teljesítette a kötelességét, a lövegeknél, a kazánoknál, a rádiószobán. Mindenkinek csak a nagy cél lebegett a szemei előtt, senki nem magára gondolt, csak egy gondolat inspirálta a flottát: Sikerülnie kell; az ellenséget le kell győzni. Legnagyobb elismerésemet és köszönetemet fejezem ki a vezetőknek, a tiszti karnak és a legénységnek. Épp ezekben a napokban, mikor Verdunnél az ellenség lassan kezd összeomlani és a szövetségeseink az olaszokat hegyről hegyre űzik és egyre hátrébb vetik, ekkor vittétek ti véghez e nagy, fenséges tettet. A világ mindenre fel volt készülve, de a német flotta győzelmére az angol felett egyáltalán nem. Meg lett téve az első lépés. A félelem beleállt az ellenség tagjaiba! Gyerekek! Amit ti tettetek, azt a Hazánkért tettétek, hogy a jövőben az összes tengeren szabad utat nyerjen a munkája és tettereje számára. Kiáltsátok hát együtt Velem:
A hű, szeretett, fenséges Hazánknak – Hurrá, Hurrá, Hurrá!"
A háború után a hivatalos német történetírás is győzelemként tartotta számon a csatát és még a második világháború után a hatvanas évekig megemlékeztek róla Wilhelmshavenben.
Nagy-Britanniában az első hivatalos hírek a német rádióadások voltak. A kikötőkbe befutó hajók legénysége értesítette a hozzátartozókat és a rokonokat az életben maradásukról és a számos elesettről. A hatóságok igyekeztek eltitkolni a híreket, de azok túl gyorsan terjedtek. Egyes hajók személyzetét már elveszettnek hitték mikor befutottak, sok tengerésszel gúnyolódtak az elszenvedett vereség miatt. Június 2-án este a brit admiralitás nyilatkozatot tett közzé, melyben a Jellicoe-tól származó információkat osztották meg a két oldal veszteségeiről. Másnap a brit sajtó is német győzelemről számolt be. A Daily Mirror idézte a német haditengerészeti miniszter Reichstagban mondott beszédét, melyben ez a mondat is elhangzott:
"A harc kimenetele jelentős siker erőink részéről egy jóval erősebb ellenféllel szemben."
A brit lakosságot sokkolta, hogy a régóta várt összecsapás német győzelmet hozott. Június 3-án a brit admiralitás újabb nyilatkozatot adott ki, melyben bővítették a német veszteséglistát, majd a következő nap egy újabbat, melyben már eltúlozták a német veszteségeket. A németek június 7-én elismerték a Lützow és a Rostock elvesztését, ami némiképp átértékelte a győzelmük mértékét.
A közfelháborodásra reagálva az admiralitás első lordja, Arthur Balfour felkérte elődjét, Winston Churchillt, hogy írjon egy jóval pozitívabb és részletesebb jelentést, mely azonban már erősen túlzó adatokat tartalmazott.
Táblázat az okozott és okozottnak vélt veszteségekről
| Hajótípus        | Brit veszteségek (valós) | Német veszteségek (valós) | Brit veszteségek (német jelentés 1916. 06. 01.) | Német veszteségek (brit jelentés 1916. 06. 02.) | Német veszteségek (brit jelentés 1916. 06. 03.) | Német veszteségek (brit jelentés 1916. 06. 04.) |
| ---------------- | ------------------------ | ------------------------- | ----------------------------------------------- | ----------------------------------------------- | ----------------------------------------------- | ----------------------------------------------- |
| csatahajó        | -                        | -                         | 1                                               | -                                               | 1                                               | 2 + 1 valószínű                                 |
| csatacirkáló     | 3                        | 1                         | 2                                               | 1                                               | 1                                               | 1 valószínű                                     |
| régi csatahajó   | -                        | 1                         | -                                               | 1                                               | nincs említve                                   | 1                                               |
| páncélos cirkáló | 3                        | -                         | 2                                               | -                                               | -                                               | -                                               |
| könnyűcirkáló    | -                        | 4                         | 1                                               | 2 valószínű                                     | 1                                               | 4+1                                             |
| romboló          | 8                        | 5                         | (több) 9-10                                     | nagy számú                                      | 6                                               | 6+3                                             |
| tengeralattjáró  | -                        | -                         | 1                                               | -                                               | 1                                               | 1+3                                             |

## A csata jelentősége
A későbbiek folyamán mindkét fél magának tulajdonította a győzelmet. A németek arra hivatkoztak, hogy jóval nagyobb veszteségeket okoztak a briteknek, különösen a csatacirkálók terén. Ezen felül a briteknek nem sikerült megakadályozniuk a Hochseeflotte visszavonulását. Éppen ezért később Jellicoe szemére vetették, hogy nem használta ki az alkalmat az ellenséges flotta teljes megsemmisítésére.
A britek azt emelték ki, hogy a Grand Fleet a csata után is megőrizte jelentős fölényét, mivel 23 csatahajójuk és 4 csatacirkálójuk maradt bevethető állapotban szemben a mindössze 10 német csatahajóval. Állításuk szerint a stratégiai helyzeten a csata nem változtatott és a brit tengeri blokád továbbra is fennmaradt.
A brit tengerészetnél lefolytatott vizsgálat ezzel szemben arra az eredményre jutott, hogy a kapitális hajóik, különösen a csatacirkálóik páncélvédettsége nem felel meg a Hochseeflottéval vívandó harc követelményeinek. A távolról kilőtt és meredeken becsapódó nagy kaliberű lövedékek át tudták ütni a fedélzetük vékony páncélzatát. A csatából hazatérő csatacirkálóiknál ilyen sérülést nem tapasztaltak ugyan, de a doggerbanki csatában az előző év során volt már erre példa. Az Indefatigable pusztulását is ilyen okoknak tudták be, a német megfigyelések alapján a Queen Mary is hasonlóan semmisült meg. Ezen felül a Marlborough esete megmutatta, hogy a brit csatahajók mennyire sérülékenyek tudnak lenni a torpedókkal szemben. A brit nagy kaliberű lövedékekről kiderült, hogy nem képesek átütni a németek vastag páncélzatát, nem egy esetben a csatahajók rendkívül erősnek tartott 381 mm-es lövedékei is egyszerűen darabokra estek szét még a mindössze 20 cm-es (közepes vastagságú) német páncéllemezeknek csapódva is.
Ezen hátrányok miatt úgy vélték, hogy a Grand Fleet nem tud hatékonyan szembeszállni a Hochseeflottéval és a britek a háború további részében már nem keresték a döntő összecsapásra az alkalmat. Még a Jellicoe helyére flottafőparancsnoknak kinevezett Beatty is úgy számolt, hogy a kilenc rendelkezésére álló csatacirkálóból igazából csak három számít teljes értékű egységnek, ami magában is jelentős taktikai hátrányt jelentett. A hajókat az új, megbízhatóbb lőszerrel csak 1918 áprilisától kezdték ellátni és csak 1918 nyarára érték el azt a szintet, ami után a Grand Fleetet bevethetőnek értékelték. Jellicoe még a csata után kibocsátott egy rendelkezést, melyben megtiltotta a Horns Revtől délre való hadműveleteket az akna- és tengeralattjáró-veszélyre hivatkozva.
A német stratégiára ezzel szemben a csatának nem volt közvetlen hatása. Scheer a csata után a felszíni flotta további erősítése mellett a korlátlan tengeralattjáró-háború felújítását kérte a császártól és a vezető politikusoktól, ahogy azt tette korábban is, mivel jóval nagyobb hasznukat látta a kereskedelmi háborúban. A lesbe állított tengeralattjáróknak ugyanis nem sikerült támadást intézniük a kifutó brit hadihajók ellen, holott ennek kulcsszerepe lett volna a hadműveletekben. 1916 nyarán a Hochseeflotte folytatta a britek számbeli fölényének fokozatos csökkentésére irányuló stratégiát, amit továbbra is az ellenfél kisebb kötelékekben hajózó nagy egységeinek csatára kényszerítésével kívántak elérni, miközben kerülték volna a nagyobb flottákkal való összecsapást addig, míg a meghatározó hajótípusok (csatahajók, csatacirkálók) terén megközelítőleg egyensúly nem alakult volna ki.
A két flotta 1916. augusztus 19-én 30 mérföldre megközelítette egymást anélkül, hogy harcra sor került volna közöttük. A britek ezúttal is korán értesültek a német hadműveletről. A Grand Fleet nagyobb számbeli fölénnyel bírt, mint a Skagerraknál, ráadásul ezúttal még a Harwich Force támogatására is számíthatott, de ezúttal nem próbálták elvágni a németek visszavonulási útját.
Az előretörés során a német tengeralattjárók torpedóval két brit cirkálót elsüllyesztettek, ami az erőegyensúly kivívására irányuló korábbi német stratégia részét képezte. Ebben a hadműveletben már új, mobilisabb rendszerben állították fel a tengeralattjárókat a május 31-ei tapasztalatokból okulva. Scheer ezen akció után azonban már nem hitt abban, hogy a Royal Navy egy kisebb kötelékét csapdába csalhatná úgy, hogy a Grand Fleet ne tudná csatára kényszeríteni a honi kikötőkbe való visszatérése előtt. Ez viszont a brit hírszerzés sikerének volt betudható inkább, mint a Grand Fleetének. Bár azt nem tudhatta, hogy a britek a teljes flottájukkal sem álltak volna ki ellene, csak ha a helyzet feltétlenül úgy kívánta volna meg.
A német flotta 1916 októberében a Dogger-pad irányába tett előretörésére a britek már nem is reagáltak. Emögött a nagy hadihajók elvesztéséből adódó presztízsveszteségtől való félelem is állt. Egy-egy ilyen hadihajó költségei megegyeztek egy egész gyaloghadosztályéval és a háború előtti propaganda hatására ezek a hajók jelképezték az állam hatalmát mindkét nemzet szemében. A britek passzivitásának is köszönhetően 1917 februárjától a németek a korlátlan tengeralattjáró-háborútól remélték a döntést kicsikarni a tengeren zajló háborúban és március után már nem is terveztek komolyabb akciókat a Hochseeflotte bevetésével az év során az Északi-tengeren.
A háború utolsó évében, 1918 áprilisában a Hochseeflotte végrehajtott egy előretörést egészen a Bergen-Shetland-szigetek vonal magasságáig. Az év októberében a La Manche irányába tervezett előretöréssel kívánták a briteket döntő csatára kényszeríteni, de erre a hírre zendülés tört ki a matrózok között és matróztanácsokat alakítottak. Mindmáig vitatott, hogy a német admiralitás valós stratégiai célok elérését tartotta-e itt szem előtt, avagy csak nem kívánta dicstelenül, harc nélkül feladni a küzdelmet. Ami biztos, az az, hogy a matrózok vonakodtak az értelmetlennek vélt parancsokat teljesíteni. Ez a kieli matrózfelkelés volt a novemberi forradalom kiindulópontja.
A skagerraki csata volt az utolsó olyan flották közötti nagy csata, melyeket tüzérségi fegyverekkel ellátott hadihajók vívtak. A második világháborúban sorra kerülő csatahajók közti harcokra már csak éjszaka került sor, így Guadalcanalnál (1942) és a Surigao-szorosban (1944), vagy csak kevés hajó vett bennük részt (Rheinübung-hadművelet).

### Megítélés
A csata stratégiai jelentősége terjedelmes szakirodalom tárgyát képezi, melyek nem jutnak egyezségre. A csatát széles körben tekintették döntetlennek már közvetlenül az összecsapás után is és ez a nézet a legelterjedtebb mindmáig. Az ütközet a brit flotta számára stratégiai előnyt nem hozott. Számukra megfelelt a meglévő és számukra kedvező stratégiai helyzet fenntartása, így eltekintettek mindenfajta támadó hadművelettől a háború hátralévő részében és nem hajóztak már többet a német vizek közelébe nagy kötelékekkel.
Német részről a terület ilyen módon való biztosítása nyereség lehetett volna, azonban ez a távlati céljaiknak, a blokád feltörésének nem felelt meg, mert jelentős előnyt biztosított volna számukra a harc hazai vizek közelében való megvívása. A csata kimenetele lehetővé tette továbbra is a skandináv államokkal folytatott német kereskedelmet és megtartotta őket a semleges táborban. Oroszország blokádja továbbra is fennállt, ami végül az ország kimerüléséhez és a breszt-litovszki béke  megkötéséhez vezetett. A felújított tengeralattjáró-háború az Egyesült Államok hadba lépéséhez vezetett és ezt követően az antant blokádja már a német fegyverszüneti egyezményhez vezetett.
Haditengerészeti szempontból a brit illetve német siker melletti érveléseken túl megfogalamzott újabb értékelések szerint a skagerraki csata volt az utolsó csatahajóflották közötti nagy összecsapás, ami megmutatta ezen nagy felszíni egységek jelentőségének csökkenését a tengeralattjárók, az aknák és a torpedók fejlődésének következtében. E nézet szerint a csata legfontosabb következménye az volt, hogy a németek ismét a korlátlan tengeralattjáró-háború felújítása mellett döntöttek. Habár a két világháború között nagy mennyiségben készültek csatahajók, ezt a technológiai fejlődést elfojtó, tradicionális paradigmákat szem előtt tartó és ezért csatahajó-párti döntéshozók társadalmi dominanciájának tudják be. A csatahajók a második világháború során viszonylag csekély szereppel bírtak és a tengeralattjárók illetve a repülőgépek váltak a meghatározó támadó fegyverekké a tengeri hadviselésben.

### Brit önkritika
A brit admiralitás a Grand Fleet teljesítményét érintő hivatalos vizsgálata két fő problémát érintett: A brit páncéltörő lövedékek a német páncélzaton felrobbantak, ahelyett, hogy átütötték volna azokat. Ennek következtében számos német hadihajó 20 cm-es páncélzata is ellenállt a 381 mm-es brit lövedékeknek. Amennyiben ezek a lövedékek képesek lettek volna átütni a páncélzaton, akkor a németek vesztesége jóval nagyobb lehetett volna.
A brit hajók és a flotta parancsnoka közti kommunikáció meglehetősen gyenge volt. A csata nagy részében Jellicoe-nak fogalma sem volt, merre hajóznak a németek, annak ellenére, hogy már észlelték őket más egységek. A brit hajók képtelenek voltak jelezni az ellenség helyzetét a csata előzetes terveiben foglaltak szerint. A legfontosabb üzenetek egy részét csupán zászlókkal próbálták közvetíteni ahelyett, hogy rádión továbbították volna azokat. A zászlók alkalmazása kifogásolható eljárás volt az amúgy is ködös Északi-tengeren, amihez még a lőporfüst is hozzájárult. A megszokásokhoz szokott konzervatív főtisztek hasonló hozzáállása még a második világháborúban is számos félreértéshez vezetett.

#### Lövedékek minősége
A német páncéltörő lövedékek jóval hatékonyabbak voltak a britekéinél, melyek sokszor át sem tudták ütni a páncélzatot. Ez a hiba különösen a nagyobb távolságból kilőtt lövedékek meredek szögben való becsapódásakor lépett fel. A németek 1902-től trinitrotoluolt (TNT) alkalmaztak a lövedékeikben robbanószerként, míg a britek pikrinsav keveréket (Lyddite) használtak erre a célra. A becsapódáskor az ütközés hatására a lyddite gyakran túl korán robbant be, míg a TNT-t lehetett késleltetni úgy, hogy csak a páncélzaton való áthatolás után robbanjon.
A lövedékek gyenge minősége ismert volt a csata előtt Jellicoe számára, aki harmadik tengeri lord minőségében (Third Sea Lord, 1908-1910) már elrendelte újfajta lövedékek tervezését. Azonban miután elkerült az admiralitástól a hajózó flottához, az ügynek nem lett következménye és új lövedékek tesztelésére nem került már sor. Beatty számára akkor vált ismertté a probléma, mikor röviddel a csata után egy svéd tengerésztiszttel elegyedett beszélgetésbe a Lion fedélzetén. A svéd nemrégiben járt Berlinben, ahol a német tengerészek a gyenge brit lövedékeken gúnyolódtak, melyek nem voltak képesek átütni a hajóik páncélzatát. A lövedékek hatásosságának kérdése már a doggerbanki csata után is felmerült, de változtatásokat már akkor sem eszközöltek. Hipper a brit lövedékekről később a következőket mondta: "Nem más, mint a túl gyenge lövedékeik mentettek meg minket a katasztrófától."
A csatában az Iron Duke kapitányaként részt vett Dreyer tengernagy később írott művében a találatok száma alapján úgy vélte, ha hatékonyabb lövedékeket használtak volna, akkor hattal több nagy német egységet süllyeszthettek volna el. A lövedékek tesztelésének módszerén a brit haditengerészetnél egészen 1944-ig nem változtattak. Ez a metódus elfogadhatónak tartotta a 70%-os hibahatárt is. Sőt még az ezen a szigorúnak nem mondható teszten megbukott lövedékeket is kiutaltak a hadihajókra. A fegyverzeti hivatal (Ordnance Board) által végzett elemzések azt mutatták, hogy a lövedékek 30-70%-a nem felelt meg a haditengerészet által előírt páncélátütő képességnek.
A lövedékek cseréjét eleinte ellenezte a brit admiralitás és ez ügyben nem történt előrelépés egészen addig, míg Jellicoe-t 1916 decemberében ki nem nevezték az admiralitás első lordjává. Első körben a legrosszabb minőségű lövedékeket 1917 elején visszavonták a hajókról és a raktáron álló készletekkel cserélték le őket. Új lövedékeket terveztek, de ezek 1918 áprilisáig nem érkeztek meg, így a harcokban sem alkalmazhatták őket.

#### Csatacirkálóveszteségek
A brit csatacirkálókat arra tervezték, hogy az ellenséges cirkálókat üldözhessék és már akkora távolságból leküzdhessék őket, ahonnan azok nem tudtak válaszolni. Nem arra tervezték őket, hogy csatasorba rendeződve sortüzeket leadva tűzharcba keveredjenek az ellenséggel. A csatában három brit és egy német csatacirkáló veszett oda, de pusztulásukat nem a páncélövön áthatoló lövedékek okozták, hanem feltehetőleg a lövegtornyok tetején lévő páncélzaton áthatoló találatok által berobbantott lőpor és a lőszerraktárakig lehatoló robbanássorozat. A Lützow vesztét pedig az orr-részében található torpedóvető kamrák gyenge vízzáró rekeszei okozták. A hajó a 24 elszenvedett találat többségét jól bírta, de az orrába öt víz alatti találatot kapott és ezek közül az utolsó kettő kormányozhatatlanná tette. A vízvonal feletti találatok e szekcióban pedig tovább súlyosbították a helyzetét. Egyetlen más hajó sem sérült meg komolyabban a csatában tüzérségi fegyverektől a vízvonal alatt, így a Lützow elvesztését különösen szerencsétlen véletlenek egybeesése okozta. A Lützow-t végül a kísérő rombolók süllyesztették el torpedókkal, miután a legénységét átvették a fedélzetükre (hat csapdába esett fűtőt nem tudtak kimenekíteni). A Derfflingert és a Seydlitzet 22-22 találat érte, de ennek ellenére sikeresen hazajutottak.
Jellicoe, Beatty és más magas beosztású tisztek is a csatacirkálók elvesztését a gyenge páncélzattal magyarázták, holott két bizottsági jelentés és Jellicoe korábbi kijelentései is még a korditot és annak kezelési módját tette felelőssé. Jellicoe a magas veszteségeket a következőképpen indokolta:
|  | „A nyugtalanító tény az, hogy a csatacirkálók összecsapásakor öt német csatacirkáló hat hasonló brit egységgel vívott harca során - melybe húsz perc után, még ha nagy távolságból - becsatlakozott négy Queen Elizabeth-osztályú csatahajó is, képesek voltak elsüllyeszteni a Queen Mary-t és az Indefatigable-t. (…) A brit veszteségekhez hozzájáruló tényezők közül az első a csatacirkálóink elégtelen páncélvédettsége volt, különös tekintettel a tornyok páncélzatára, a második a fedélzet páncélvédettsége valamint a kedvezőtlen fényviszonyok, melyek között a hajóink harcoltak. Ezekhez nem férhet kétség. De ahhoz sem férhet kétség, hogy a német csatacirkálók tüzérsége a csata első szakaszában nagyon magas szintet ütött meg.” |
|  | – Sir John Jellicoe |

A csata után a páncélzatot egy hüvelyk (2,5 cm) vastag páncéllemezekkel erősítették meg a lőszerkamrák feletti viszonylag gyengén páncélozott részeken. Az így megnövekedett súly csökkentésére a hajókat kevesebb üzemanyaggal, vízzel és egyéb készlettel látták el. Más vélemények szerint a csata nem bizonyította azt, hogy a vékony páncélzat a brit hadihajók potenciálisan gyenge pontja lett volna. A csatát túlélő hajók közül egyetlen egynek sem ütötte át ellenséges lövedék a fedélzeti páncélzatát. A csata idején építeni kezdett Hood csatacirkáló terveit úgy változtatták meg, hogy 5,100 tonnával több páncélzatot kapjon.

## Kulturális hatása
A skagerraki győzelmet a háború alatt és után Németországban rendszeresen megünnepelték. Wilhelmshavenben egészen az 1960-as évek végéig Skagerrak-ünnepségeket tartottak felvonulásokkal, parádékkal és koszorúzásokkal. A skagerraki csata számos ismert német művészt és írót inspirált.
Claus Bergen, a tengerészet egyik festője a Hochseeflotte visszatérésekor Wilhelmshavenben tartózkodott. Ő volt az első festő, aki a hajók legénységével beszélt, megtapasztalta a hangulatot és látta a büszke, számos találatot kapott hajókat. Hipper tengernaggyal való kiváló kapcsolata révén lehetősége nyílt a flottával tartania a gyakorlatok során. Bergen a benyomásait számos festményén örökítette meg és ezt követően vált a skagerraki csata festőjévé.
A matrózok kommunista regényírójaként emlegetett Theodor Plievier "A császár kulijai" című önéletrajzi regényében dolgozta fel a skagerraki csata eseményeit. Ebben különösen a két nemzet matrózainak látásmódját és sorsát járta körbe. A regény nemzetközi sikert aratott és Erwin Piscator rendezésében színpadra vitték.
Reinhard Goering, az expresszionista író hősi érzelmű, de pacifista felhangú filozófiai színdarabot írt "Seeschlacht" (Tengeri csata) címmel, melyet még az első világháború alatt bemutattak Drezdában.
Filmek
- "Die versunkene Flotte" (Az elsüllyedt flotta – avagy "Die Seeschlacht beim Skagerrak") című film 1926-ban készült Manfred Noa rendezésével, mely Helmut Lorent hasonló című regényén alapult.
- "When Fleet Meets Fleet: A Romance of the Great Battle of Jutland" címmel a német filmmel párhuzamosan arra adott válaszként készült egy brit változat is.

## Kitüntetések
Pour le Méritével kitüntetettek:
- Reinhard Scheer (Friedrich der Große)
- Franz Hipper (Lützow).

Hipper a csatában nyújtott teljesítményéért nemesi címet kapott, ezután hivatalosan Franz von Hipper a neve. Scheer visszautasította a nemesi címet.
Viktória-kereszttel kitüntetettek:
- Edward Barry Stewart Bingham (Nestor)
- John Travers Cornwell (Chester)
- Francis John William Harvey (Lion)
- Loftus William Jones (Shark)

## A hajók maradványainak státusza

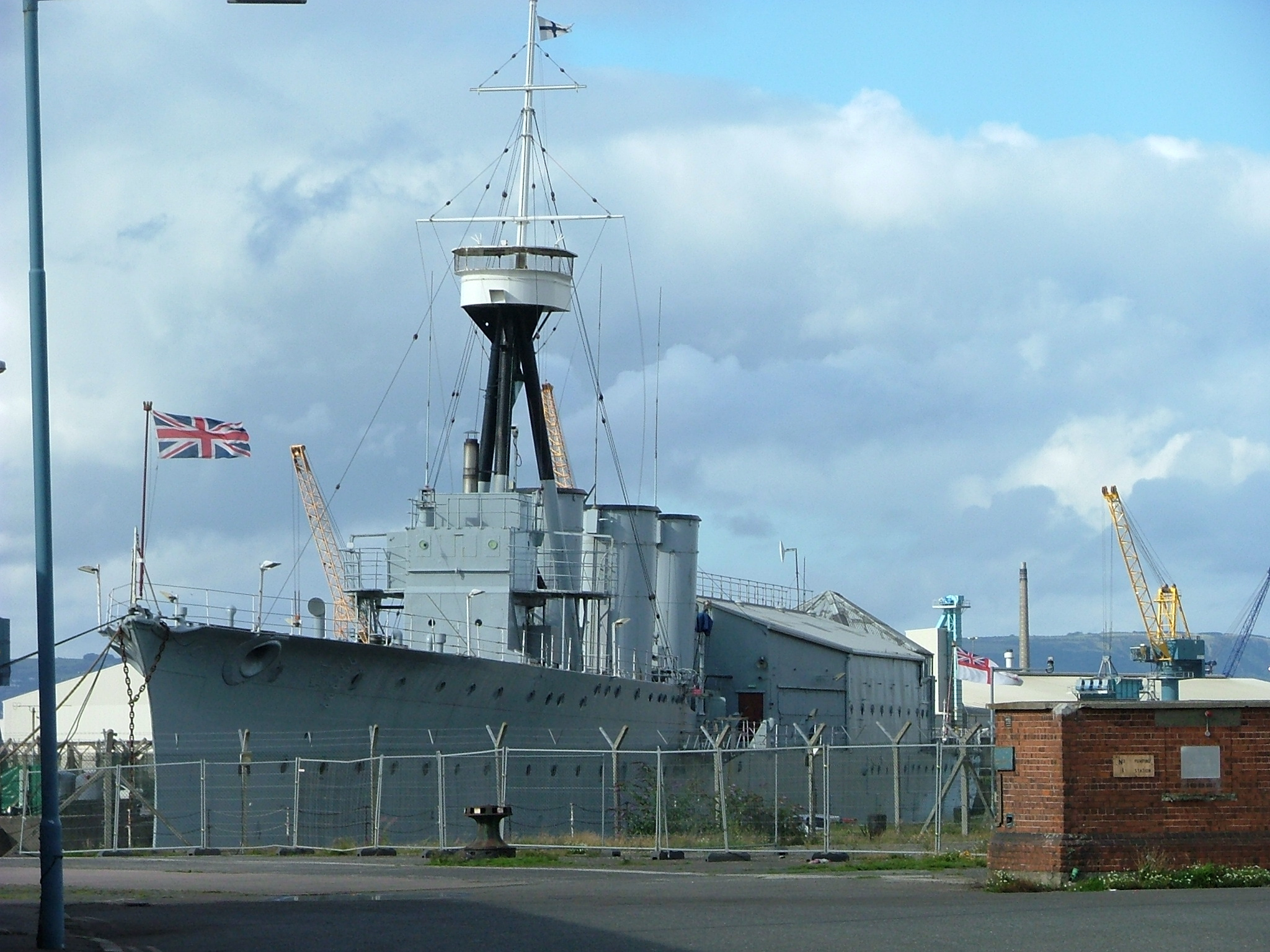
A csata egyetlen mindmáig úszóképes túlélője, a Caroline könnyűcirkáló (Belfast, Észak-Írország)

A csatát követő években lassanként találtak rá a hajóroncsokra egymás után. Az Invincible-re a brit Oakley aknakereső talált rá 1919-ben. A második világháborút követően néhány hajóroncsból részeket távolítottak el kereskedelmi haszonszerzés céljából. A brit hidrográfiai hivatal (Hydrographic Office) feljegyzése szerint a Lützow-ból az 1960-ban darabokat távolítottak el. 2000-2016 között a brit Innes McCartney hajóroncskutató és archeológus vezette búvárexpedciók a csatában elsüllyedt összes hajó roncsát fellelték. A felméréseik azt mutatták, hogy a roncsok 60%-át felkeresték már fémtolvajok. 2003-ban McCartney a Channel 4 "Clash of the Dreadnoughts" címmel elkészült dokumentumfilmjéhez a hajóroncsok részletes vizsgálatát készítette el.
A film az odaveszett hajók utolsó perceit igyekezett rekonstruálni és felfedte például azt, hogyan repültek le előbb a 'P' és 'Q' tornyok az Invincible-ről és estek a tengerbe még azelőtt, hogy a robbanás kettészakította volna a hajót. Ezt követte a Channel 4 "Jutland: WWI's Greatest Sea Battle" címmel megjelenő újabb dokumentumfilmje, amit 2016 májusában mutattak be először és ami bemutatta, hogyan következett be a nagyobb hadihajók elvesztése és mennyire volt pontos a „Harper record”, a brit haditengerészet főtérképésze által készített vázlat.
A csata megvívásának 90. évfordulóján az Egyesült Királyság védelmi minisztériuma megkésve bejelentette, hogy a 14 elsüllyedt brit hajó az 1986-os katonai roncsok védelméről szóló törvényben foglaltak szerinti „védett hellyé” lett nyilvánítva. A törvénykezés csak brit hajókra és állampolgárokra vonatkozik és gyakorlatilag nem jelent valós védelmet a maradványok nem brit állampolgárok általi megbolygatása ellen.
2016 májusában több brit újság is megírta, hogy a holland "Friendship Offshore" roncsmentő vállalat volt egyike a skagerraki csatában elsüllyedt hajókról fémeket kiemelő cégeknek és kiszivárogtatott fényképeket mutattak be a Queen Mary-n végzett aktivitásukról.
A csata utolsó túlélője a brit légierőnél szolgáló Henry Allingham volt, aki 2009. július 18-án hunyt el 113 évesen. Halálakor ő volt a legöregebb férfi a világon. A csatában részt vett a 20 éves Albert herceg is, aki a Collingwood csatahajón szolgált altisztként. Bár ő második volt az öröklési rangsorban, VI. György néven 1936-ban brit uralkodó lett, miután bátyja, Edward lemondott a trónról. A csatát megjárt hadihajók közü a Caroline könnyűcirkáló még napjainkban (2020-ban) is úszóképes állapotban van. Hivatalosan 2011-ben vonták ki a szolgálatból és Belfastban áll dokkban múzeumhajóként.

## Emlékezete
A skagerraki csatára nagy győzelemként emlékeztek meg a weimari köztársaság idején. A megemlékezés a flotta egyes részeinek a német forradalomban játszott dicstelen kezdeményező szerepét és a világháborús vereséget is hivatott volt elhomályosítani egyben. A skagerraki megemlékezések hasonló szerepet töltöttek be, mint a tannenbergi csata emlékére tartott ünnepségek. Wilhelmshavenben a csata évfordulóin koszorúzásokat és fáklyás felvonulásokat tartottak egészen az 1960-as évek végéig.
Friedrich von Kühlwetter ellentengernagy 1916-ban írt egy részletes elemzést Skagerrak – Der Ruhmestag der deutschen Flotte (Skagerrak – A német flotta dicső napja) címmel, melyet először anonim jelentettek meg. A több kiadást megélt művet a második világháború utáni időkig nyomtatták és nagy hatással volt a csata emlékének német társadalom körében való megőrzésére, mivel még nem volt hatással rá a Harmadik Birodalom ideológiája. Kühlwetter alapította a Flensburg melletti Mürwik tengerésztisztképző iskoláját, ahol mind a mai napig nagy becsben tartják személyét.
2016 májusában, a csata 100. évfordulójának alkalmából tartottak megemlékezéseket. Május 29-én a wimbledoni St Mary's Church-ben tartottak emlékmisét, mely templomban az Inflexible hadilobogója van kiállítva. Május 31-én az Orkney-szigeteken lévő Kirkwall St Magnus nevű katedrálisában tartottak misét, melyen részt vett David Cameron brit miniszterelnök és Joachim Gauck német államelnök. A százéves évforduló alkalmából a wilhelmshaveni Deutsches Marinemuseum 2016. május 29-től 2017. február 28-ig tartott a csatát bemutató kiállítást.

## Fordítás
- Ez a szócikk részben vagy egészben  a   Battle of Jutland című angol Wikipédia-szócikk ezen változatának fordításán alapul.  Az eredeti cikk szerkesztőit annak laptörténete sorolja fel. Ez a jelzés csupán a megfogalmazás eredetét és a szerzői jogokat jelzi, nem szolgál a cikkben szereplő információk forrásmegjelöléseként.
- Ez a szócikk részben vagy egészben  a   Skagerrakschlacht című német Wikipédia-szócikk ezen változatának fordításán alapul.  Az eredeti cikk szerkesztőit annak laptörténete sorolja fel. Ez a jelzés csupán a megfogalmazás eredetét és a szerzői jogokat jelzi, nem szolgál a cikkben szereplő információk forrásmegjelöléseként.

### Előadások, dokumentumfilmek
- Professor John Maurer, "Battle of Jutland," Lecture of Opportunity, U.S. Naval War College, May 31, 2016.
- Secret History Documentary | Jutland – WW1 Greatest Sea Battle
- Battle Of Jutland: The Navy's Bloodiest Day (BBC, 2016)
- The Battle of Jutland Animation
- BBC – Scotland's War at Sea (2015) The Dreadnoughts of Scapa Flow
- The Great War: The Battle of Jutland (WWI Documentary)
- Jutland: Clash Of The Dreadnoughts (1 of 2, 2 of 2)

Jelentések a skagerraki csatáról:
- Német hivatalos jelentések (1916. június 1. ill. 2.) – (németül)
- John Jellicoe első hivatalos jelentése (1916. június 2.) – (angolul)
- II. Vilmos wilhelmshaveni beszéde (1916. június 5.) – (németül)
- David Beatty hivatalos jelentése (1916. június 19.) – (angolul)
- John Jellicoe második hivatalos jelentése (1916. június 24.) – (angolul)
- Reinhard Scheer jelentése (1916. június 29.) – (angolul)

### Ajánlott olvasmányok
- Krámli Mihály: A Skagerrak-misszió – Osztrák-magyar haditengerészeti jelentés az 1916. május 31.-június 1-jei skagerraki csata német tapasztalatairól. Hadtörténeti Közlemények 129. évf. 4. szám, 2016. (Hozzáférés: 2020. május 28.)
- Bacon, Reginald. The Jutland Scandal (1925). OCLC 1900062
- Butler, Daniel Allen. Distant Victory: The Battle of Jutland and the Allied Triumph in the First World War. Westport, CT: Praeger (2006). ISBN 0-275-99073-7
- Corbett, Julian. Naval Operations, repr., Official History of the War, London: Longmans & Co. (2003). ISBN 1-84342-491-6
- H.W. Fawcett & G.W.W. Hooper, RN (editors), The fighting at Jutland (abridged edition); the personal experiences of forty-five officers and men of the British Fleet London: MacMillan & Co, 1921
- Frost, H. H.. The Battle of Jutland. Annapolis, MD: USNI (1936). OCLC 2826423
- George, S.C.. Jutland to Junkyard. Edinburgh: Paul Harris (1981). ISBN 0-86228-029-X
- Groos, Fregattenkäpitan Otto. Der Krieg in der Nordsee, Der Krieg zur See: 1914–1918 (german nyelven). Berlin: Mittler & Sons (1925). OCLC 2960788
- Hough, Richard. Dreadnought, A history of the Modern Battleship. Macmillan Publishers (1975). ISBN 0517293676. OCLC 5101910
- Legg, Stuart. Jutland, an Eye-Witness Account of a Great Battle. New York City: The John Day Company (1966). OCLC 505431
- London, Charles. Jutland 1916, Clash of the Dreadnoughts, Campaign. Oxford: Osprey (2000). ISBN 1-85532-992-1
- Marder, Arthur J.. The War Years to the eve of Jutland, 1914–1916, From the Dreadnought to Scapa Flow. London: Oxford University Press (1965). OCLC 865180297
- Roberts, John Arthur. Battlecruisers, ShipShape. London: Caxton Editions (2003). ISBN 1-84067-530-6
- Steel, Nigel. Jutland 1916: Death in the Grey Wastes. London: Cassell (2004). ISBN 0-304-35892-4
- Georg von Hase: Die zwei Weißen Völker, MacMillan, London 1921